# Aquitaine (ancienne région administrative)
Pour les articles homonymes, voir Aquitaine.
1972–2015
Entités précédentes :
- Royaume wisigoth Aquitaine première Aquitaine seconde
- Duché de Vasconie
- Duché d'Aquitaine
- Royaume d'Aquitaine
- Royaume de France Gascogne Guyenne

Entités suivantes :
- Nouvelle-Aquitaine

L'Aquitaine (prononcé [a.ki.tɛn] en français standard et [a.ki.ˈt̪ɛ.n̪ə] localement) est une ancienne région administrative du Sud-Ouest de la France (Code ISO 3166-2 : FR-B). Elle comprenait cinq départements : la Dordogne (24), la Gironde (33), les Landes (40), le Lot-et-Garonne (47) et les Pyrénées-Atlantiques (64). Son chef-lieu, Bordeaux, en était aussi la plus grande ville. Cette région administrative tirait son nom d'une partie de la Gaule, dont les contours ont évolué depuis l'Antiquité pour se fixer au XIIe siècle à l'ensemble du Poitou, du Limousin, de l'Angoumois, de la Saintonge, du Périgord et de la Gascogne regroupés autour de Bordeaux dans le Duché d'Aquitaine. Ses habitants étaient appelés les Aquitains.
Dans le cadre de la réforme territoriale, l'Aquitaine a fusionné le 1er janvier 2016 avec les régions Poitou-Charentes et Limousin. La nouvelle région qui les regroupe porte le nom de Nouvelle-Aquitaine.

## Étymologie et dénominations
Aquitania est le nom de la province romaine créée par Auguste et dont l'origine du nom demeure incertaine. L’étymologie la plus courante du mot Aquitaine (aqu-itan-ia /akwitania/) consiste à en faire un mot parent du latin aqua (eau), ce qui en ferait le « pays des eaux ». Aussi, selon certains auteurs latins, Aquitaine, en latin Aquitania, viendrait du nom antique de la cité de Dax, Aquæ (Tarbellicæ), mais ces hypothèses sont remises en question. Selon Henry Montaigu, « le nom d'Aquitaine est plus probablement celui du peuple capital de son antiquité : les Ausques ou Auscii qui ont donné par la suite à leur oppidum d'Eliberris son nom moderne de Auch et dont les habitants se nomment encore Auscitains ». Dans la même veine d'une origine étymologique du peuple aquitain de langue proto-basque, l'anthropologue Julio Caro Baroja souligne que le mot « aquitain » vient de « ausci », le pluriel d’« auscus ».
Le terme « Aquitaine » s’est appliqué au cours du temps à des territoires différents du Sud-Ouest de la France actuelle.
Présentée par César (dans La Guerre des Gaules) comme une entité distincte de la Gaule comprenant tous les pays au sud de la Garonne, la province romaine d’Aquitaine s’est étendue très largement vers le nord sous l’Empire. À l’inverse, les pays les plus méridionaux furent un temps distingués de l’Aquitaine, apparemment sous Trajan, et formèrent la Novempopulanie correspondant approximativement à « la Gascogne ».
Les langues régionales de l’Aquitaine sont l’occitan (Aquitaine se dit Aquitània [akiˈtanjɔ] ou [akiˈtani]), le basque (Akitania) et le saintongeais, une variété du poitevin-saintongeais (Aguiéne).
L’appellation Guyenne est la déformation par les Anglais du nom d’origine de l’Aquitaine passée sous leur domination : l’Aguiéne est devenue la Guyenne.

## Géographie

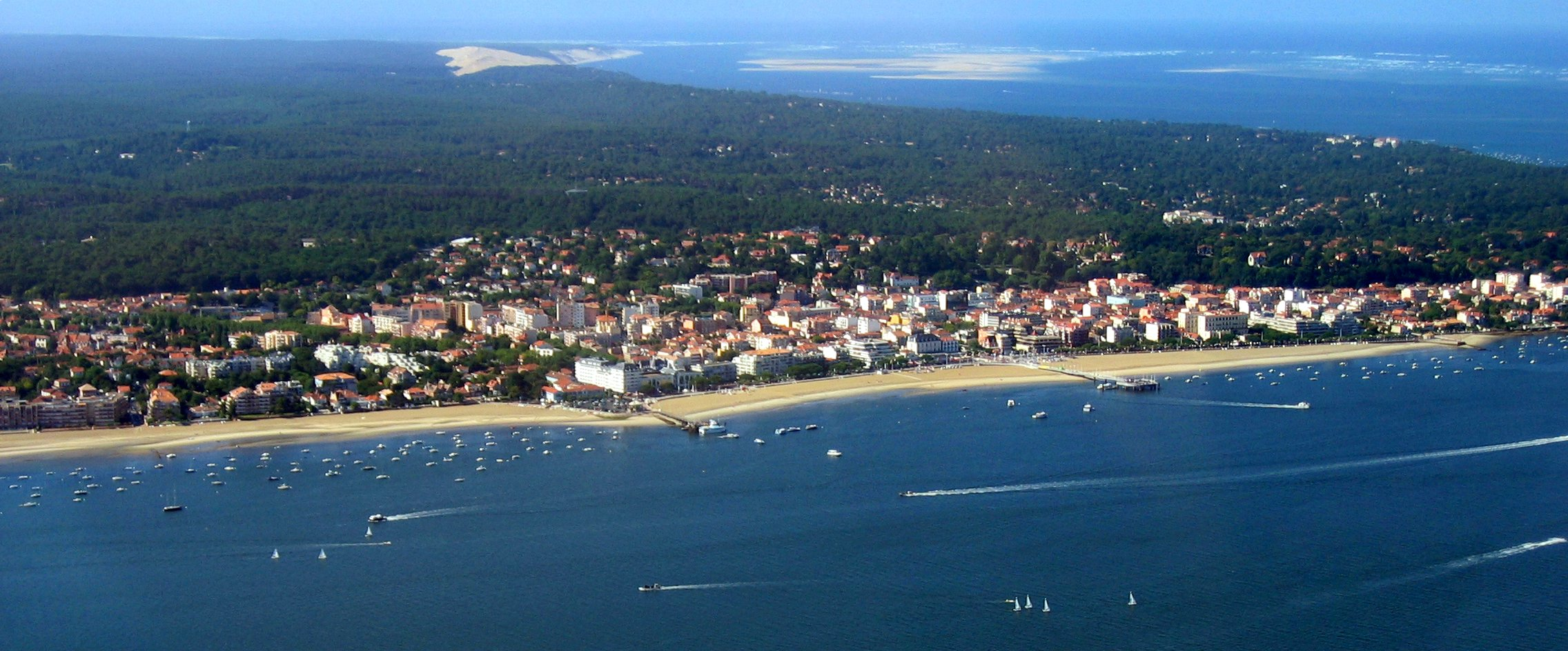
Arcachon sur le littoral des Landes de Gascogne.

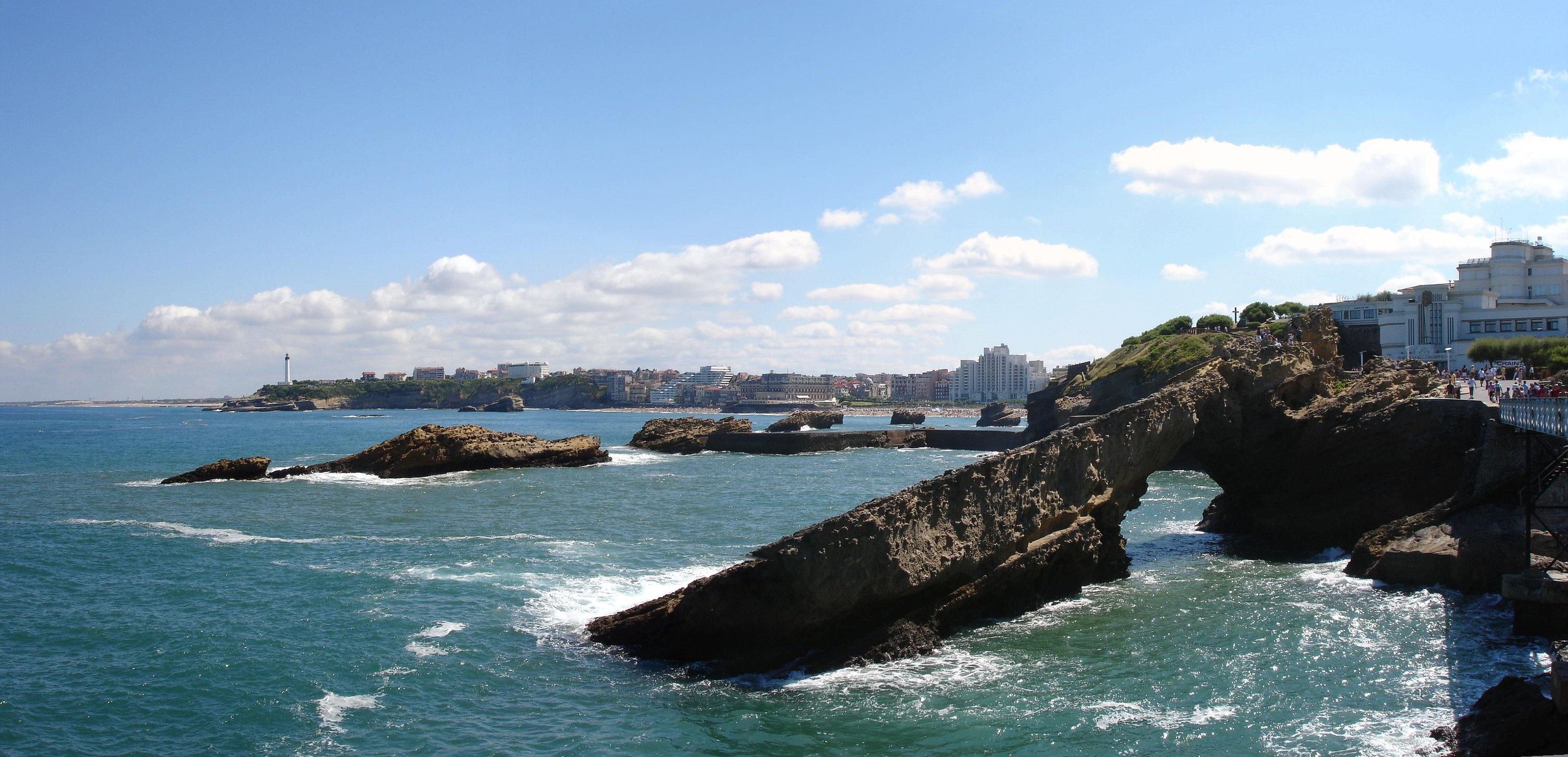
Biarritz sur la côte Basque.

Avec ses 41 284 km2, l’Aquitaine est la troisième région métropolitaine française par sa superficie et correspond ainsi à 8 % du territoire national. Région méridionale éloignée de Paris cernée par les Pyrénées, le Massif central et l'océan Atlantique, elle correspond, sur le plan physique, au vaste bassin sédimentaire du Sud-Ouest. Au nord, Dordogne et Garonne drainent le vignoble de Bordeaux et les départements de Dordogne, Gironde et Lot-et-Garonne. À l'ouest, se déploient les Landes de Gascogne, territoire naturel à cheval sur les départements de la Gironde, des Landes et du Lot-et-Garonne. Au sud, sur le piémont pyrénéen, le département des Pyrénées-Atlantiques rassemble Pays basque et Béarn.
Les régions Midi-Pyrénées, Limousin, Poitou-Charentes sont respectivement limitrophes à l'est, au nord-est et au nord. À l'ouest, la région compte près de 300 kilomètres[réf. nécessaire] de côtes, dites « côte d'Argent », ouvertes sur l'océan Atlantique, seulement interrompues par le bassin d'Arcachon et par la baie de Saint-Jean-de-Luz. Au sud, les Pyrénées et la Bidassoa marquent la frontière avec l'Espagne (l'Aragon, la Navarre et le Pays basque espagnol).

### Climat
Tempéré à tendance océanique. Tantôt chaud et tantôt humide en été et une saison d'automne particulièrement douce, appelé été indien.
Parfois soumis à des tempêtes hivernales.

### Hydrographie
Les principaux cours d'eau sont la Garonne, la Dordogne, l'Adour, le Lot et le Dropt.

## Histoire
- Bordelais
- Bazadais
- Périgord
- Agenais
- Quercy

- Bordelais
- Bazadais
- Condomois
- Armagnac
- Lannes ou Landes
- Labourd
- Soule

Carte de la région avec ses départements, montrant les pays et provinces qui existaient sur son territoire au XVIII.
Guyenne :
Bordelais
Bazadais
Périgord
Agenais
Quercy
Gascogne :
Bordelais
Bazadais
Condomois
Armagnac
Lannes ou Landes
Labourd
Soule
Béarn
Basse-Navarre
Limousin
Angoumois
Saintonge

## Emblèmes

### Héraldique
| Blason de l’Aquitaine et de la Guyenne | Les « armes de l’Aquitaine et de la Guyenne » historique se blasonnent ainsi : de gueules au léopard d’or, armé et lampassé d’azur. |

Ce blasonnement est toutefois celui de l'ancien duché d'Aquitaine, et pas celui de la région Aquitaine, qui ne possédait pas de blason officiel.

### Monnaie
En 2010, une pièce de 10 euros en argent, gravée par Joaquin Jimenez, a été mise en circulation en Aquitaine. Elle représente la carte et le drapeau de la région. Elle a cours légal en France.

## Politique et administration

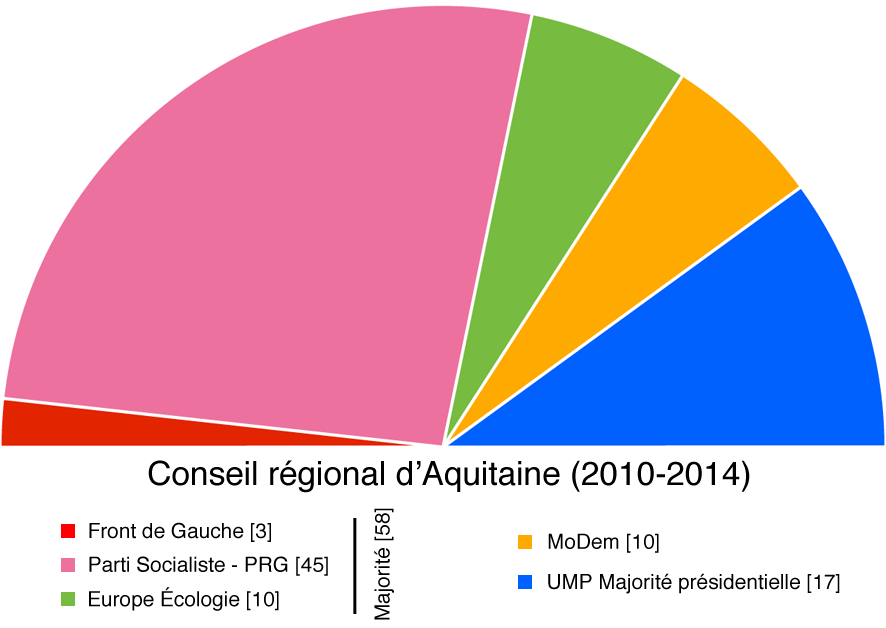
Composition du conseil régional d’Aquitaine après les élections régionales françaises de 2010

### Coopération interrégionale
Au Pays basque, de nombreuses villes de chaque côté de la frontière dont Saint-Sébastien coopèrent dans le cadre de l'Eurocité Basque Bayonne - San Sebastian. Des liens étroits sont entretenus avec Toulouse et la région voisine Midi-Pyrénées.

## Transports

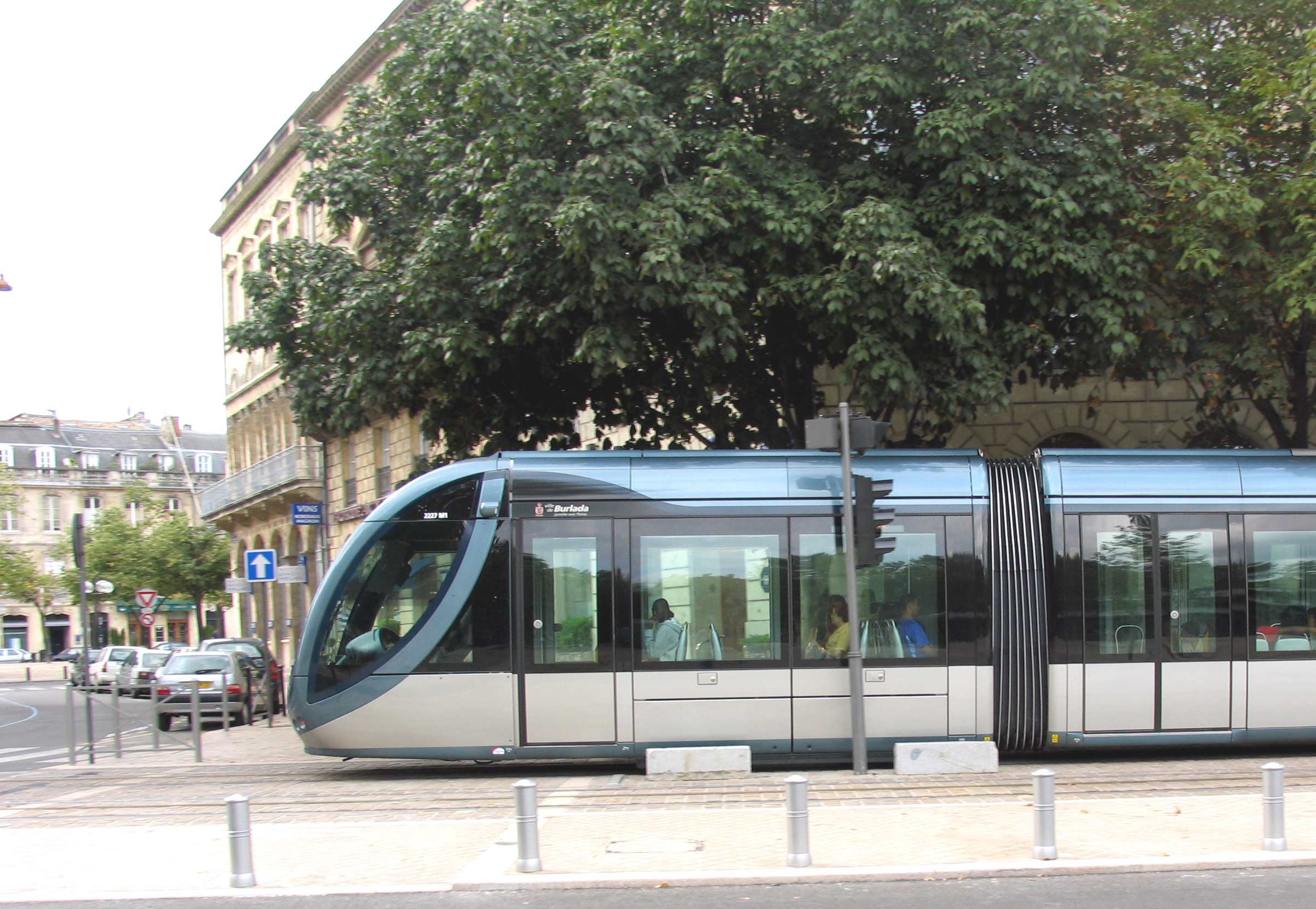
Le tramway de Bordeaux.

### Réseau routier

#### Autoroutes
- L'A10.
- L'A62.
- L'A63.
- L'A64.
- L'A65.
- L'A89.
- L'A630.
- L'A631.
- L'A660.

#### Traversée des Pyrénées
- Le passage transfrontalier Irun-Hendaye, villes où les transports tiennent une place très importante.
- Le tunnel du Somport.
- Le col du Pourtalet.

### Réseau ferré
Trois grands axes :
- la ligne Paris - Bordeaux - Madrid par Irun, axe majeur pour l’économie et le transport, ce qui crée des déséquilibres au niveau régional : 
  - pouvoirs d’attraction de Bordeaux, de Bayonne-Anglet-Biarritz,
  - désertification des Pyrénées, de la Dordogne, du département de Lot-et-Garonne.

La ligne Paris - Bordeaux - Madrid par Irun a toujours été une priorité pour les États français et espagnol, aussi il existe une ligne TGV Paris - Tours très rapidement, puis jusqu'à Bordeaux et Dax.
- L'axe transversal Bordeaux - Toulouse.
- L'axe transversal Espagne - Italie, par Irun, Pau, Toulouse, Vintimille.

### Réseau fluvial
Le canal du Midi est un canal français qui relie la Garonne à la Méditerranée. Il forme avec le canal latéral à la Garonne une voie navigable (le « canal des Deux-Mers ») de l'Atlantique à la Méditerranée. Il a été prolongé par le canal du Rhône à Sète.
C'est le commerce du blé qui motiva sa construction. Construit au XVIIe siècle, de 1666 à 1681, sous le règne de Louis XIV, sous la supervision de Pierre-Paul Riquet, le canal du Midi est le plus ancien canal d'Europe encore en fonctionnement[réf. souhaitée].

### Transport maritime
- Le grand port maritime de Bordeaux accueille chaque année 1 600 navires et traite environ neuf millions de tonnes de marchandises (dont quatre millions de tonnes d’hydrocarbures). Il accueille également les éléments de l'A380 en transit vers Toulouse.
- Port de Bayonne.

### Transport aérien
Aéroports internationaux en Aquitaine :
- aéroport de Bordeaux, situé à Mérignac ;
- aéroport de Pau-Pyrénées à Uzein, situé à 17 km au nord-ouest de la ville de Pau ;
- aéroport de Biarritz-Pays basque, situé à Anglet ;
- aéroport de Bergerac-Périgord-Dordogne, situé à Bergerac. Vols à destination de Paris ainsi que de la Grande-Bretagne ;
- aéroport Agen-La Garenne : vols à destination de Paris ;
- aéroport Périgueux-Bassillac : vols à destination de Paris.

## Économie
L’Aquitaine est la sixième région en ce qui concerne le PIB, qui s’élève à 4,5 % de la richesse nationale.

### Secteur primaire

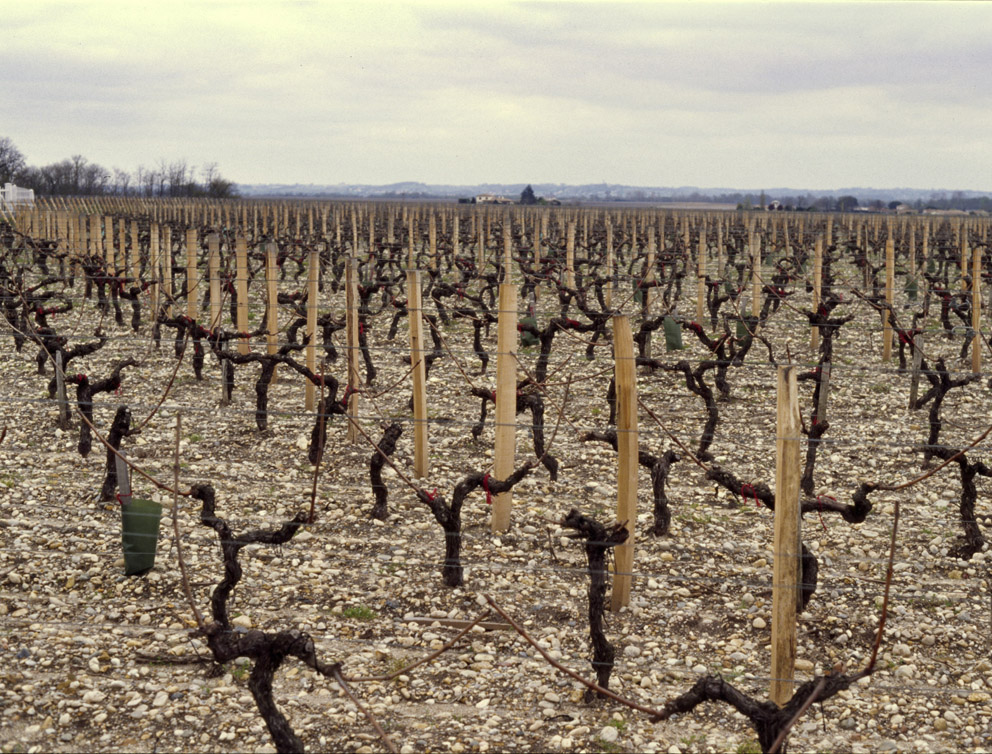
Le vignoble de Moulis.

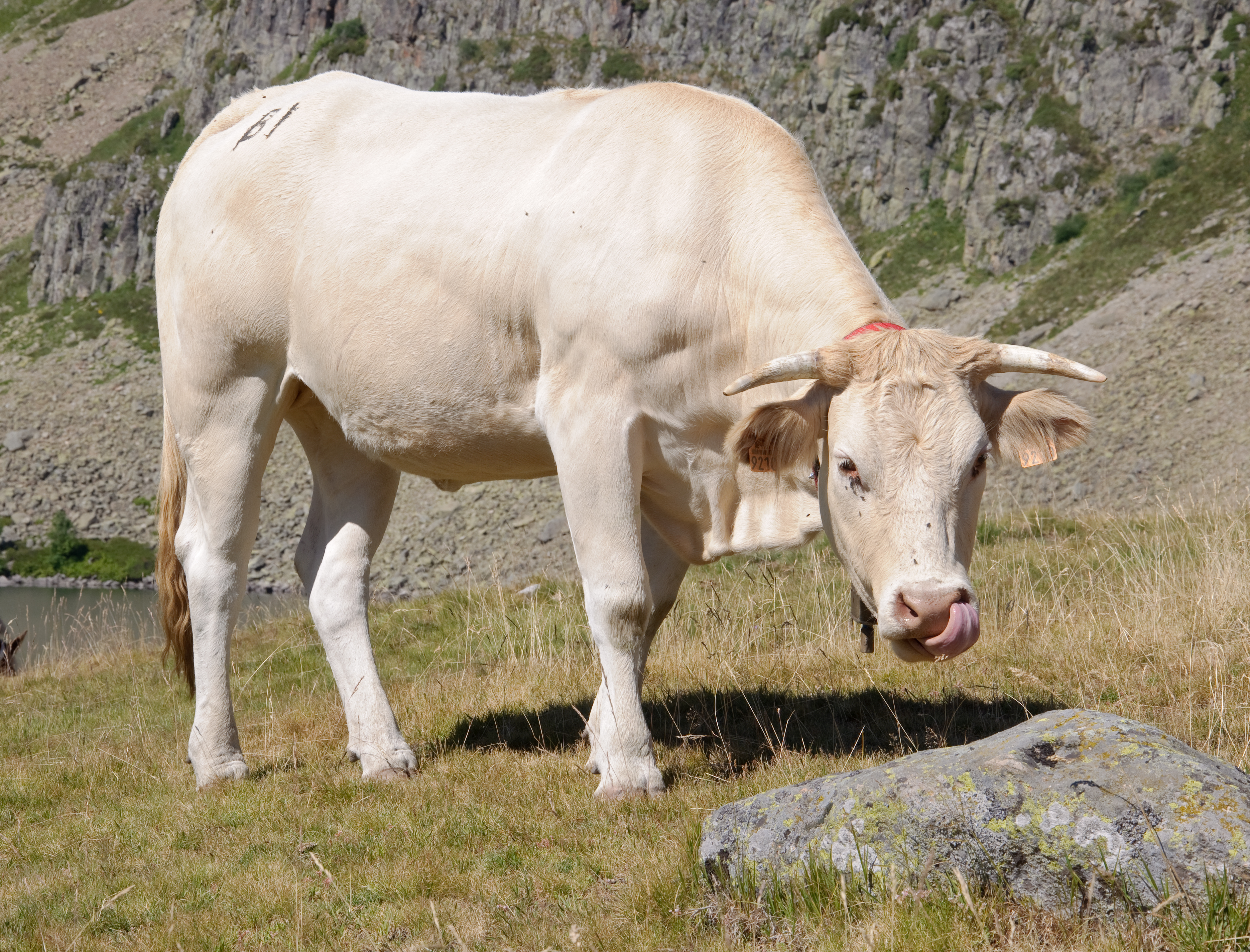
Blonde d'Aquitaine à l’estive dans les Pyrénées.

L'agriculture, la sylviculture, la pêche ou encore l'aquaculture jouent un rôle majeur dans l'économie régionale. L’Aquitaine est la première région agricole française. 10 % des actifs travaillent dans le secteur agricole alors que la moyenne nationale se situe autour de 4 %.
L’Aquitaine est connue pour son vin provenant du Bordelais ou des coteaux du Jurançon. On y produit la majeure partie des pruneaux d'origine française dont le fameux pruneau d’Agen mais aussi des fraises, des kiwis, du maïs, des carottes, des asperges, etc.
Cette production végétale est complétée par la pratique de l'élevage (béarnaise, blonde d'Aquitaine, bazadaise, bordelaise, gasconne, marine landaise) en particulier dans les Pyrénées et sur le piémont du Massif central. Mais, l’Aquitaine reste surtout la première région productrice de foie gras.
Elle est encore la première région forestière, le massif forestier des Landes occupant 900 000 hectares.
Saint-Jean-de-Luz, Hendaye, Capbreton et Arcachon sont les principaux ports de pêche.
Enfin, l'ostréiculture du bassin d'Arcachon est très réputée.

### Secteur secondaire
Le secteur secondaire en Aquitaine emploie en 2008 un peu moins de 270 000 personnes, soit 20 % de la population active. La part de l’emploi aquitain dans le secteur secondaire en France représente environ 5 % de celui de la métropole. Si l’Aquitaine n’a jamais été une région industrielle, elle est de plus en plus en phase avec l’évolution de ce secteur dans l’économie française et la place de l’Aquitaine dans le territoire national s’est stabilisée au cours des dernières années.
Le secteur secondaire se décompose en deux grands ensembles : l’industrie et la construction parfois dénommée bâtiment et travaux publics (BTP). L’industrie totalise un peu moins de 160 000 emplois au lieu de travail, soit 12,24 % de l’emploi total, taux un peu plus faible que la moyenne nationale. Si la construction rassemble un peu moins de 100 000 emplois, sa part dans la population active de l’Aquitaine, 7,56 %, est légèrement plus élevée que dans l’ensemble de la France.

#### Industrie

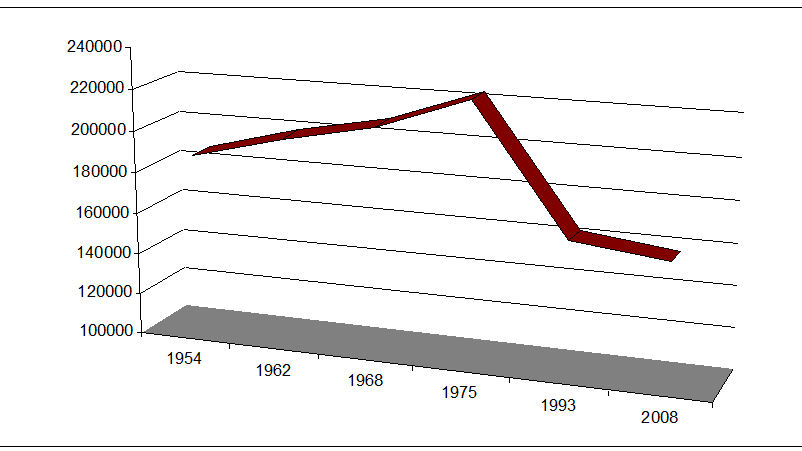
Évolution du nombre d’emplois industriels en Aquitaine entre 1954 et 2008.

L’évolution des effectifs de l’industrie entre 1954 et 2008 permet de dégager deux grandes périodes. De 1954 à 1975, les effectifs de l’industrie progressent régulièrement passant de 184 810 à 222 015, ce qui s’accompagne d’une croissance modeste de la part de l’industrie dans la population ayant un emploi, en 1975 le « record » de 23 % est atteint. Cette phase est celle des « Trente Glorieuses » marquée par les effets de la reconstruction du pays, de sa modernisation, des stratégies industrielles portées par une planification dirigiste, de la forte consommation dans une société de plus en plus urbanisée, sans oublier que cette période coïncide également avec un fort exode rural qui fournit des contingents de main-d’œuvre à l’industrie.
La période la plus récente est moins favorable, l’emploi industriel tombe à moins de 160 000 en 2008 et la part de l’industrie dans la totalité de l’emploi s’effondre à moins de 14 %. Les raisons en sont connues : crises économiques répétées depuis 1975 qui fragilisent le tissu industriel local tout comme les grandes multinationales implantées en Aquitaine, concurrence accrue dans le cadre de la mondialisation notamment dans les industries de la personne. À cela s’ajoute la difficulté des entreprises régionales de s’adapter aux changements, de s’ouvrir à l’international, d’atteindre la taille critique pour résister aux effets de la mondialisation.

##### Fondements de l'industrialisation de l'Aquitaine
Si l’Aquitaine n’a jamais été une grande région industrielle en raison de l’absence de matières premières au moment de l’essor de l’industrie au XIXe siècle, elle n’en est pas pour autant un désert industriel. L’activité industrielle a deux origines principales : le dynamisme d’entrepreneurs locaux pour satisfaire la demande régionale et l’implantation de grands groupes, soit pour des raisons stratégiques au moment des deux grandes guerres, soit pour bénéficier des avantages offerts par l’Aquitaine dans le cadre des politiques d’aménagement du territoire.
Dans la dernière partie du XIXe siècle, la production industrielle est propulsée par la demande des sociétés de chemins de fer, par la construction de barrages dans les Pyrénées. Ainsi, apparaissent des forges à Fumel (Société Métallurgique du Périgord), à Tarnos (Forges de l’Adour). Ces dernières bénéficieront d’une reconversion dans l’armement au cours des deux grands conflits. Leur existence sera cependant rapidement menacée. Les Forges de l’Adour ferment en 1965 en laissant environ 1 500 ouvriers sans travail. Passé dans le giron de Saint-Gobain, la fonderie de Fumel poursuit son expansion jusqu’aux années 1970 et comptera près de 3 000 salariés (et jusqu'à 5 500 avec les emplois indirects) avant de subir elle aussi une série de plans sociaux et de changements de propriétaire. Comptant moins de 500 travailleurs au début des années 2000, ceux-ci ne sont plus que 38 lorsque le tribunal de commerce d'Agen prononce la liquidation judiciaire de l'usine le 4 juin 2018.
Le développement industriel de la fin du XIXe siècle a également bénéficié de la présence de deux ports. L’installation des Forges de l’Adour à Tarnos tient à la possibilité d’exporter le fer de Biscaye. À Bayonne comme à Bordeaux, l’essor des industries agroalimentaires liées aux importations coloniales se poursuit : sucre, cacao, huile, etc. Bordeaux possède en outre des chantiers navals.
La Première Guerre mondiale a des effets positifs sur le tissu industriel local. Les commandes affluent dans les usines existantes, les forges notamment. Surtout, débutent les premiers transferts des industries de l’armement (poudrerie à Saint-Médard-en-Jalles et à Bergerac) et de l’aéronautique. Durant l’entre-deux-guerres en raison des menaces d’un second conflit, le processus s’accélère continuant de profiter à Bordeaux mais également au sud de l’Aquitaine avec l’installation de Turboméca à proximité de Pau. C’est également durant cette période que l’estuaire de la Gironde fixe les premières unités de raffinage.
La crise des années 1930 a mis en difficulté une majorité d’entreprises d’Aquitaine. La Seconde Guerre mondiale n’a rien arrangé, d’une part parce qu’il n’y a pas eu de dynamique industrielle et aussi en raison de la ligne de partage qui coupait en deux la région. Ainsi s’explique la sous-industrialisation manifeste de l’Aquitaine au recensement de 1954 et la difficulté pour les entreprises de profiter pleinement de la reprise économique très forte qui caractérise les années 1960-70.
Pour autant le développement industriel est réel durant cette période. L’augmentation de la consommation favorise les industries agroalimentaires et les industries d’équipement de la personne. Certains entrepreneurs se signalent par leur réussite et faute de pouvoir tous les mentionner, signalons le développement de Labeyrie à Saint-Geours-de-Maremne dans le secteur agroalimentaire et celui d’UPSA à Agen (créée à Agen en 1935, UPSA a été une société indépendante à capitaux familiaux jusqu’en 1994, où elle devient filiale à 100 % de Bristol-Myers Squibb). L’existence de massifs forestiers dans les Landes et la Dordogne favorise la création de nouvelles usines dans le travail du bois et l’industrie papetière.
Cette période de l’après-Seconde Guerre mondiale est aussi marquée par la découverte et la mise en valeur du gisement de gaz de Lacq. Aujourd’hui épuisé, ce gisement a cependant favorisé le développement industriel sur le bassin de Lacq grâce à l’installation d’une centrale thermique aujourd’hui fermée et il a surtout permis de doter Pau d’un centre de recherches sur les hydrocarbures.
Durant la présidence du général de Gaulle, le complexe aérospatial est renforcé ce qui profite à l’agglomération bordelaise et au sud de l’Aquitaine. Enfin au cours des années soixante-dix, plusieurs multinationales viennent s’installer en Aquitaine en raison de choix stratégiques européens et pour profiter des avantages qui leur sont procurés en s’implantant dans le sud-ouest. On ne peut pas considérer que l’enracinement est réussi, puisque trente plus tard, IBM (repris par Solectron) et Sony ont fermé leurs usines tandis que la situation de Ford à Blanquefort demeure fragile.

##### Principales caractéristiques des établissements industriels
Selon les données de l’INSEE de 2008, un peu plus de 16 000 établissements industriels d’Aquitaine emploient quelque 150 000 salariés. Ainsi, en moyenne, un établissement industriel compte moins de dix salariés et cette donnée témoigne de l’importance du tissu des toutes petites entreprises industrielles qui œuvrent en Aquitaine. Cette situation n’est pas très éloignée de celle qui prévaut à l’échelle de la France métropolitaine. Toutefois, l’Aquitaine est toujours en deçà des valeurs nationales.

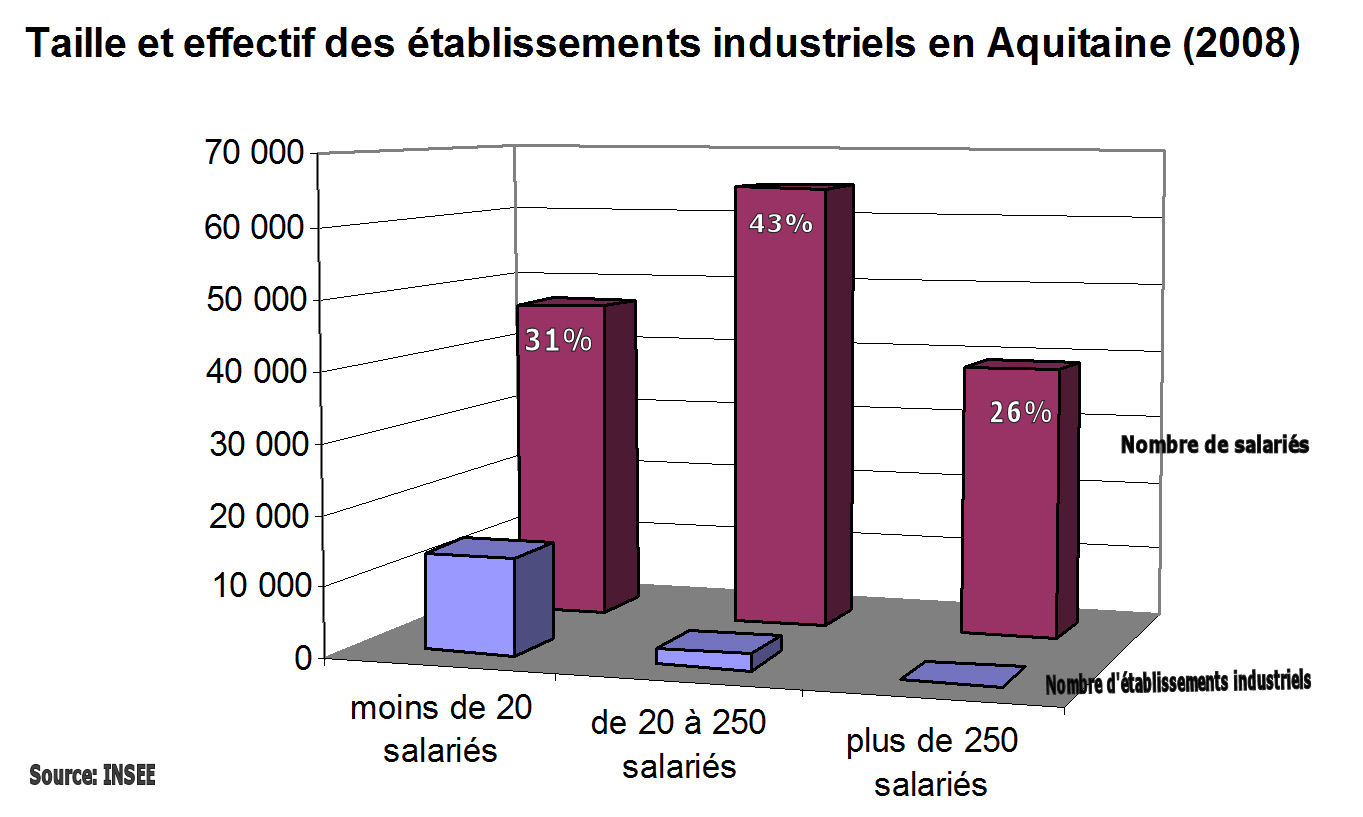
Nombre de salariés et taille des établissements industriels en Aquitaine en 2008.

La répartition des établissements industriels selon le nombre de salariés permet d’affiner cette perception de la taille : 85 % des établissements industriels comptent moins de 20 salariés. Manifestement, ces unités appartiennent au monde de l’artisanat ou de la très petite entreprise. Une majorité d’entre elles ne font pas appel à des salariés, les autres en mobilisent très peu, ce qui donne une valeur moyenne de 3 salariés. Au total ces ateliers de moins de 20 salariés totalisent moins de 50 000 personnes, soit un tiers de l’ensemble des effectifs de l’industrie. A contrario, les usines de plus de 20 salariés, bien moins nombreuses, on en compte moins de 2 500, rassemblent près des trois-quarts des 150 000 salariés de l’industrie.
Ces établissements de plus de 20 salariés se décomposent en deux grands groupes inégaux. Un peu plus de 2 200 se situent dans la tranche 20 à 250 salariés, soit 64 000 emplois. Si seulement 69 entreprises emploient plus de 250 personnes, elles totalisent cependant près de 40 000 postes de travail. Parmi elles, l’Aquitaine compte à peine une dizaine d’unités de plus de 1 000 salariés si on exclut de cette liste EDF (centrale nucléaire de Braud-Saint-Louis et distribution) et le journal Sud Ouest. La presque totalité de ces unités de production sont des filiales de multinationales ayant leur siège social hors de l’Aquitaine.
Une majorité d’entre elles appartient au secteur de l’industrie aérospatiale à la suite de l’implantation d’établissements surtout liés aux activités militaires. Ainsi la société Safran possède-t-elle trois usines en Aquitaine, orientées dans la propulsion, à travers ses filiales Turboméca et la Snecma. L’usine Turboméca de Bordes (près de Pau) occupe désormais le premier rang dans la région avec plus de 2 500 emplois, tandis que celle de Tarnos est moins importante. Le groupe Thales (anciennement Thomson-CSF) possède deux unités de production, tout comme Dassault Aviation héritier des usines de la société des avions Marcel Bloch, tandis qu’Astrium SAS, filiale d’EADS est à la tête d’une seule usine. En dehors de l’industrie aérospatiale, trois entreprises dépassent 900 salariés. Il s’agit de Ford Aquitaine Industrie installé à Blanquefort depuis les années 1970, de Bristol-Myers Squibb (anciennement UPSA avant sa reprise par le groupe américain) à Agen et de Labeyrie, la seule affaire régionale dans l’agroalimentaire ayant atteint une telle importance. 

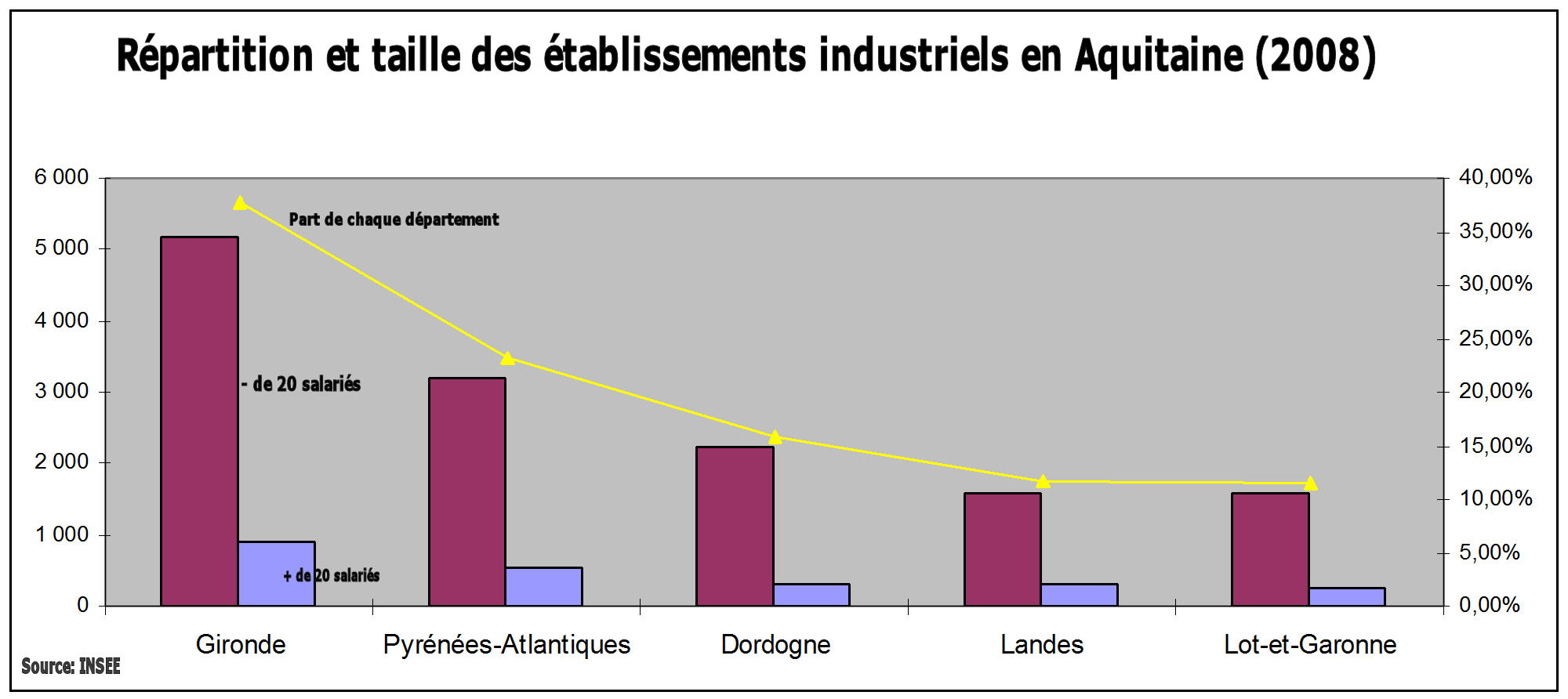
Répartition des établissements industriels par département de l’Aquitaine en 2008.

Dans la tranche inférieure, on relève une quinzaine d’entreprises qui emploient de 500 à 1 000 salariés. Ce groupe est plus diversifié et offre une base régionale prédominante. On y trouve en effet une majorité d’établissements naît en Aquitaine pour exploiter les ressources locales notamment en ce qui concerne les industries agroalimentaires, pour répondre à la demande du secteur de la construction ou encore pour offrir quelques compétences pointues dans les industries de haute technologie. Cette catégorie de 500 à 1 000 salariés est également très affectée par les crises économiques, les effets de la concurrence. Aussi observe-t-on deux évolutions significatives. Certaines de ces unités de production ont connu la faillite ou de très grandes difficultés : plaçons dans cette situation les « établissements Capdevielle et fils » (travail du bois), les « parquets Marty », la « Sogerma » spécialisée dans la maintenance aéronautique. La liste n’est pas exhaustive. D’autres PMI ont dû s’adosser à des firmes ou des ressources financières pour s’en sortir ou continuer de progresser : Lectra, spécialisée dans la découpe des vêtements et Creuzet aéronautique en fournissent deux exemples. Ajoutons que ce groupe de PME de plus de 500 salariés comporte pas moins de trois entreprises agroalimentaires (Caves De Landiras Louis Eschenauer, Fromagerie des Chaumes et Delpeyrat) et une unité de biotechnologie orientée santé animale (CEVA santé animale). Observons enfin, que ces affaires, originaires le plus souvent de l’Aquitaine, ont des implantations plus rurales que les très grands groupes. Leur disparition tout comme leurs difficultés affectent sérieusement le tissu économique territorial des villes moyennes et des petites villes.
Cet ancrage local devient de plus en plus prégnant au fur et à mesure qu’on prend en compte les établissements industriels de moins de 500 salariés. De même, la part des industries agroalimentaires dans ce tissu industriel devient de plus en plus prononcée. Une quarantaine d’établissements industriels appartiennent au groupe des PMI (petites et moyennes industries) de 250 à 500 salariés. Sur cette quarantaine, il est possible d’isoler les quatre usines réalisant plus de 200 millions de CA HT (chiffre d’affaires hors taxes) en 2008 : Smurfit Kappa Cellulole du Pin, Acetex Chimie, Simorep et Cie, et Fromarsac. Les trois premières relèvent de ce qu’on appelle l’industrie lourde tandis que Fromarsac dépend de l’industrie agroalimentaire. Toutes les quatre ont en commun d’appartenir à de grands groupes industriels à dimension internationale : Smurfit est leader dans les pâtes à papier, « Acetex chimie » est une filiale de l’américain Celanese, Simorep est propriété de Michelin et Fromarsac de Bongrain. Ces unités n’échappent pas aux tensions économiques récentes. Ainsi, Celanese a fermé fin 2009 son usine de Pardies, supprimant par la même occasion 350 emplois. Plus globalement, le rôle des IAA (9 établissements) et des industries du bois (5 établissements) se renforce dans cette catégorie des 250 à 500 salariés.
Cette place devient encore plus importante dans la tranche des 100 à 250 salariés. Sur quelque 110 unités industrielles concernées, près d’une trentaine sont des IAA et une dizaine opèrent dans les industries utilisant le bois comme matière première. Toutefois, ce ne sont pas ces branches industrielles qui génèrent les chiffres d’affaires les plus élevés dans ce groupe de PMI. Une seule usine dépasse le seuil de 200 millions de CA HT, il s’agit des Aciéries de l'Atlantique occupant l’ancien site des Forges de l’Adour, à cheval sur les communes du Boucau et de Tarnos. Ouverte par une entreprise du Pays basque espagnol en 1996, cette aciérie électrique spécialisée dans la production de billettes issues de ferrailles de récupération a changé à plusieurs reprises de propriétaires avant de devenir la filiale d’une société industrielle catalane. Suivent quatre autres entreprises qui réalisent entre 100 et 200 millions d’euros de CA HT : JLG France basé à Fauillet (fabrication de nacelles), Arysta Lifescience (produits phytosanitaires) à Noguères, les établissements Decons (récupération et traitement des métaux) à Pian-Médoc et enfin Bardinet (rhums) implanté à Blanquefort. Si une dizaine d’unités industrielles font entre 50 et 100 millions d’euros de CA HT, la très grande majorité des usines employant de 100 à 250 personnes reste de petites affaires aux CA HT inférieur à 50 millions d’euros.
Dans toutes les autres tranches d’entreprises, 50 à 100 salariés et 20 à 50 salariés, le chiffre d’affaires hors taxe est toujours inférieur à 20 millions d’euros. On est dans le domaine de la PMI opérant principalement pour le marché régional et cela se voit également à la place prise par les activités traditionnelles tirant parti des ressources et de la demande locales. Ainsi, dans le groupe des entreprises de 50 à 100 salariés, soit entre 200 et 250 établissements selon les années, les IAA sont les plus nombreuses (une trentaine), suivies de près par les industries du bois, puis le secteur des machines/équipements (une vingtaine). La part de ces trois activités dans le tissu industriel régional s’affirme encore un peu plus dans la tranche dans les très petites PMI (20 à 50 salariés) puisque sur 400 établissements répertoriés, une centaine sont des IAA, tandis que bois et machine/équipement constitue à parts égales un autre ensemble d’une centaine d’usines.
La comparaison entre la situation en Aquitaine et la France permet de souligner la place plus importante des PMI employant moins de 100 salariés dans la région Aquitaine. En effet, alors que la part des grandes entreprises est systématiquement plus faible en Aquitaine que dans la France entière, le rapport se renverse à partir de la tranche 50 à 99 salariés de telle manière que les très petites PMI sont surreprésentées en Aquitaine. Cela peut apparaître comme un élément de faiblesse quand il s’agit de se développer à l’international, quand il convient de renforcer le rôle de la recherche. Cela peut être aussi considéré comme un atout dans les crises qui se succèdent car ces très petites PMI résistent un peu mieux et y sont sensibles avec un certain retard par rapport à la France entière.
La production de la centrale photovoltaïque de Losse - Gabardan (Landes), inaugurée en 2011, équivaut à la consommation électrique annuelle d’environ 37 000 habitants.

##### Emploi industriel et services aux entreprises
Selon les données de l’INSEE de 2008, l’Aquitaine comptabilisait 158 000 emplois salariés dans l’industrie hors BTP (industrie du bâtiment des travaux publics). Il convient d’ajouter environ 8 000 emplois non-salariés à cette même date. Ainsi, en cette fin de la première décennie du XXIe siècle, l’Aquitaine totalise moins d’emplois industriels qu’au sortir de la Seconde Guerre mondiale.
L’observation de la courbe de l’évolution de l’emploi industriel salarié permet de dégager trois grandes périodes : une phase de croissance jusqu’en 1975, une profonde crise industrielle entre cette date et 1993, un déclin persistant jusqu’à aujourd’hui.
De 1954 à 1975, l’Aquitaine au même titre que l’ensemble de la métropole a enregistré une forte croissance de l’emploi industriel, en valeur comme en part de la population active, d’autant que le fort exode rural constaté pendant cette même période réduit le rôle du secteur primaire au profit du secondaire et du tertiaire. Ainsi est atteint un maximum de 220 000 emplois salariés dans l’industrie (hors BTP). La croissance a été très régulière durant cette phase, de l’ordre de 1,5 % par an. Le secteur secondaire est tiré par une forte demande relevant d’une conjoncture très favorable : reconstruction de la France, besoins énergétiques en hausse constante et découverte du gisement gazier de Lacq, urbanisation accélérée assortie de la nécessité de construire de nouveaux logements, amélioration des infrastructures et de la qualité de la vie, mécanisation de l’agriculture, etc. Globalement, ces sont les entreprises régionales qui bénéficient de cette phase de croissance, mais les établissements délocalisés, principalement dans le secteur aéronautique, y participent pleinement.
Pour autant, toutes les branches industrielles n’en profitent pas de la même manière. L’industrie de la chimie se distingue par un taux de croissance particulièrement rapide. Outre la transformation des ressources énergétiques autour du gisement de Lacq et des centres de raffinage sur l’estuaire, il faut mentionner le secteur pharmaceutique surtout présent dans l’agglomération de Bordeaux mais également à Agen (UPSA). Il se trouve que dans la nomenclature de l’époque, la transformation des plastiques se classe dans les industries diverses qui enregistrent des taux de croissance soutenus. Les industries du bois progressent également plus vite que la moyenne. Outre l’industrie papetière qui s’appuie sur les ressources locales, il convient de souligner le lien assez fort qui existe entre ces activités et la très forte demande dans le domaine de la construction. Les industries métallurgiques connaissent une croissance moyenne tout en demeurant le premier secteur pour ce qui est du nombre d'emplois salariés, soit près de 62 000 personnes en 1975. Le secteur agroalimentaire se signale par une croissance molle pendant toute cette période. Finalement, seules les industries de la personne (textile, habillement, chaussures, etc.) sont déjà affectées par de graves difficultés de telle manière que les effectifs diminuent entre 1954 et 1975, soit quelque 9 000 salariés de moins.
De 1975 au milieu des années 1990, l’industrie de la région Aquitaine connaît une crise d’une extrême gravité. En près de vingt années, il a été perdu quelque 60 000 emplois salariés et en 1993 on compte déjà moins d’actifs salariés dans l’industrie qu’en 1954. Cette brutale réduction des effectifs concerne toutes les branches industrielles et l’installation des quelques grandes entreprises (Ford, IBM, Sony) ne suffira pas à inverser la tendance. L’industrie du bois est affectée par le marasme dans la construction, ce qui se traduit par 10 000 salariés en moins. Toutefois, la crise est encore plus forte dans les industries de la personne qui perdent 25 000 emplois pour tomber à moins de 10 000 salariés en 1993.
On rappellera simplement pour mémoire que cette évolution résulte de la crise économique qui fait suite au choc pétrolier. Cependant, ce choc énergétique a masqué pendant un temps les effets bien plus inquiétants de la mondialisation sur des structures entrepreneuriales peu adaptées pour y résister. L’Aquitaine, d’une certaine manière, avait assis son développement industriel sur une main-d’œuvre disponible et assez bon marché. Ce fut, à côté des raisons géopolitiques, une des raisons de la venue en Aquitaine de multinationales en quête de débouchés dans un marché européen en construction. Cet avantage n’a pas résisté longtemps face au potentiel et au coût de la main-d’œuvre dans les pays du bassin méditerranéen puis en Asie. Le volontarisme industriel pendant les deux septennats du président F. Mitterrand a certainement évité un déclin industriel plus prononcé, mais il n’a pu empêcher une restructuration industrielle plus difficile à mettre en œuvre en Aquitaine en raison caractère familial des entreprises industrielles régionales.
De 1993 à aujourd’hui, les évolutions se complexifient parce que le recul des industries traditionnelles s’amplifie alors d’autres secteurs enregistrent des créations d’emplois. Les industries de la personne se raréfient sur le territoire aquitain en perdant encore 50 % des emplois salariés entre 1993 et 2008. Avec quelque 4 000 postes de travail, le poids de ce secteur est presque devenu anecdotique. Les industries du bois et du papier poursuivent leur déclin. Certes, cette branche fait encore travailler 17 000 personnes en 2008, mais 7 000 emplois ont été détruits au cours des quinze dernières années. Il en est de même pour les industries diverses même si on se maintient à un plus haut niveau avec encore plus de 20 000 salariés.
Heureusement trois branches, les IAA (industries agroalimentaires), la chimie et les industries métallurgiques, ont à nouveau créé des emplois entre 1993 et 2008. Certes, au sein même de ces trois branches, on note des évolutions différenciées, mais au moins ce sont désormais les trois domaines qui portent la dynamique industrielle en région Aquitaine.
On commence à mesurer également les conséquences de la crise financière de 2008 sur l’industrie en Aquitaine. Les données de Pôle emploi, pas totalement comparables à celles de l’INSEE, indiquent la perte de 2 000 emplois dans l’industrie en 2008 et 4 500 en 2009. Il est fort probable que 2010 fournira également de mauvais résultats. Sur l’année 2009, Pôle emploi estime la baisse globale des effectifs dans tous les secteurs de l’économie à 10 000 postes de travail, dont près de la moitié dans l’industrie. En 2009, ces disparitions affectent tous les départements sauf les Landes qui est aussi le département le moins industrialisé avec moins de 10 000 salariés. En Gironde, désormais département le plus industrialisé avec près de 50 000 salariés, la baisse est de -5 % seulement. On évalue à 8 % dans le cas des Pyrénées-Atlantiques tandis que les 10 % sont atteints en Lot-et-Garonne et en Dordogne. Manifestement, la capacité de résistance des départements les plus ruraux est moindre que celle des territoires où dominent les principales agglomérations de la région.
L’analyse de l’emploi industriel ne peut plus se faire s’en prendre en compte les emplois dans les services aux entreprises. Ce qui représente tout de même plus de 90 000 personnes. Car si par commodité on continue de distinguer trois grands domaines d’activité, dont l’industrie, une part grandissante des emplois associés à l’industrie sont aujourd’hui tertiaire et résulte du rôle grandissant de l’externalisation des tâches, des besoins en conseil et en recherches, surtout au sein des entreprises les plus importantes.
L’INSEE regroupe les entreprises de services en quatre grandes catégories. Les plus nombreuses relèvent des activités de services administratifs et de soutien, leur part étant proche de 50 % du total en Aquitaine. Le second groupe, un tiers environ de l’ensemble, est constitué des activités juridiques, comptables, contrôles et analyses techniques. Le reste, environ 20 % appartient à la recherche et au développement scientifique ainsi qu’aux activités qui lui sont liés. Quand on prend en compte le seul noyau dur de la recherche et du développement scientifique on observe que les effectifs sont concentrés dans les deux seuls départements de la Gironde et des Pyrénées-Atlantiques.
La répartition par département des emplois salariés dans les services aux entreprises confirme la supériorité du département de la Gironde. Aux 50 000 actifs dans l’industrie stricto sensu il faut ajouter près de 55 000 personnes œuvrant dans les services aux entreprises. Loin derrière, les Pyrénées-Atlantiques totalisent près de 20 000 emplois, quant aux autres départements aquitains ils mobilisent peu d’effectifs, de l’ordre de 5 000 à 6 000 pour chacun d’eux. Cette supériorité de deux départements repose sur l’existence des trois grandes agglomérations en leur sein. Il est clair cependant que le poids industriel de l’agglomération bordelaise et plus largement de la Gironde va en s’accentuant parce que c’est dans la métropole qu’on trouve les plus grandes capacités de recherche, les services de conseil et de gestion les plus compétents. Et c’est un processus qui est à l’œuvre dans tous les pays industrialisés car face à la concurrence des pays émergents la principale solution est de monter en qualité dans la gamme des produits et des processus. Or pour y parvenir il faut s’appuyer sur un réseau de compétences que seules les très grandes agglomérations sont en mesure d’offrir. La comparaison avec la Haute-Garonne et l’agglomération de Toulouse est éclairante. Voilà deux entités à peu près comparables, mais Toulouse fait preuve de plus de dynamisme dans les hautes technologies et à l’international en raison de la place prise par l’aéronautique civile. De ce fait les emplois dans les services y sont plus importants qu’en Gironde, soit 70 000 contre 54 000, et la recherche occupe 13 % des actifs contre 9 % en Gironde.

##### Principales branches industrielles

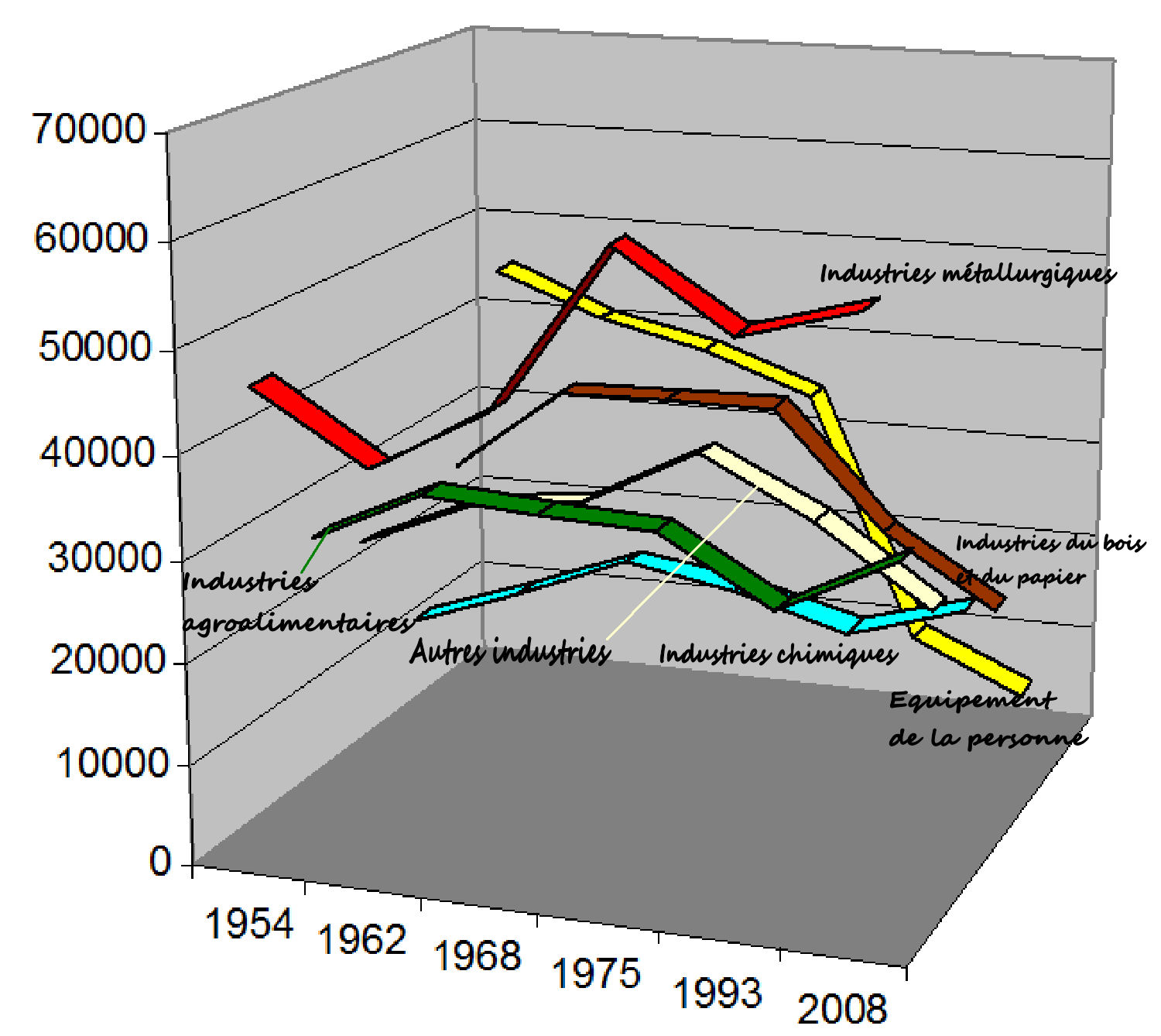
Évolution de l’industrie en Aquitaine par grands secteurs entre 1954 et 2008.

###### Industrie aéronautique et spatiale
La filière industrielle aéronautique et spatiale d’Aquitaine regroupe l’ensemble des entreprises dont l’activité concourt à la construction d’aéronefs et de systèmes spatiaux, ainsi que de leurs systèmes embarqués et systèmes de propulsion. Elle regroupe : 
- les grands maîtres d’œuvre industriels chargés d’assurer les fonctions de conception, de définition, d’assemblage et d’essais des aéronefs et/ou de leurs systèmes, ainsi que leur maintien en condition opérationnelle ;
- des entreprises sous-traitantes qui fabriquent des pièces dites primaires et des sous-ensembles, cette chaîne logistique représentant les 2/3 des emplois en Aquitaine.

L’ensemble de cette industrie aéronautique et spatiale en Aquitaine est forte de 612 établissements employant 32 400 salariés (données INSEE 2013), qui se répartissent à peu près pour moitié dans les entreprises aéronautiques et dans des secteurs industriels relevant de la métallurgie, de la logistique et des services. Cette filière régionale se concentre principalement en Gironde et dans les Pyrénées-Atlantiques.
L’industrie aéronautique et spatiale d’Aquitaine tient la position :
- de leader mondial pour les avions d’affaires, les batteries de haute technologie, les matériaux composites hautes performances, les systèmes de trains d’atterrissage, les turbines pour hélicoptères ;
- de leader européen pour les avions militaires, les équipements et systèmes de cockpits, les essais au sol et en vol, les lanceurs, la propulsion solide, les radars et systèmes aéroportés, les systèmes d’armes de dissuasion, les technologies de rentrée atmosphérique ;
- de leader national pour l’aménagement intérieur d’avions d’affaires, la maintenance aéronautique, les systèmes de drones.

La filière aéronautique et spatiale d’Aquitaine couvre ainsi un spectre d’activités inégalé, ce qui lui confère aussi des contraintes et des enjeux spécifiques, et la distingue de fait de celles d’autres régions.
Historiquement, l’essor industriel du secteur aéronautique et spatial en Aquitaine (qui a fêté son centenaire en 2011) a d’abord reposé sur l’engagement d’hommes passionnés par l’industrie et l’aéronautique, que furent, entre autres, Marcel Dassault, Henri Potez, Joseph Szydlowski, qui ont, durant l’entre-deux guerres, implanté leurs usines dans l’agglomération bordelaise, sur les rives de l’Adour jusqu’aux pieds des Pyrénées, afin de les soustraire aux menaces ennemies.
De fait, la filière aéronautique et spatiale d’Aquitaine entretient originellement un lien indissociable avec l’industrie de défense, ce qui conduit à parler aujourd’hui de filière industrielle « ASD » (aéronautique, spatiale et de défense).
En particulier, 45 % des établissements sont très dépendants du secteur militaire (>25 % du chiffre d’affaires) contre moins de 15 % dans le cas de Midi-Pyrénées.
La physionomie industrielle de la filière ASD d’Aquitaine est diverse.
Leader mondial des turbines d’hélicoptères, Turboméca (groupe Safran) est installé à Bordes près de Pau (siège social et 1er centre de production ; 2 500 salariés) et à Tarnos (support aux clients ; 300 salariés). L’entreprise réalise près d'un milliard d’euros de chiffre d’affaires, ce qui en fait la première entreprise d’Aquitaine sur ces deux critères.
Dassault Aviation emploie environ 3 000 salariés sur trois établissements : Biarritz est spécialisé dans les composites et l’assemblage de structures (1 200 personnes). Mérignac (1 150 personnes) assure l'assemblage final et la mise en vol des Rafale et des Falcon. Ce site réalise également l'aménagement et la modernisation d'avions. Enfin, Martignas (400 personnes) réalise toutes les voilures des avions civils et militaires.
Dans le domaine spatial, Airbus Defence and Space (ex. Astrium ; 1 300 personnes à Saint-Médard-en-Jalles) conçoit, développe et produit les lanceurs Ariane et les missiles de la Force de dissuasion. Pour sa part, Herakles (groupe Safran) (issu de la fusion de Snecma Propulsion Solide SPS avec SNPE Matériaux énergétiques SME ; environ 2 000 personnes en Gironde) conçoit, développe et produit des moteurs à propergol solide, des matériaux énergétiques, des composites thermostructuraux et organiques, ainsi que des équipements pyrotechniques.
Thales Systèmes Aéroportés (ex. établissement Thomson CSF à Pessac ; 1 000 collaborateurs) est spécialisé dans les systèmes embarqués aéronautiques tels que les calculateurs de mission, les radars aéroportés de combat et de surveillance, les systèmes de drones. Thales Avionics (anciennement Sextant Avionique au Haillan ; 1 000 collaborateurs) assure la conception et le développement des systèmes de cockpits pour les principaux avionneurs dans le monde.
Sabena Technics est spécialisée dans la maintenance aéronautique, dont l’expertise couvre le support des flottes régionales, moyens et longs courriers, ainsi que le secteur militaire.
Bien que non limitée à la région Aquitaine, la chaîne logistique de ces grands maîtres d’œuvre comprend localement des entreprises de taille intermédiaire (ETI) et de nombreuses PME. Ces entreprises sont généralement représentées au sein des structures régionales de l’UIMM (Union des industries et des métiers de la métallurgie Gironde-Landes et Adour-Atlantique). Elles sont pour certaines également adhérentes du Pôle Aerospace Valley.
Par ailleurs, il convient d’évoquer la forte présence en Aquitaine d’entités militaires dépendant de l’armée de l’air et de centres dépendant de la Direction générale de l'Armement (DGA). Les structures industrielles du ministère de la Défense ont pour vocation de réaliser des essais ou d’assurer des opérations de maintenance. Tel est le cas de l’Atelier industriel et aéronautique (AIA) de Bordeaux (1 000 personnes), des centres de « DGA Essais de missiles » de Biscarrosse et de Saint-Médard-en-Jalles, et enfin DGA « Essais en vol » (Cazaux) qui assure le développement et qualification des appareils militaires. La proximité des structures industrielles avec les acteurs opérationnels (avec l’implantation du CFA et de la SIMMAD sur la base aérienne 106 de Mérignac), renforce par ailleurs la position prééminente de l’Aquitaine dans l’aéronautique de Défense.
Enfin, la filière ASD d’Aquitaine comprend également le Centre d’études scientifiques et techniques d’Aquitaine (CESTA), établissement du pôle défense du CEA, qui a pour mission l'architecture des têtes nucléaires, ainsi que l'expertise et l'exploitation des lasers de puissance du programme Simulation. Le centre emploie 1 000 personnes dans des secteurs très variés tels que l'optique, l'électromagnétisme, la mécanique, l'ingénierie, l'informatique. Le site accueille l’un des plus grands lasers du monde : le laser Mégajoule.
Les membres de la filière ASD d’Aquitaine participent donc à deux pôles de compétitivité :
- la « Route des lasers » dont la vocation est de devenir le pôle de référence dans le développement et la diffusion des technologies innovantes de l’optique et des lasers aussi bien dans les filières de haute technologie que dans la santé et les industries alimentaires ;
- Aerospace Valley qui fédère les industries aéronautiques et spatiales du Grand Sud-Ouest (Aquitaine et Midi-Pyrénées) et qui a été labellisé Pôle mondial par le ministère de l’Industrie.

Cette filière industrielle, qui est également représentée au niveau national par le Groupement des industries françaises aéronautiques et spatiales (GIFAS), a su se fédérer localement dans une association professionnelle, Bordeaux Aquitaine Aéronautique et Spatial (BAAS) qui facilite, au niveau régional, la concertation régulière entre les industriels et les partenaires institutionnels afin de favoriser le développement des entreprises et leur attractivité en particulier auprès des jeunes.
En effet, le recrutement et la formation professionnelle sont assurément parmi les enjeux majeurs et durables de la filière industrielle aéronautique. De fait, depuis 2010, on peut noter en particulier :
- la création d’« Aérocampus Aquitaine », campus issu d’un partenariat entre la région Aquitaine et les industriels locaux, qui concentre sur un seul site l'ensemble des voies de formation offrant un cursus complet en maintenance aéronautique allant du bac au diplôme d'ingénieur, en formation initiale ou continue ;
- un nouveau Centre de formation de l'industrie (CFAI) à Bordes (64) qui, aux côtés des autres CFAI (qui dépendent de l’UIMM) répondent à des besoins de formations spécifiques, dans le cadre de la formation continue des salariés ou des demandeurs d’emplois et en apprentissage industriel.

Enfin, la filière industrielle ASD d’Aquitaine et ses industries de haute technologie, bénéficient localement d’un réseau de compétences situées dans les laboratoires et centres de recherche des universités et des écoles d’ingénieur.
Il convient de citer en particulier :
- le regroupement des écoles d’ingénieurs de l’Institut Polytechnique Bordeaux qui, dès septembre 2014, apparaîtra sous sa nouvelle identité, INP Bordeaux- Aquitaine, regroupant huit écoles de l’Aquitaine ;
- le centre de formation et recherche Bordeaux-Talence de l’ENSAM ;
- le centre de ressources en ingénierie et maintenance aéronautique, à Mérignac, du collège Sciences et Technologie de l’Université de Bordeaux, ainsi que les départements technologiques de l’IUT à Gradignan ;
- les laboratoires universitaires de recherche associées au CNRS (ICMCB, LCTS, I2M, IMS, LATEP, LFC-R, etc.) participant aux axes stratégiques du pôle de compétitivité Aerospace Valley ;
- les centres technologiques adossés aux laboratoires de recherche (CANOE, Composite-Adour, RESCOLL) ;
- la chaire STAH (Systèmes technologiques pour l’augmentation de l’Humain) financée par la Région Aquitaine pour l’École nationale supérieure de cognitique.

Pour être exhaustif sur cet écosystème, on peut citer ces nouveaux acteurs économiques, pépinières, incubateurs et centres d’affaires, qui ont vu progressivement le jour, comme :
- Bordeaux Technowest qui favorise l’accueil et le développement des entreprises en leur offrant un environnement favorable à la création et à la croissance de nouvelles activités ;
- Bordeaux Aéroparc qui est, avec 1 570 ha, le plus grand parc technologique français dédié aux technologies issues de l’aéronautique.

Pour conclure, si le marché de l’aéronautique civile est en pleine croissance du fait du renouvellement des flottes, des programmes à venir et de l’augmentation des voyageurs en particulier dans la zone Asie-Pacifique, la filière aéronautique, spatiale et de Défense en Aquitaine connaît des perspectives différentes selon la nature de ses activités.
Dans un contexte de concurrence accrue et de budgets militaires en baisse, la réussite du programme Ariane 6 pour le segment spatial comme celle du Rafale export pour le secteur aéronautique, sont des enjeux majeurs pour la filière d’Aquitaine.
Enfin, l’aboutissement de nombreux projets, visant au développement de produits innovants comme de processus industriels performants, conditionne aussi l’adaptation, et donc l’avenir de la filière ASD d’Aquitaine :
- d’un côté, il s’agit de relever tous les défis, de l’avion électrique au cockpit du futur, des aéronefs de nouvelle génération aux satellites à propulsion électrique, des matériaux composites thermostructuraux aux nanotechnologies, etc. ;
- de l’autre, il s’agit de mettre en place l’usine du futur, usine étendue à l’ensemble des acteurs industriels dans une organisation collaborative et connectée, et d’y attirer les futurs talents.

###### Industries métallurgiques
Le vaste ensemble des industries métallurgiques rassemble des activités très différentes allant du travail du fer aux industries aéronautiques et spatiales en passant par les industries électriques et électroniques. Si le travail du fer a été le fondement du développement industriel, il a été progressivement supplanté par la branche des industries aéronautiques et spatiales qui ont un effet d’entraînement sur tout le tissu des industries métallurgiques en raison d’une utilisation de sous-traitants. Cet ensemble des industries métallurgiques regroupe près de 55 000 salariés et se décomposent en cinq groupes dont quatre sont d’importance comparable. Les constructions aéronautiques navales et ferroviaires représentent un quart du total. Suivent les industries d’équipements mécaniques (24 %), le secteur de la transformation des métaux (21 %) et celui des industries électriques et électroniques (21 %). Le reste est composé de l’industrie automobile (8 %) et des équipements ménagers (1 %).

###### Fonderie et travail des métaux
Au sein des industries métallurgiques, les activités spécialisées dans le travail des métaux ont été « laminées » au cours des quarante dernières années. La disparition des Forges du Boucau (1 700 salariés) a été réalisée par étapes entre 1962 et 1965 et s’est accompagné de la création de nouvelles entreprises pour compenser cette fermeture catastrophique pour le tissu industriel local. En 1995, avec des capitaux espagnols (Pays basque dans un premier temps puis catalan actuellement, ouvre une aciérie électrique spécialisée dans la production de billettes d’acier à partir de ferrailles de récupération. Celsa France installée à cheval sur Tarnos et Le Boucau emploie 250 salariés mais génère un chiffre d’affaires de plus de 400 millions d’euros. Dans le bassin de Lacq, l’usine d’aluminium de Noguères pourtant relativement récente, a été fermée par Pechiney au début des années 1990. Les chantiers navals de la Gironde (1 600 salariés), à Bordeaux, disparaissent au cours d’une longue agonie durant les années 1970. Il en est de même de l’usine métallurgique de Fumel qui, de plans sociaux en plans sociaux, est passée de 3 000 salariés à moins de 500 actuellement sans que son avenir soit clairement assuré (depuis 2009, la fonderie de Fumel a été reprise par Metaltemple Aquitaine, filiale du groupe italien B4 Italia). Cette désindustrialisation a eu plus de conséquences dans le Fumélois parce qu’il était plus difficile de compenser ce déclin par la création de nouvelles activités.

###### Autres transformations des métaux et équipement mécanique
Si une forte proportion des industries métallurgiques assure des missions de sous-traitance en répondant aux commandes de grands groupes, particulièrement ceux du complexe spatial et aéronautique, il n’en reste pas moins que ces activités ont aussi leur vie propre et répondent aux besoins d’autres activités industrielles. Grâce à une production très variée, allant de la pelle hydraulique ou de la nacelle jusqu’à la cuve d’un réacteur nucléaire, des tôles embouties à des pièces subissant un usinage complexe, des lunettes à la casserole, les équipements de la mécanique et de la transformation des métaux sont sollicités par la plupart des autres activités industrielles, y compris les industries agroalimentaires et apparaissent ainsi indispensables à l’évolution technologique des branches industrielles.
Ces activités de transformation des métaux et de l’équipement mécanique sont le fait de petites entreprises qui majoritairement comptent moins de cinquante salariés, souvent pas plus d’une dizaine. Il est impossible de faire une analyse exhaustive, on ne considère donc que moins d’une dizaine d’établissements qui émergent en raison de leur taille et de leur savoir-faire.
En ce qui concerne les équipements mécaniques quatre affaires permettent de souligner la variété et les compétences accumulées qui placent certaines en position de leader. Lectra, anciennement « Lectra-système », est une entreprise, fondée au début des années 1970 en Gironde, qui est devenu le leader mondial de solutions textiles en matière de découpe, de conception et de développement. Secouée par la conjoncture et par des erreurs de management, l’entreprise a été recapitalisée, son siège déplacé à Paris, mais une usine de 500 salariés demeure en Gironde. Tout autre est la société Bonnet-Neve, résultat d’une série de regroupement d’affaires, leader dans le domaine des meubles réfrigérés et des unités de réfrigération, qui possède une usine à Hendaye. Lafon SA, simple installation pétrolière a diversifié ses activités pour devenir un spécialiste des automates de distribution de carburants et de stations de lavage. Enfin, JLG France, basé à Fauillet en Lot-et-Garonne, est un des principaux constructeurs de nacelles en Europe.
La diversification des principales entreprises de la transformation des métaux est tout aussi grande et rend difficile une présentation synthétique. Exameca SA, basé à Serres-Castet près de Pau, est un bon exemple de groupe sous-traitant de l’industrie aéronautique, mais également présent dans la tuyauterie et le domaine de la mesure ; 350 emplois au total. De taille identique, Signature, installé à Urrugne, appartient au groupe Burelle à la tête de Plastic Omnium et est le spécialiste de la signalisation routière. Plusieurs affaires opèrent dans les constructions métalliques en relation avec l’industrie de la construction. Ainsi Cance (près de 300 salariés) implanté à Nay a débuté dans la serrurerie avant d’élargir ses activités à la menuiserie et aux constructions métalliques. Loubat-frères à Sainte-Livrade-sur-Lot et Garrigues à Colayrac-Saint-Cirq sont présents sur le créneau des fermetures et menuiseries. D’autres sont orientés maintenance industrielle, tels A2M maintenance métallurgie à Saint-Aubin-de-Blaye ; toutefois l’affaire a traversé une sévère crise depuis 2007. Enfin, quelques établissements interviennent dans l’emballage métallique comme Ramondin à Tosse (Landes) et Rexam France localisé à Mont.
La construction automobile n’occupe pas une place importante en Aquitaine, mais la venue de Ford à Blanquefort (agglomération de Bordeaux) au début des années 1970, qui a compté jusqu’à 4 000 salariés, a eu des effets en matière de sous-traitance. L’avenir d’une des deux usines du groupe américain continue de susciter des craintes aussi bien parmi les salariés de la firme que dans tout le tissu économique et chez les politiques. En effet, dès l’origine, une des deux usines a fabriqué des boîtes de vitesses pour le marché américain. Ford fortement touché par la crise économique et financière, mais aussi par l’évolution du marché automobile, a décidé de fermer l’unité de production travaillant pour le marché des États-Unis.
La mobilisation des acteurs politiques locaux, appuyés par le gouvernement, conduit à la vente de l’usine, en 2009, à la HZ Holding, entité à capitaux allemands, qui s’engage à maintenir au moins 1 600 emplois et à diversifier la production, notamment dans l’éolien. Ford Aquitaine Industrie devient alors First Aquitaine Industrie En fait, cette solution se révèle assez vite sans avenir, à tel point qu’au printemps 2011, Ford annonce reprendre l’usine de Blanquefort, en préservant moins de 1 000 emplois, parce que la demande est repartie aux États-Unis et qu’il existe de nouveaux débouchés avec une nouvelle boîte de vitesses. Les syndicats s’inquiètent cependant de l’avenir de l’usine et constatent que des centaines d’emplois ont été perdus.

###### Industries agroalimentaires (IAA)
Selon les sources, DRAAF (Direction régionale de l'Alimentation, de l'Agriculture et de la Forêt) ou INSEE, le potentiel de l’industrie agroalimentaire est sensiblement différent. En 2006, la DRAAF considérait que les IAA mobilisaient un peu plus de 20 000 salariés répartis dans 4 000 entreprises. En 2008, l’INSEE avance des données sensiblement différentes : près de 900 entreprises et près de 30 000 salariés. Deux années d’écart ne peuvent suffire à expliquer cet écart. Cela tient à ce que les deux organismes ne prennent pas en compte les mêmes bases pour effectuer ce recensement. Ainsi, la base d’Agreste que gère la DRAAF écarte les métiers de la boulangerie ou les charcutiers. Quoi qu’il en soit, avec de 20 000 à 30 000 salariés selon l’option retenue, les IAA restent une activité fondamentale en Aquitaine.

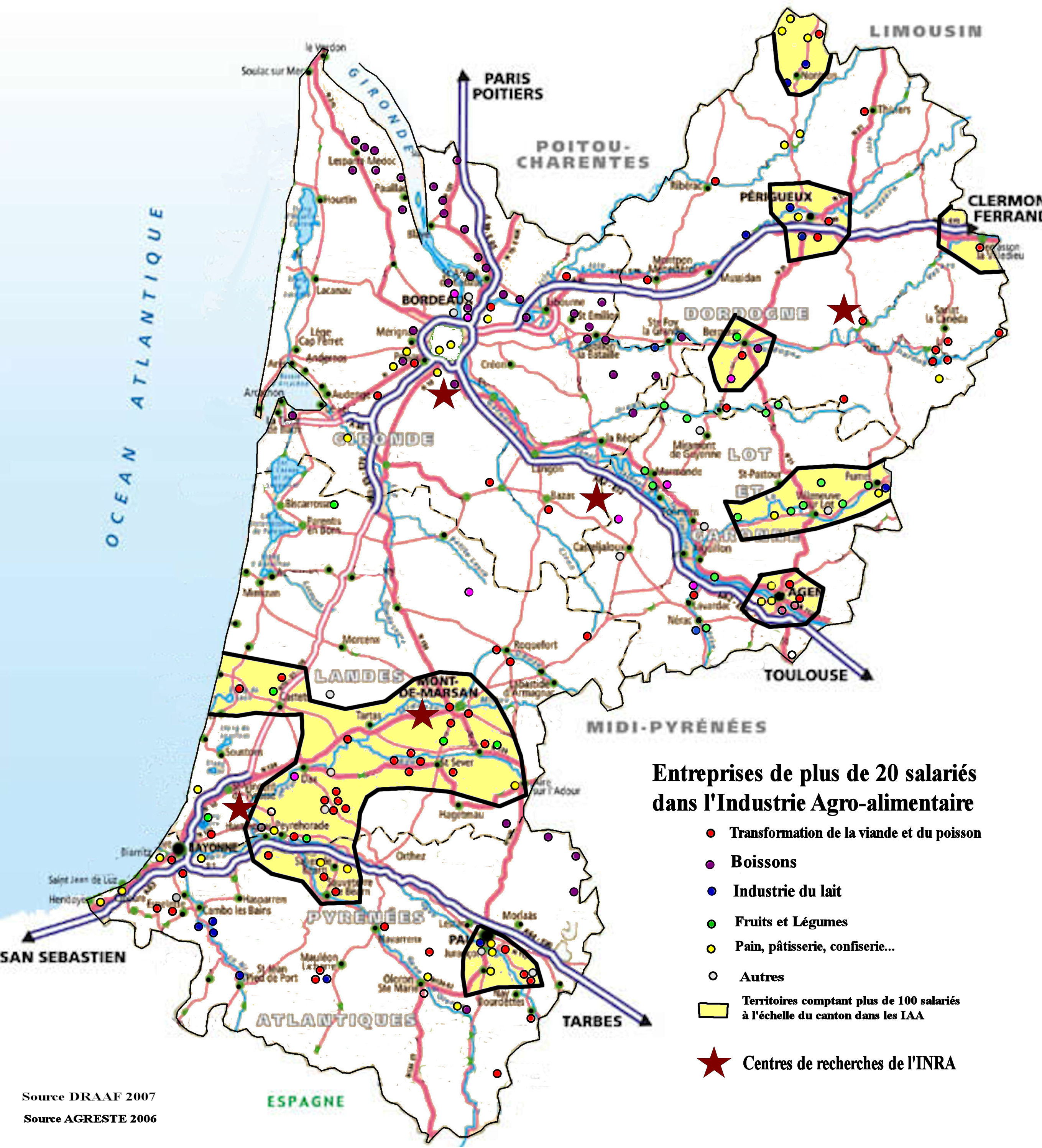
Les industries agroalimentaires en Aquitaine en 2008.

Au sortir de la Seconde Guerre mondiale, Bordeaux constituait le principal foyer de concentration de l’industrie agroalimentaire en Aquitaine en relation avec ses activités portuaires : huileries, raffineries du sucre, spiritueux, chocolateries, sécheries de morue, fabriques de pâtes alimentaires, etc. Ce potentiel s’est rapidement délité pour deux raisons essentielles : l’évolution de l’activité du port et son recul par rapport à d’autres ports français ou européens, la concentration des IAA au profit d’autres localisations comme dans la biscuiterie. Parallèlement, le reste de l’Aquitaine jusqu’alors cantonné à des petites entreprises, travaillant parfois saisonnièrement, se dote d’entreprises plus dynamiques en raison de l’évolution de la demande, de l’action des pouvoirs publics et du rôle des organismes coopératifs de plus en plus puissants.

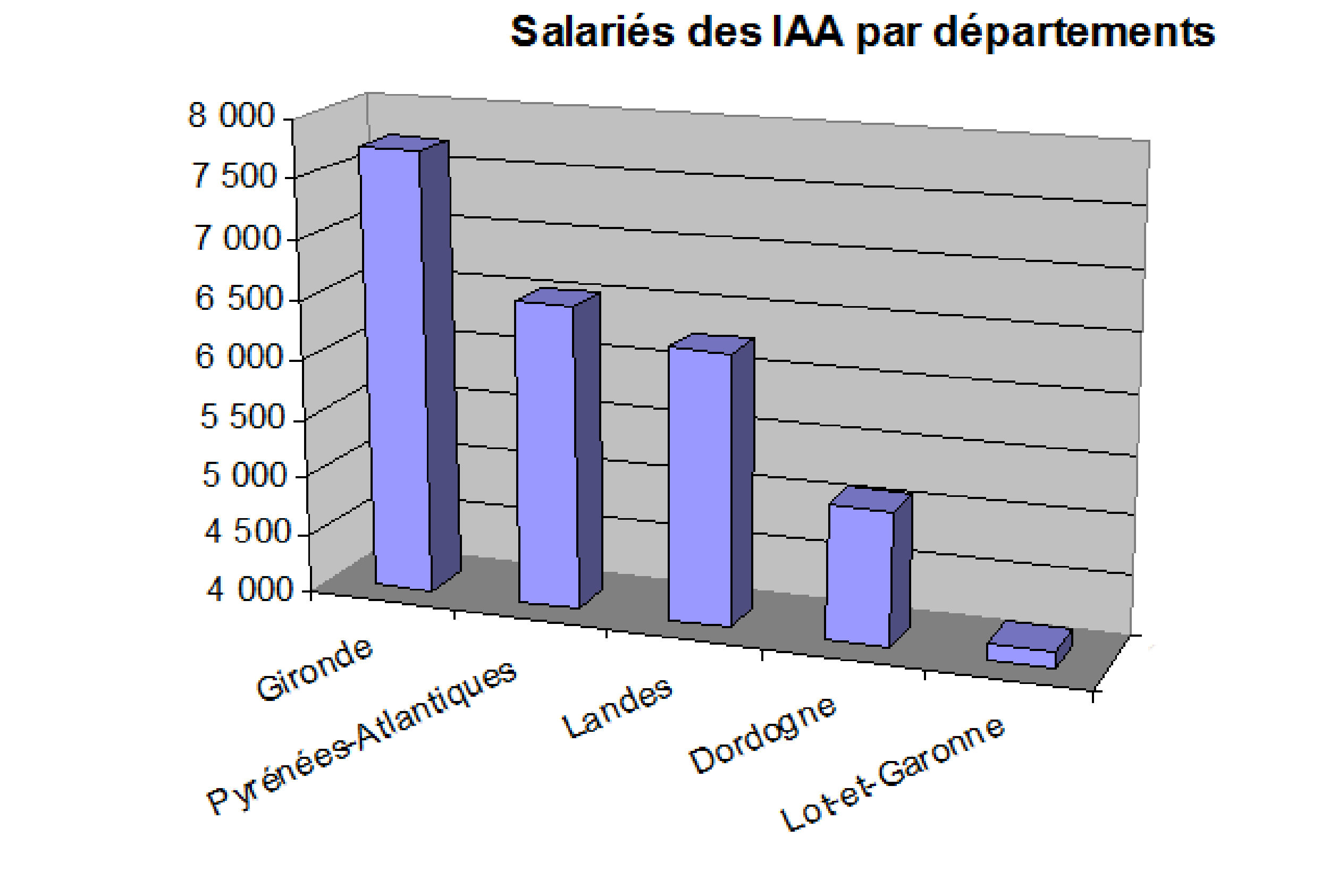
Répartition des salariés de l’industrie agroalimentaire par départements de l’Aquitaine en 2008.

Sans qu’on puisse en faire une règle absolue, le développement des industries agroalimentaires a été réalisé en s’appuyant sur les spécificités locales. On a déjà mentionné le rôle du trafic portuaire sur l’installation d’IAA dans la métropole régionale et plus secondairement dans les environs de Bayonne. Pour le reste du territoire aquitain, il ressort que l’industrie de la viande et du poisson est dominante dans le sud des Landes et le nord des Pyrénées-Atlantiques, que celle de la boisson est fortement représentée en Gironde, celle des fruits et légumes est bien une spécificité du Lot-et-Garonne, tandis que l’industrie laitière est marquée sur le piémont pyrénéen. Seule la transformation des farines et celle de la confiserie sont plus dispersées. 

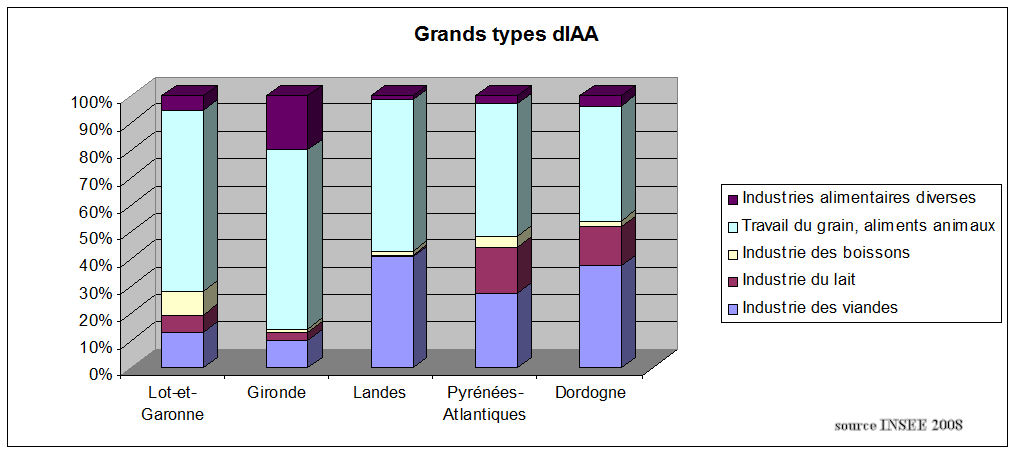
Les principaux secteurs de l’industrie agroalimentaire en Aquitaine en 2008.

Une dizaine d’affaires émergent dans l’industrie agroalimentaire en Aquitaine, dont six réalisent plus de 200 millions d’euros de chiffre d’affaires en 2008 et ce sont également celles qui emploient le plus de salariés, jusqu’à 1 000 pour deux d’entre elles : Lindt et Labeyrie. Ces sociétés importantes détonnent dans une activité industrielle où la petite taille est le plus souvent la règle. En effet, deux tiers des entreprises comptent moins de dix salariés tandis qu’elles sont moins de 100 à disposer de 50 salariés et plus. En évoquant quelques-unes des établissements les plus importants il est possible de comprendre leur insertion à partir des productions locales, leur essor qui n’a pu être assuré qu’en s’adossant à un plus grand groupe. C’est seulement pour cette raison que leur histoire sera un peu détaillée.
Il existe finalement bien des points communs entre Labeyrie et Delpeyrat, deux entreprises agroalimentaires qui ont fait du foie gras la base de leur développement tout en se diversifiant surtout dans le poisson pour la première et vers les plats cuisinés pour la seconde. Deux entreprises aux mains désormais de deux puissantes coopératives agricoles du sud de l’Aquitaine, Lur Berri et Maïsadour. Le fondateur de Labeyrie a créé son entreprise à Saint-Geours-de-Maremne en 1946, n’hésitant pas à se rendre sur les marchés de Bordeaux pour écouler sa production de foie gras et de saumon de l’Adour. Pierre Delpeyrat saisit dès 1890 l’opportunité que représente « l’appertisation » pour vendre des truffes, du foie gras et d’autres spécialisations du Périgord. Toutefois, un siècle plus tard, Delpeyrat se délocalise dans les Landes, principal foyer de production de foie gras, à Saint-Pierre-du-Mont. Les deux entités font plus de 200 millions d’euros de chiffre d’affaires, ont la particularité de vendre surtout aux moments festifs de l’année, principalement pendant les fêtes de Noël, d’écouler prioritairement leur production dans les circuits de la grande distribution. Dernier point commun, ces deux grands groupes qui font travailler plus de 1 000 personnes en Aquitaine, sont adossés à deux grandes coopératives agricoles. C’est en 1998 que Maïsadour prend le contrôle de Delpeyrat qui fusionne à cette occasion avec Sarrade, tout en accroissant la taille de l’affaire en procédant à des achats d’autres entreprises, dans les années 2000, opérant sur des segments proches : plats cuisinés, charcuterie, jambon, etc. En reprenant Comtesse du Barry, produit haut de gamme vendu dans les boutiques, Delpeyrat semble opter aussi pour le haut de gamme. De son côté, Labeyrie avait été vendue en 2004 au groupe agroalimentaire Alfesca d’origine islandaise qui se présentait comme le leader des aliments festifs (foie gras et saumon). Toutefois, dès cette première opération, la coopérative Lur Berri implantée à Aïcirits-Camou-Suhast dans les Pyrénées-Atlantiques était présente à hauteur de 35 % et elle fournissait les foies gras à Labeyrie. Profitant de la sortie du groupe Alfesca, Lur Berri vient de porter sa part à 60 % et prend donc le contrôle de Labeyrie.
Plus globalement, en dehors des deux sociétés présentées ci-dessus, les industries de la viande se signalent par la vitalité de plusieurs autres entreprises tant par leur chiffre d’affaires que le nombre de leurs salariés. Citons, dans le secteur de la découpe de la viande, « Les Fermiers Landais » à Saint-Sever ainsi que Sobeval à Boulazac.
Si l’essentiel du lait produit en Aquitaine est peu transformé pour être vendu sous une forme conditionnée pour la consommation des ménages, une modeste part est destinée à la production de yaourts ou autres laits fermentée et le reste à la livraison de fromages. Comme la part la plus importante de la production laitière se concentre dans deux départements, Pyrénées-Atlantiques et Dordogne, il n’est pas étonnant que les deux principales fromageries d’Aquitaine s’y localisent elles aussi et toutes deux appartiennent au groupe Bongrain. On sait que le concepteur de cette société en 1956 a fondé sa stratégie sur la commercialisation de spécialités fromagères sur le modèle du Caprice des Dieux. Les deux usines d’Aquitaine s’inscrivent dans ces objectifs. La fromagerie de Marsac-sur-l'Isle livre avec deux autres unités en France des pâtes fraîches comme St Môret et Tartare. La Fromagerie des Chaumes à Jurançon fait partie de ces unités fromagères rachetées par le groupe Bongrain et elle aussi s’inscrit dans un ensemble orienté vers la livraison de produits de caractère tels Saint Albray et Etorki.
Quatre entreprises émergent dans le domaine de la biscuiterie et de la confiserie. Comme dans les autres branches des IAA déjà présentées, elles sont adossés à des groupes puissants, ce qui assure leur pérennité et leur développement face à une concurrence toujours plus forte. Lu compte une usine (500 salariés environ) à Cestas qui est plutôt spécialisée dans la production de biscuits chocolatés. Lu s’est associé dans son dernier investissement à la firme belge Côte d'Or pour livrer un produit destiné plutôt aux adultes. Dans un tout autre registre « Martine Spécialités » basée à Condat-sur-Trincou, de création récente (1984), a opté pour la pâtisserie industrielle ce qui a porté son essor, passant de 30 salariés à près de 500. Toutefois, l’équilibre est souvent fragile malgré la vente de la société à de plus grands groupes, si bien que c’est le management qui gère aujourd’hui l’usine avec l’aide de deux fonds de financement. Enfin, deux chocolateries ont une taille importante. Celle de Bègles est liée à la marque Cémoi depuis la prise de contrôle dans les années 1990 par le groupe Cantalou. Beaucoup plus importante est l’usine Lindt à Oloron-Sainte-Marie (environ 1 000 salariés selon les périodes). Cette usine Lindt est une des plus importantes du monde dans sa double orientation : une livraison régulière tout au long de l’année de tablettes et produits pralinés et une bien plus importante production saisonnière pour les fêtes de Noël. De ce fait, le plein emploi est atteint durant l’été parce que c’est à ce moment que se prépare les livraisons pour la fin de l’année.
Plusieurs entreprises implantées sur les terres viticoles de la Gironde assurent l’élevage du vin et la mise en bouteille. Une de ces sociétés s’impose par l’ampleur de son chiffre d’affaires, proche de 200 millions d’euros, « Les caves de Landiras Louis Eschenauer ». L’établissement est la propriété des « Grands Chais de France », un des premiers négociants français de vins et d’alcools. Landiras constitue pour le groupe un centre essentiel tirant parti de la proximité du grand port maritime de Bordeaux. L’établissement est installé sur 72 ha, comporte de grandes capacités de stockage et dispose d’une capacité de plus d’un million de bouteilles par jour.
Malgré une importante production de fruits et légumes et la grande spécialisation de la gouttière garonnaise dans ce secteur de l’activité agricole, l’industrie agroalimentaire des fruits et légumes a enregistré un certain nombre de difficultés pour se développer. L’orientation de la profession en faveur de la commercialisation sur les grands marchés de frais comme Rungis a été un obstacle car l’IAA des fruits et légumes exige une continuité dans l’approvisionnement. De ce fait, seules deux firmes ressortent dans cette branche des IAA : Bonduelle Sud Europe basé dans les Landes et surtout « Maître Prunille » localisé à Casseneuil, un des principaux leaders dans la transformation et la commercialisation des pruneaux. Notons aussi la fermeture de la manufacture de tabac de Tonneins en 2000 ; la perte de plus de 300 emplois a eu des effets très négatifs dans cette petite ville de moins de 10 000 habitants.
Le groupe Olano, transporteur frigorifique, a son siège à Saint-Jean-de-Luz où il emploie une centaine de personnes.

###### Autres activités industrielles
Comme pour les industries agroalimentaires, les ressources locales interviennent dans le développement de l’industrie chimique et des industries du papier et du bois, tandis que les industries de la personne ont bénéficié principalement de la main-d’œuvre locale. Toutefois, ces différentes branches ont également en commun de totaliser des effectifs salariés moindres, moins de 20 000 pour la chimie-pharmacie et papier-bois, moins de 5 000 pour les industries de la personne littéralement sinistrées. Enfin, si la chimie et la pharmacie ont maintenu le niveau de leur activité sans jamais être capable de prendre de l’importance malgré l’approvisionnement régional, les industries du bois et du papier ainsi que les industries de la personne sont particulièrement sensibles à la concurrence internationale, ce qui se traduit par un recul régulier des emplois et de nombreuses crises parmi les établissements les plus importants.

###### Chimie, pharmacie et plastiques

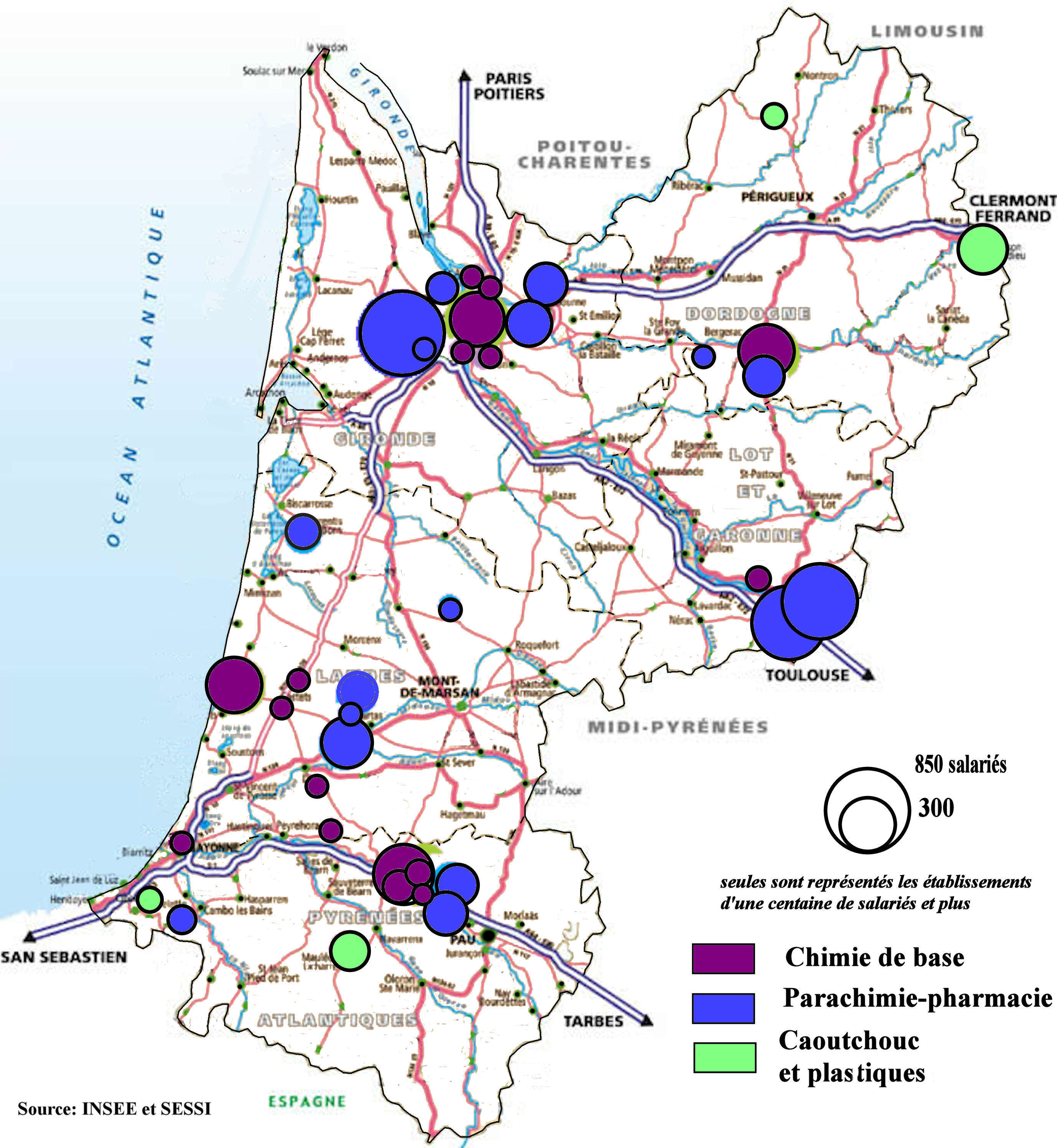
Les industries chimiques en Aquitaine en 2008.

L’essor de la production d’électricité, la découverte et l’exploitation du gisement de gaz de Lacq ont permis le développement d’une industrie chimique en Aquitaine. Cependant, on retiendra l’échec des projets d’une plateforme chimique fondée sur le pétrole importé et sur l’usage de l’électricité. La crise pétrolière du milieu des années 1970, suivie d’une crise économique, a condamné l’opération. En outre, l’arrêt de la production de gaz naturel dans le gisement de Lacq provoque une recomposition des activités chimiques. Dans le même temps, trois établissements assurent l’essor de l’industrie pharmaceutique : deux (Labaz et Sarget) s’implantent dans l’agglomération de Bordeaux, UPSA à Agen.
Cette histoire conditionne la localisation actuelle de l’industrie chimique et para-chimique. Deux grands foyers s’imposent, celui de l’agglomération bordelaise et surtout l’ensemble allant du sud des Landes au gisement de Lacq qui associe les entreprises héritières de l’industrie de la gemme et celles fondées sur le pétrole et le gaz de Lacq. En dehors de ces deux pôles, seuls émergent les sites de Bergerac et Agen.
Malgré l’épuisement du gisement de gaz naturel, la fermeture de la centrale thermique, le bassin de Lacq conserve une industrie chimique dominée par la chimie de base assortie d’une diversification en chimie fine. Il est possible de distinguer quatre plateformes au sein de ce que certains considèrent comme un complexe chimique. Le site de Mont est spécialisé dans les matières plastiques. Total, qui a pris le contrôle d’Elf Aquitaine, reste présent sur la plateforme de Lacq. Sur la commune de Pardies sont valorisés les produits et sous-produits du gaz naturel. Enfin Mourenx accueille plutôt des entreprises orientées dans la chimie fine. Cet ensemble est traversé par des restructurations, le fait le plus marquant étant la fermeture en 2009 d’Acetex, principale usine du bassin de Lacq. Pour autant l’existence d’un complexe autorise des espoirs, la presse annonçant fin 2011 la venue du japonais Toray qui pourrait installer une unité de production de fibre de carbone.
Entre Soustons et Dax dans le sud des Landes, plusieurs établissements interviennent dans la chimie de base et la parachimie. Trois d’entre eux comptent plus de 200 salariés. Variplast Packaging France, implanté à Soustons, est spécialisé dans les emballages en plastiques pour l’industrie agroalimentaire. MLPC International, à Rion-des-Landes, filiale d’Arkema, est orienté dans la production d'agents de vulcanisation pour le marché de la transformation du caoutchouc. Finalement, seule la société DRT, localisée à Dax dès 1932, toujours aux mains de capitaux familiaux, conserve une activité héritée de la transformation de gemme. Mais l’approvisionnement se fait dans le monde entier, le groupe a deux usines en Asie et l’essentiel des ventes se fait à l’international.
Le pôle chimique bordelais est le plus diversifié, plus orienté désormais dans la parachimie et la pharmacie que dans la chimie de base. Cette dernière se concentre plutôt sur les bords de la Garonne de Bassens à Ambès. Outre la production d’engrais, la principale unité est l’usine Simorep filiale de Michelin qui livre depuis 1964 du caoutchouc synthétique aux usines du groupe Michelin. De 20 000 tonnes par an au début, on est passé à 150 kt/an ce qui mobilise près de 400 salariés. Une partie de l’industrie chimique satisfait la demande du complexe aérospatial. C’est notamment le cas de la SNPE spécialisée dans la production de poudre et d’explosifs implantée à Mérignac ; une des plus importantes usines de l’agglomération avec un millier de salariés. Trois des plus importants laboratoires pharmaceutiques ont connu des fortunes diverses. Né de l’esprit d’entreprise d’un pharmacien local, les laboratoires Sarget localisés à Mérignac ont été intégrés dans le groupe allemand Degussa qui lui fournissait le sargénol et lui ouvrait le marché de la Bétadine, avant d’appartenir désormais au groupe suédois Meda AB. Labaz à Ambarès, aujourd’hui propriété de Sanofi, est une usine de fabrication et de conditionnement de formules sèches et de produits injectables sous forme d’ampoules. Enfin, CEVA Santé Animale à Libourne, fort de plus de 500 employés, initialement créé par Sanofi, aujourd’hui propriété de ses salariés, est (selon la société) le neuvième groupe pharmaceutique vétérinaire mondial.
Bergerac a été pendant longtemps animé par l’activité de l’usine Bergerac NC appartenant au groupe SNPE, orientée dans la production de nitrocellulose. Progressivement la production s’est contractée et les emplois aussi. En 2011, la SNPE devait vendre son unité à la société espagnole Maxam, ce qui devrait se traduire par une perte d’une centaine d’emplois.
La situation est diamétralement différente à Agen où l’entreprise UPSA (Union Pharmaceutique des Sciences Appliquées) fondée par un médecin local (le docteur Camille Bru), vendue au groupe américain Bristol-Myers Squibb (BMS) en 1994, demeure un des plus gros employeurs local et régional avec 1 400 salariés. Deux usines et une plate-forme logistique permettent de livrer sur le marché toute la gamme des antalgiques depuis l’aspirine et le paracétamol jusqu’à la morphine. Depuis 1994, le groupe américain a investi régulièrement dans ses deux unités agenaises qui livrent la moitié de leur production à l’exportation.

###### Industries de la filière bois

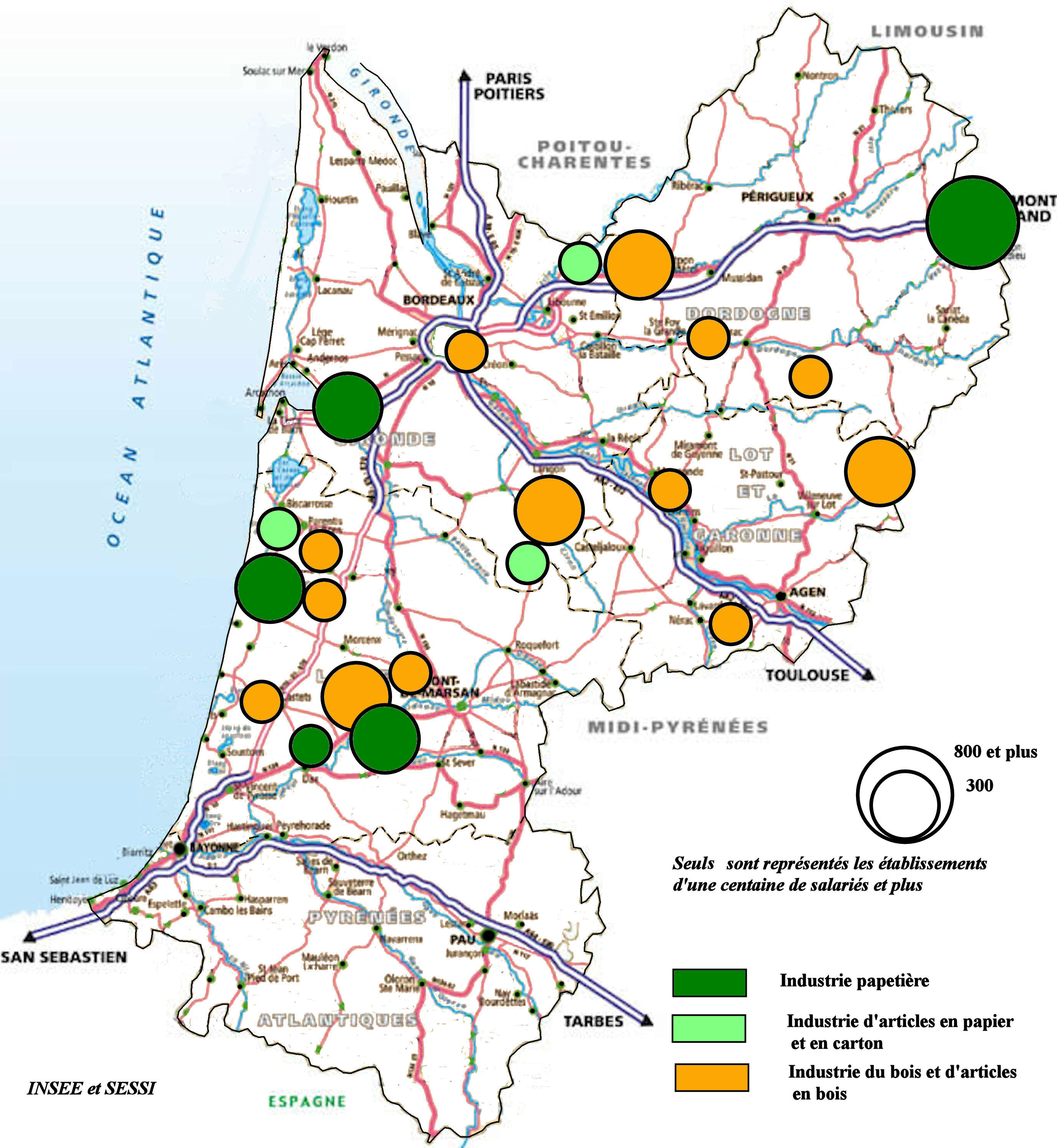
Les industries du bois en Aquitaine en 2008.

La filière bois est constituée de deux grands types d’activités qui utilisent principalement le bois de la forêt des Landes et secondairement celui de la Dordogne. Les industries de la première transformation (pâte à papier, sciage, tranchage, etc.) sont très souvent le fait d’entreprises de taille importante pour réaliser des opérations qui nécessitent de forts investissements. Les industries de seconde transformation (papier/carton, meubles, menuiserie et contreplaqués, etc.) ne nécessitent pas autant de moyens. Elles sont donc plus dispersées géographiquement et aux mains d’entreprises de dimension plus réduite, voire artisanale.
Si les industries de la filière bois tiennent une place importante dans les industries de l’Aquitaine et ont fait l’objet, régulièrement, de projets soutenus pas les autorités nationales et régionales, elles n’en demeurent pas moins soumises à de très fortes tensions liées à la concurrence internationale, au changement de la mode surtout dans le bâtiment et le mobilier, aux conséquences des tempêtes sur le massif forestier.
Ces tensions expliquent l’évolution des effectifs de la filière. Près de 27 000 emplois en 1954 et 36 000 en 1975, l’année du maximum. Depuis, le recul est constant, les plans sociaux se succèdent dans les entreprises de sciage et de seconde transformation qui sont les plus affectées par les évolutions du marché, tandis que dans l’industrie du papier la tendance est à la réduction des emplois pour s’adapter à la concurrence internationale. Dès le début des années 1990, la filière retombe à 24 000 emplois, dont environ 6 000 dans le papier et le carton et 18 000 dans les autres secteurs de la filière. En 2008, les industries du bois totalisent à peine 17 000 emplois, en fait moins de 13 000 si on n’inclut pas le secteur de l’imprimerie, notamment les employés du journal Sud Ouest. Un peu moins de 3 000 personnes participent à la fabrication de pâte à papier alors qu’un peu moins de 10 000 œuvrent dans la fabrication d’articles en bois dans des entreprises qui huit fois sur dix comptent moins de 10 salariés. Le recul est constant et spectaculaire, il devrait se poursuivre tant la conjoncture actuelle[Quand ?] est défavorable.
L’industrie papetière fournit des pâtes à partir de sous-produits du bois (coupes d’éclaircies et connexes de scieries) et de plus de papiers recyclés. Si une douzaine d’établissements participent à cette production, quatre dominent ce secteur marqué par la concentration et la présence de grands groupes de dimension internationale. Cette branche a été longtemps dominée par le groupe Cellulose du Pin filiale de Saint-Gobain (usines de Condat-sur-Vézère, Facture et Tartas), avant de se désengager au profit de groupes étrangers.
Créée à l’est de la Dordogne au début du XXe siècle, l’usine de Condat-sur-Vézère est aujourd’hui une filiale du groupe papetier européen Lecta spécialisé dans la fabrication de papier couché pour l’édition publicitaire et les beaux livres. Sa capacité est de plus 500 000 t/an et elle emploie près de 800 salariés. L’usine Smurfit-Cellulose du Pin de Facture occupe une place importante dans le dispositif de production de papier kraft à partir de fibres vierges de pin maritime : un peu plus de 500 000 t/an en mobilisant 450 personnes. Le groupe irlandais Smurfit a récemment fusionné avec le néerlandais Kappa ce qui entraîne des restructurations dont le site girondin n’a pas à souffrir pour le moment. L’établissement papetier de Gascogne Paper à Mimizan est de taille identique, également spécialisé dans la livraison de papier kraft mais se veut aussi un nouvel acteur des papiers couchés spéciaux. Cette unité est intégrée dans le groupe régional Gascogne très diversifié dans la filière bois. Enfin, l’usine de Tartas, propriété du groupe canadien Tembec depuis 1999, emploie 250 personnes et fournit 150 000 t/an de deux types de pâtes : BIOFUF à usage sanitaire et BIOFLOC à usages multiples et à valeur ajoutée plus grande.
Une partie de la production de pâte à papier est utilisé sur place pour la fabrication d’articles en papier ou carton. Cette activité mobilise 1 500 personnes environ, dans des établissements de moyenne dimension, filiales le plus souvent des grands groupes papetiers. L’usage le plus fréquent est celui de l’emballage (cartons ondulés et sacs).
L’emballage en bois est également une spécificité de l’Aquitaine. On estime que 1 800 salariés environ fournissent des emballages pour le transport sous la forme de palettes, de caisses et autres emballages industriels, mais également des produits d’emballage en relation avec l’activité viticole locale (barriques et caisses à vin). L’entreprise la plus importante, spécialisée dans la livraison de palettes, est Beynel-Manustock dont la création à Belin-Béliet remonte à 1945. Cette PME de plus de 250 salariés a ouvert d’autres établissements, dont récemment celui du Teich. Toutefois, pour être en mesure de faire face aux investissements de cette croissance, Beynet-Manustock vient d’entrer en 2009 dans le groupe PGS (Palette Gestion Services) leader français dans cette activité.
L’industrie des panneaux de bois fabrique des contreplaqués, des panneaux de particules et des panneaux de fibres destinés aux autres secteurs de la filière bois comme l’ameublement, mais aussi en direction du bâtiment. Une dizaine d’entreprises donnent du travail à un millier de salariés. Deux de ces PME appartiennent à de grands groupes. La société autrichienne Egger a pris en 1994 le contrôle de la fabrique de panneaux à Rion-des-Landes. Encore plus importante, avec plusieurs établissements, Gascogne Wood, filiale du groupe Gascogne, ne se contente pas de livrer des panneaux, élargissant son activité aux autres secteurs de la filière bois.
Gascogne Wood est notamment présent dans la fabrication de menuiserie, de lambris, de parquets, dont la destination est le bâtiment tant pour la construction que pour l’aménagement. On estime que la branche charpente et menuiserie industrielle en bois rassemble un peu plus de 3 000 salariés, tandis que les parquets-lambris et moulures, un des secteurs phares de la région compte un peu plus de 2 000 emplois. On peut y ajouter l’ameublement et ces 1 000 travailleurs. Ce sont ces différentes branches qui souffrent le plus des crises à répétition, de la concurrence des autres matériaux (plastiques et aluminium). Si les petites, voire très petites entreprises, sont nombreuses, il existait tout de même quelques PME de plus 400 salariés. Elles sont aujourd’hui en faillite ou en grande difficulté. C’est le cas de Capdevielle à Hagetmau (Landes) qui a déposé son bilan et c’est en même temps tout le savoir faire local en matière d’ameublement qui disparaît car Hagetmau pouvait apparaître comme la « capitale » de l’ameublement en raison des nombreuses usines y opérant. Autre symbole de ces difficultés, les parquets Marty localisés près de Fumel (Lot-et-Garonne) connaissent toute une série de plans sociaux pour essayer de sauver une affaire qui donnait du travail à plus de 500 personnes au milieu des années 2000 ; c’est Tarkett France qui reprend l’usine, ne conservant que 130 ouvriers.
La filière bois est suffisamment importante pour obtenir l’appui des collectivités territoriales tout au long des dernières années. Ainsi, s’explique l’obtention du label Pôle de compétitivité national pour le projet « Xylofutur » dont la vocation principale est de faire émerger des projets innovants au profit de la totalité de la filière. Ce pôle compte 143 membres actifs dont 16 grandes entreprises, des centres de recherches (19)

###### Industries de la personne
Si le déclin de l’emploi dans les filières du bois apparaît important, c’est de sinistre qu’il faut parler pour traiter des industries de la personne : 45 000 emplois en 1954, soit autant que les industries métallurgiques, à peine 4 000 en 2008 et la baisse pourrait se poursuivre. Cette évolution négative a commencé dès les années 1960 en raison de la concurrence toujours plus forte de la production étrangère parce que les industries de la personne en Aquitaine étaient elles aussi fondées sur des avantages de main-d’œuvre pour une production plutôt de bas de gamme.
Il s’agissait d’une industrie fortement présente dans la plupart des villes, y compris l’agglomération de Bordeaux. Toutefois, pour plusieurs petites villes, il s’agissait d’une mono-activité créatrice de nombreux emplois. Citons les activités lainières à Oloron-Sainte-Marie, les usines de chaussures à Mauléon, Hasparren, Miramont-de-Guyenne, Neuvic et Nontron. Dans toutes ces petites villes, la contraction de l’emploi a été très forte en quelques années. Ainsi Oloron-Sainte-Marie comptait une dizaine d’affaires familiales faisant travailler 1 200 personnes ; dès 1975, il n’y en avait plus que cinq et seulement 350 ouvriers et aujourd’hui pratiquement plus rien. Même évolution dans toutes les petites villes liées à la fabrication de chaussures puisque actuellement elles ont perdu leurs entreprises, souvent très importantes par les effectifs. Plus de 800 emplois supprimés chez Soussial à Miramont-de-Guyenne, plus encore (près de 2 000 emplois dans les années 1960) à l’usine Marbot (groupe Bata) de Neuvic qui a fermé définitivement en 2010 alors qu’il ne restait plus que 73 ouvriers. Les fermetures pour faillites et relocalisations dans les pays où la main-d’œuvre était meilleur marché sont tout aussi nombreuses dans les plus grandes villes. Ainsi, il ne reste plus grand-chose des industries de la personne dans l’agglomération de Bordeaux. Le dernier conflit le plus médiatique concerne la décision d’un fonds de placement de fermer l’usine Arena de Libourne qui fournissait des maillots de bain ; près de 150 emplois disparaissent en 2006.
Désormais, seules sept entreprises dépassaient la centaine de salariés dans les industries de la personne au milieu des années 2000 et aucune n’en a plus de 200. Deux d’entre elles, Bidegain SA et Tonon Laburthe sont localisés dans les Pyrénées-Atlantiques, deux dans les Landes, une à Blanquefort dans l’agglomération de Bordeaux et deux en Dordogne à Saint-Cyprien et Nontron. Les temps sont difficiles et l’emploi continue de se contracter, puisque dans le cas de Teton SA à Saint-Cyprien, il y a maintenant moins de 70 ouvriers et il en est de même pour Tonon Laburthe à Pontacq.

##### Territoires industriels
En étudiant les grandes branches des activités industrielles, on a pu observer que la localisation des industries dépendaient à la fois des héritages souvent liés à l’existence de ressources locales (matières premières mais aussi main-d’œuvre disponible), aux profondes évolutions au regard de la mondialisation et de la concurrence qu’elle induit et surtout à la nécessité de développer des activités de haute technologie qui dépendent des potentialités en matière de recherche mais aussi de services.
Tous ces éléments éclairent la nouvelle carte des territoires industriels en Aquitaine : le poids de l’agglomération bordelaise, le rôle majeur joué par les principales villes, le déclin prononcé, souvent inexorable, de l’industrie dans les petites villes et le monde rural.

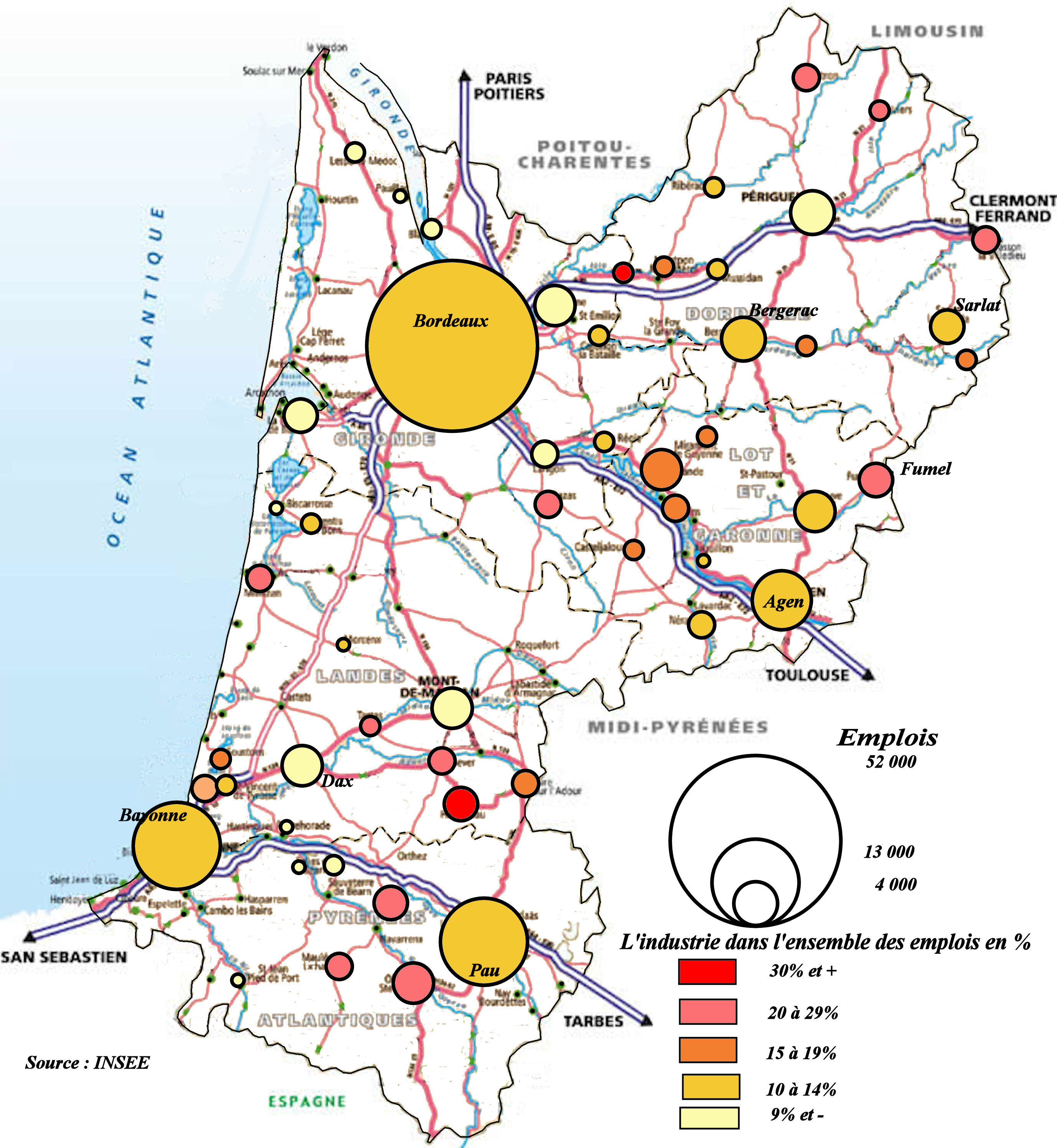
Nombre d’emplois industriels par aires urbaines en Aquitaine en 2008.

Avant de poursuivre, il faut aborder une autre évolution dans les localisations à l’intérieur des espaces urbains. La fermeture des usines les plus anciennes insérées dans les quartiers centraux, l’apparition de zones industrielles dans les années 1980 en relation avec les politiques d’aménagement dans les agglomérations pour profiter des espaces disponibles dans les communes limitrophes, l’attractivité des grandes voies autoroutières, autant de facteurs qui poussent à analyser les territoires industriels en prenant en compte les aires urbaines. Ces dernières permettent de mieux prendre en compte les dynamiques dans les franges des agglomérations et ainsi de mieux mesurer la part de chacune des villes dans l’emploi industriel total.
Selon l’Insee, l’Aquitaine disposait d’environ 150 000 emplois industriels. La cinquantaine d’aires urbaines en regroupait un peu plus de 130 000, soit près de 90 % du total. Au sein de ces aires urbaines, la métropole bordelaise écrase toutes les autres par le volume des emplois industriels qui s’y concentrent, soit un peu plus de 52 000 ou encore 35 % du total des actifs dans l’industrie dans la Région. Suivent, avec quatre fois moins de personnes, les deux principales villes moyennes, Pau et Bayonne. Ces trois aires urbaines, Bordeaux – Pau – Bayonne, rassemble un peu plus de la moitié des emplois dans l’industrie (53 %). Si on prend en compte les cinq premières aires urbaines en ajoutant aux trois premières, les préfectures d’Agen et de Périgueux qui ont respectivement 5 600 et 4 000 emplois, on atteint quasiment 60 % du total des actifs de l’industrie en Aquitaine. En élargissant aux dix premières (les cinq suivantes sont Bergerac, Oloron-Sainte-Marie, Marmande, Villeneuve-sur-Lot et Mont-de-Marsan) on arrive à 68 %. Ainsi, les dix premières aires concentrent les deux tiers des emplois industriels. La corrélation entre la taille des villes et l'importance de l’emploi industriel est évidente sauf dans deux cas : Oloron-Sainte-Marie est mieux classée quant au nombre d'emplois industriels alors qu’Arcachon est en retrait ce qui aisément compréhensible en raison de sa vocation touristique.
Une seconde corrélation peut être établie : plus les agglomérations urbaines sont importantes (dans leur zonage en aire urbaine) moins les actifs de l’industrie sont représentés en pourcentage de la population active totale. Le classement, en relation avec la part de l’industrie dans l’emploi total, place en première position avec 40 % la très petite ville d’Hagetmau dans les Landes (5 000 habitants dans son aire urbaine). En seconde position on trouve Saint-Seurin-sur-l’Isle avec 33 % d’emplois dans l’industrie. Suivent ensuite une dizaine d’aires urbaines pour lesquelles la part de l’industrie est comprise entre 20 et 30 %. Parmi elles on relève des petites villes depuis longtemps qualifiés d’industrielles : Mourenx, Mauléon, Nontron, Mimizan, Fumel, Oloron-Sainte-Marie, Terrasson-Lavilledieu. Un fort taux d’emplois dans l’industrie par rapport à une moyenne nationale à 13 % ne signifie pas que les effectifs sont importants. Seules Oloron-Sainte-Marie, Mourenx et Fumel comptent plus de 1 000 actifs dans l’industrie. Mais toutes dépendent encore fortement du petit nombre d’entreprises qui les animent et procurent des emplois. On se trouve le plus souvent en position de mono-industrie. C’est dire si les restructurations en cours frappent de plein fouet les petits centres industriels de l’Aquitaine, le plus souvent insérés dans le milieu rural. Ce sont des bassins d’emplois qui dépérissent et des bassins de vie qui se contractent jusqu’à perdre des habitants.
Le cas de Fumel (Lot-et-Garonne) fournit le meilleur exemple des effets dévastateurs des restructurations industrielles sur la dynamique d’un petit bassin d’emplois représentatif des modalités de formation d’un appareil industriel fondé sur des ressources locales et une main-d’œuvre disponible, grossi ensuite par des flux migratoires. Les avantages du site (proximité de gisement de fer et de charbon) se révèlent aujourd’hui un handicap en raison de l’éloignement de Fumel des grands axes de circulation. Malgré les efforts de la Région et des collectivités locales les créations d’emplois ne sont pas assez nombreuses. Aussi l’aire urbaine de Fumel a perdu de la population, ce qui est probablement le seul cas en Aquitaine. Après un pic de 17 000 habitants en 1975, les pertes de population se succèdent si bien que l’aire urbaine de Fumel compte 14 248 habitants en 2008, soit à peu près autant qu’en 1962. Les difficultés récentes des « Parquets Marty » aggrave la santé économique de cette petite ville industrielle.
Bien d’autres exemples permettraient de montrer que les petits centres industriels encore très actifs dans les années 1970 ont vu disparaître leurs entreprises et les emplois. Moins de 500 personnes travaillant encore dans l’industrie à Casteljaloux, Miramont-de-Guyenne, Tartas. Les fermetures récentes dans l’industrie du meuble à Hagetmau ne sont pas encore totalement prises en compte dans les données de l’INSEE en 2006, mais il est certain que les prochains recensements souligneront la gravité des derniers événements dans la »capitale du meuble ».
De très nombreuses petites villes n’ont jamais eu d’activités industrielles importantes dans le passé. En raison de leurs activités dans le commerce et les services rendus dans leur bassin de vie, les taux d’emplois dans l’industrie restent inférieurs à la moyenne française. La plupart ont entre 10 et 12 % d’actifs dans l’industrie : La Réole, Ribérac, Orthez en sont des exemples. Certaines comptent moins de 10 % d’emplois industriels : Lesparre, Langon, Peyrehorade. Biscarrosse dans les Landes enregistre le plus faible taux : 3,2 %.
A contrario, si les villes moyennes, celles qui ont 20 000 habitants et plus, concentrent les emplois industriels proportionnellement à leur taille, la part de l’industrie dans l’ensemble des activités reculent régulièrement et se situe en dessous de la moyenne en France. En effet, à l’exception de la petite ville moyenne de Marmande (16,7 % d’actifs dans l’industrie), toutes les autres possèdent un taux inférieur à 13 %. Si Pau et Bayonne ont un taux proche de la moyenne de la France, ce taux n’est plus que de 10 % dans l’aire urbaine de Bordeaux, alors même que la métropole de l’Aquitaine totalise plus de 50 000 emplois dans l’industrie.
Il s’agit d’une évolution inéluctable, résultat de l’accroissement rapide des emplois tertiaires dans les villes. Mécaniquement le taux d’actifs dans l’industrie recule en raison de l’emploi qui stagne voire décline alors que le tertiaire continue de progresser en volume. Ce qui permet de relativiser le déclin de l’industrie dans les plus grandes villes de l’Aquitaine, principalement les trois plus importantes : Bordeaux, Bayonne et Pau. En effet, une partie des emplois en relation avec l’industrie se retrouve dans les services rendus aux entreprises. Si on intègre ces actifs à ceux de l’industrie on retrouve des effectifs presque aussi importants que dans les années 1975.
Il n’en reste pas moins que l’emploi industriel recule, y compris dans les grandes villes. Sur la période 1999-2008, les données de l’INSEE permettent de dégager un solde négatif de près de 3 000 salariés. Le recul des emplois industriels dans l’aire urbaine de Bordeaux, -1 836 sur la même période, participe fortement à ce déclin industriel. Outre Bordeaux, les pertes les plus élevées en emplois industriels s’observent dans les aires urbaines d’Orthez (-690), Bayonne (-440), Nérac (-413), Tonneins (-378), Hagetmau (-368), Souillac (-366) et Fumel (-265) pour s’en tenir à celles qui perdent plus de 200 emplois.
Une autre moitié des aires urbaines connaît, selon l’INSEE, un solde positif des emplois industriels entre 1999 et 2008. Certes, cela ne gomme pas les pertes durant les périodes antérieures, mais ces soldes positifs témoignent du dynamisme de quelques villes moyennes, y compris de petites villes. Sur cette période c’est Agen, préfecture du Lot-et-Garonne qui enregistre le gain le plus important (+561) suivi par Pau (+527). Avec de 200 à 300 emplois en plus, viennent Mont-de-Marsan, Bazas, Blaye et Capbreton. Marmande, Mourenx, Arcachon, Périgueux et Libourne ont un solde positif compris entre 100 et 200 personnes.
Ces variations négatives ou positives ont peu d’effets sur la concentration des emplois industriels dans quelques aires urbaines. Celles de Bordeaux, de Pau et de Bayonne rassemblent 52 % des actifs de l’industrie en Aquitaine. Mais la suprématie de Bordeaux est incontestable avec un peu plus de 50 000 personnes œuvrant dans l’industrie.

###### Industrie dans l'agglomération de Bordeaux
Certes, la contraction des emplois est nette par rapport aux années 1970 où on relevait quelque 65 000 actifs dans l’industrie dans les limites de la CUB (communauté urbaine de Bordeaux). À cette date, l’activité industrielle était concentrée dans les vingt-sept communes de la CUB. Même en prenant l’aire urbaine qui aujourd’hui reflète mieux les dynamiques urbaines de la métropole, il manque 15 000 emplois. Cependant, cette perte doit être relativisée car les services aux entreprises ont progressé si bien que ce secteur concentre aujourd’hui plus de 70 000 emplois dans l’agglomération de Bordeaux et devancent ainsi nettement la branche industrielle au sens strict.
La force de l’agglomération bordelaise réside dans la croissance de sa population, ce qui favorise le dynamisme des entreprises qui répondent à l’augmentation des produits locaux (dans le jargon des économistes, il s’agit d’économie résidentielle) et dans la présence d’un environnement favorable pour des entreprises qui opèrent sur les marchés étrangers et plus soumises à la concurrence : transports variés et diversifiés, universités dotées de laboratoires de recherche, services aux entreprises, etc. Malgré tout, l’industrie de l’agglomération bordelaise a connu de nombreuses fermetures d’entreprises, principalement dans les industries de la personne. Pas seulement, puisque l’implantation de Solectron dans les années 1970 s’est achevée sur une faillite. Reste aussi à fédérer les différents acteurs d’une filière qui souvent ont des attaches parisiennes voire européennes. Au développement des technopoles succède aujourd’hui la politique des pôles de compétitivité mise en place par l’État. Bordeaux peut se targuer de participer ou de piloter quatre projets. On a déjà évoqué le Pôle de compétitivité mondial, « Aerospace Valley » réunit des entreprises de Toulouse et de Bordeaux opérant dans l’aéronautique, l’espace et les systèmes embarqués. Si cela conforte la place aéronautique de Bordeaux, le fonctionnement de ce pôle de compétitivité en montre également les limites car l’essentiel des forces et des emplois mobilisés se trouvent à Toulouse (plus de 5 000 salariés dont moitié de cadres contre 800 à Bordeaux) et on saisit mieux le caractère contraignant de la domination de l’aéronautique militaire dans la métropole de l’Aquitaine. Profitant du développement en cours du Laser Mégajoule (LMJ), les collectivités territoriales soutiennent un pôle de compétitivité « Route des lasers » fondé sur la recherche et ses applications en s’appuyant sur le Commissariat à l’énergie atomique (CEA) et sur une cinquantaine d’entreprises mobilisant quelque 700 salariés.
Bien des nouveaux projets s’inscrivent territorialement dans les franges de l’aire urbaine qui dispose des terrains nécessaires. À ce titre, Canéjan et Cestas s’affirment de plus en plus, au même titre que les communes situées le long de l’A10 (dite « L'Aquitaine »), l’A89 (dite « La Transeuropéenne ») et dans une moindre mesure la RD 936. Le CEA est installé au Barp. Pour autant, les paysages industriels hérités du XIXe siècle, essentiellement le long de la Garonne sur sa rive droite, ou résultant des phases d’aménagement de la seconde moitié du XXe siècle, à proximité de la rocade, impriment leur marque dans la métropole bordelaise tout en enregistrant un certain nombre de mutations. Ainsi, si la plupart des zones industrielles aménagées en relation avec les principaux échangeurs sur la rocade concentrent toujours une part importante des activités industrielles, leur tertiarisation est souvent très avancée au rythme du recul de l’industrie et de l’attrait commercial des échangeurs. À Floirac comme à Bordeaux, le long des berges de la Garonne, l’emprise industrielle s’efface au rythme des fermetures d’entreprises et de la mutation d’anciennes friches. Enfin, le bec d'Ambès apparaît de plus en plus enclavé ce qui freine son renouvellement tandis que le complexe aérospatial, proche de l’aéroport, est débordé sur ses flancs par la poussée d’une urbanisation qui s’avance vers le littoral.

###### Industrie dans les agglomérations de Pau et Bayonne
Les deux grandes agglomérations de Pau et Bayonne mobilisent 13 000 actifs de l’industrie chacune. C’est quatre fois moins que Bordeaux et cet écart est proche de celui obtenu quand on prend compte la population totale. Cependant, dans le cas de Pau, il semble judicieux d’ajouter les 1 700 emplois de l’aire urbaine de Mourenx, car les deux entités ont assis une grande partie de leur développement sur le gisement de Lacq.
Au sortir de la Seconde Guerre mondiale, on ne comptait à Pau que neuf entreprises de plus de 100 salariés opérant dans les industries traditionnelles. Mais la venue d’entreprises parisiennes et surtout l’essor du gisement de Lacq ont changé la donne. L’agglomération de Pau en y incluant l’aire urbaine de Mourenx associe des industries de production dans le domaine de la chimie sur le bassin de Lacq proprement dit et de l’aéronautique, mais également une potentialité dans le domaine de la recherche, le fleuron en étant le centre de recherche technique et scientifique de Total. Comme à Bordeaux, les entreprises industrielles ont quitté Pau pour les communes de l’aire urbaine. L’industrie agroalimentaire est bien représentée à Lons, à Lescar (siège d’Euralis une des plus importantes coopératives d’Aquitaine) et à Jurançon. L’industrie aéronautique et spatiale se situe principalement dans les communes de Bordes (siège de Turboméca) d’Arudy et Bidos. Les implantations industrielles se réalisent également vers le nord profitant de la présence de l’aéroport et la nouvelle autoroute. Serres-Castet fixe de nombreuses entreprises de mécanique de précision livrant à l’aéronautique tandis que Sauvagnon dispose d’activités plus diversifiées. Au sein de l’aire urbaine de Mourenx, comme dans la communauté d’agglomération de Pau, l’heure est à la diversification des activités. Les projets portés par les collectivités territoriales visent à donner aux entreprises les services dont elles ont besoin et à développer les hautes technologies afin de permettre au tissu industriel local de se renouveler.
En 2010, la région paloise a réussi à obtenir le label Pôle de compétitivité national pour son projet « Avenia ». Il s’agit d’une tentative de fédérer les entreprises opérant dans le domaine des géosciences, bien présente dans le bassin de Lacq et l’agglomération de Pau. Ce pôle vise à concilier deux enjeux majeurs pour la France : l’indépendance énergétique et le développement durable. Trois axes sont plus particulièrement privilégiés : le développement responsable des énergies fossiles, le stockage géologique du CO2 et le stockage souterrain de l’énergie.
Comme Pau, Bayonne a peu d’entreprises industrielles sur le territoire communal. Parmi des entreprises de dimension plutôt modestes, seul Plastitube approche 200 salariés. Les activités industrielles se situent principalement sur la rive droite de l’Adour, notamment à Tarnos et au Boucau, mais également à Anglet qui la jouxte au sud. Deux secteurs industriels dominent. Celui des industries métallurgiques est lié à la présence du port. Prenant la suite d’une longue tradition sidérurgique, une aciérie littorale s’est implantée en 1996 (capitaux espagnols) et est alimentée par des ferrailles importées par le port de Bayonne. Si une partie des installations de cette aciérie déborde sur Tarnos en territoire landais, les activités industrielles de cette commune sont nettement plus diversifiées toujours en lien avec le port. Toutefois, Tarnos dispose également d’une usine Turboméca et l’industrie aéronautique constitue de fait le second secteur industriel dominant de l’aire urbaine de Bayonne. En effet, outre Turboméca à Tarnos, Anglet bénéficie de la présence de deux établissements de Dassault ainsi que de plusieurs entreprises sous-traitantes. Au total, l’aire urbaine de Bayonne totalise 13 000 emplois industriels essentiellement concentrés dans la communauté d’agglomération de Bayonne et pour une part plus faible à Saint-Jean-de-Luz.
Les projets industriels s’appuient sur le développement des hautes technologies et sur les liens avec la recherche. Ces projets sont désormais portés par la communauté d’agglomération Côte Basque-Adour. De manière générale, l’agglomération veut renforcer les zones technopolitaines, notamment trois d’entre elles. Izarbel à Bidart regroupe 90 entreprises, trois laboratoires et des outils d’aide à la création d’entreprise innovante. Technocité à Bayonne est orientée vers l’aéronautique, le spatial et les systèmes embarqués. Le campus technopolitain en construction à Anglet vise à mettre en œuvre les directives du dernier Grenelle Environnement.

#### Bâtiment et travaux publics
Le secteur de la construction, constitué par les activités dans le bâtiment et les travaux publics, occupe une place non négligeable en Aquitaine avec environ 100 000 emplois, dont près de 80 000 salariés, et quelque 28 000 entreprises. La construction est très sensible à la conjoncture économique, pénalisée par les crises économiques mais porté tout de même par la croissance de la population en Aquitaine et la demande de logements qui en résulte, de même que par les investissements des collectivités et des entreprises en ce qui concerne les travaux publics.

##### Le BTP, une activité très liée à la demande
Composant de l’activité industrielle et toujours traitée dans ce cadre, le secteur de la construction selon la dénomination actuelle de l’INSEE, présente une belle complexité et se place à l’articulation entre l’industrie proprement dite et les services. Notons tout d’abord que certaines branches industrielles déjà analysées précédemment ont un lien très fort avec le BTP. C’est plus particulièrement le cas du travail du bois mais également de la partie de la métallurgie qui aliment le secteur de la construction. Au sein même du secteur de la construction, le caractère industriel est indéniable chaque fois que les entreprises livrent des infrastructures exigeant une forte technicité. D’autres en revanche, comme les métiers qui participent à l’équipement et à la fonctionnalité du logement, sont très proches des services.
Même si une part de l’activité du BTP dépend des financements nationaux, voire européens s’agissant de grands projets structurants, il n’en reste pas moins que ce secteur de la construction est très dépendant de la demande locale. Pour la clarté de l’analyse il convient d’aborder séparément l’activité bâtiment et celle des travaux publics.
En ce qui concerne le bâtiment, le dynamisme de l’activité repose principalement sur la production de logements neufs (37 %) et la rénovation des logements anciens (32 %). Le reste, soit 31 % relève de la production d’autres formes de constructions neuves (agriculture, industrie, commerces et services) et de leur réhabilitation. En 2010, les mises en chantier pour des constructions individuelles s’élevaient à près de 15 000. S’y ajoutaient un peu moins de 8 000 logements en habitat collectif. Soit un total de 22 400 logements pour l’Aquitaine, en baisse de 2 % par rapport à l’année précédente. Car, le secteur de la construction est particulièrement sensible à la conjoncture financière et économique et les crises qu'on connaît depuis 2008 se sont immédiatement traduites dans la production de logements. En effet, en 2006 et 2007, les mises en chantier portaient sur 30 000 logements par an.
Sans chercher l’exhaustivité au sujet des évolutions enregistrées en Aquitaine depuis les années 1950, il est possible de dégager quelques grandes tendances. Lesquelles trouverons une traduction dans l’évolution des effectifs abordée ci-après. Le secteur de la construction a connu une croissance très soutenue depuis le début des années 1950 jusqu’à 1975. Interviennent en effet une série de facteurs très favorables dont la reconstruction du pays, l’urbanisation associée à l’exode rural et l’amélioration du niveau de vie des Français dans cette phase de croissance économique. Aussi, entre 1954 et 1976, il a été construit plus de 400 000 logements en Aquitaine à un rythme de plus en plus soutenu : moins de 4 000 logements annuellement dans les années 1950, plus de 20 000 au début des années 1970. Il est vrai que les grands programmes à l’origine des grands ensembles dans les principales agglomérations d’Aquitaine jouent un rôle majeur dans cette production de logements. Durant cette phase l’habitat collectif arrive à représenter près de 80 % des réalisations.
Après 1975, le secteur de la construction est fortement influencé par la série de crises qui affectent l’économie. Toutefois, la principale évolution tient au recul de l’habitat collectif face à la demande de maisons individuelles dans un périmètre urbain de plus en plus élargi. Ce phénomène affecte toutes les villes de l’Aquitaine. Désormais, les constructions individuelles dominent largement, le collectif ne totalisant en moyenne qu’un tiers de la production de logements.
Mais il est une troisième évolution favorable à l’Aquitaine, la forte croissance du nombre de résidences secondaires. Si cette tendance s’observe partout, y compris dans certaines régions de l’intérieur de l’Aquitaine et à ce titre l’est du Périgord en a largement profité, il demeure que c’est le littoral aquitain qui est le principal bénéficiaire face à cette demande. Le bassin d’Arcachon totalise plus de 20 000 résidences secondaires, on en compte un peu moins de 10 000 à Biarritz. Avec 5 000 résidences secondaires viennent ensuite Lacanau, Biscarrosse, Capbreton, Saint-Jean-de-Luz et Hendaye. Outre la satisfaction de la demande en provenance de l’étranger (notamment au Pays basque et dans le sud des Landes) et du territoire national, on peut y voir surtout l’effet de proximité de la capitale régionale pour les stations touristiques les plus proches.
Les travaux publics (TP) dépendent très fortement des investissements des collectivités territoriales, l’État tenant désormais une place infime (moins de 10 % en moyenne). C’est le résultat des politiques de déconcentration administrative et de renforcement des compétences des Régions et des Départements. Certes, l’investissement privé est loin d’être négligeable puisqu’il approche 30 % des investissements, mais c’est bien les grands travaux financés par les collectivités qui assurent le dynamisme des entreprises des TP.
La typologie des grands chantiers fait ressortir la place des travaux routiers, de 35 % à 39 % selon les années durant la période 2006-2008. Cette part est en progression régulière depuis le début des années 2000 en raison de la prise en charge des réseaux par les collectivités territoriales. L’entretien du réseau routier existant occupe une place essentielle et quelques grands projets sont annoncés, telle la liaison autoroutière de Salles à Saint-Geours-de-Maremne dans le cadre d’une délégation de service public pour un montant de 400 millions d’euros et une livraison à l’horizon 2015. En seconde position dans les grands chantiers de TP, on trouve les ouvrages d’art et les grands travaux de terrassement souvent liés aux routes. Parmi les ouvrages d’art, signalons le pont levant en construction à Bordeaux sur la Garonne permet de relier Bacalan à La Bastide d’un coût de près de 100 millions d’euros, livré en 2013.
Les autres grands chantiers comprennent les opérations sur les réseaux d’eau et d’assainissement, les réseaux électriques. Si les programmes portant sur les lignes ferroviaires sont restés modestes jusqu’en 2008, les travaux préparatoires à l’arrivée de la LGV à Bordeaux ont fourni du travail aux entreprises de TP, en attendant que soient arrêtés définitivement les tracés de la LGV en direction de Toulouse et du Pays basque et le début des travaux initialement prévus en 2013 dans leur première phase pour un coût global estimé à près de vingt milliards d’euros.

##### Principales caractéristiques de l'emploi dans le BTP
En 2009, le BTP réalise un chiffre d’affaires de plus de six milliards d’euros, emploi un peu plus de 97 000 personnes dont 77 300 salariés. On compte par ailleurs 28 350 entreprises dont la moitié environ ne dispose pas de salariés. Le poids du secteur de la construction est stable dans l’économie et l’emploi en Aquitaine. Il progresse même ces dernières années avec le maintien de la demande, mais demeure en dessous de 10 % de l’emploi total.
En considérant l’évolution de l’emploi sur le long terme, on observe que le secteur de la construction retrouve les niveaux atteints à la fin des années 1960 et au début des années 1970, tant en ce qui concerne l'emploi total que le nombre de salariés. Toutefois, la récession qui s’installe progressivement à partir de 1975 et qui s’aggrave dans la décennie 1980, met en difficulté les entreprises qui avaient la taille de petites PME dans un secteur où l’artisanat domine. Bien des affaires ont disparu dans la tourmente et ce sont souvent les petites villes moyennes qui ont été le plus exposées. De leur côté les entreprises nationales du BTP ayant installé des agences en Aquitaine ont-elles aussi réduit leur voilure au cours de cette période.
En 2009, le bâtiment et les travaux publics se différencient dans le rapport entre le nombre d’entreprises et les effectifs salariés. En effet, les chantiers exigent des compétences qui ne se trouvent souvent que dans des groupes de taille nationale ou dans des PME locales. Aussi, les travaux publics se caractérisent par un petit nombre d’entreprises, moins de 400, qui utilisent un peu plus de 5 000 salariés. À l’inverse, le bâtiment se définit par une atomisation des entreprises, tout en créant des emplois salariés dans quelques branches de la construction. La moitié des entreprises du bâtiment n’ont pas de salariés, 43 % utilisent de 1 à 9 salariés et seulement 6 % des établissements disposent de plus de 10 salariés. Le secteur de la construction demeure celui ou l’artisanat et la très petite entreprise joue un grand rôle. Cette différenciation est relative pour les entreprises identifiées TP car les plus importantes interviennent à la fois dans les TP et dans le bâtiment proprement dit.
Les effectifs salariés de la construction se répartissent en trois grandes catégories d’importance très inégale. Les métiers de la production totalisent, en 2009, près de 55 000 salariés dont près de 10 000 dans la maçonnerie. Techniciens et encadrement de chantiers mobilisent près de 10 000 salariés ; les techniciens comptent pour un tiers de ce total, suivis par les chefs de chantiers et les conducteurs de travaux. À noter le petit nombre d’ingénieurs, moins de 500. Enfin, la profession emploie des administratifs et des commerciaux, plus de 10 000 salariés en 2009. Il s’agit presque exclusivement d’administratifs puisque les commerciaux sont moins de 1 000.
Les métiers de la production dans la construction se dispersent en 19 branches, sans compter que certains salariés n’entrent dans aucune de ces catégories. Cette spécialisation très importante des corps de métiers explique aussi en partie l’importance des artisans qui travaillent seuls, dans la construction, l’aménagement et l’entretien des maisons et des appartements. Comme mentionné, ce sont les maçons qui sont les plus nombreux : près de 5 000 entreprises en Aquitaine, dont une moitié sans salariés, et 8 200 salariés en 2009. Viennent en seconde position, pour le nombre de salariés, 4 000, mais également par le nombre d’entreprises, les peintres en bâtiment ; le caractère artisanal est encore plus prononcé que pour la maçonnerie tant est important le nombre d’artisans sans salariés. Suivent ensuite, avec de 2 000 à 3 000 salariés chacun, électriciens, menuisiers, charpentiers et conducteurs d’engins.
L’Aquitaine compte tout de même quelques grandes entreprises dans le BTP. Les quatre premières par le chiffre d’affaires de 100 à 200 millions d’euros sont toutes des agences de grand groupe qui coiffent un territoire correspondant au Grand Sud-Ouest depuis Bordeaux. En fait, il faudrait ajouter à ces quatre, l’entreprise Spie (Société parisienne pour l’industrie électrique) basée à Toulouse pour la gestion du Grand Sud de l’Atlantique à la Méditerranée. En ce qui concerne les grands groupes qui ont choisi d’installer à Bordeaux leur bureau régional, on relève dans l’ordre Eiffage TP et construction, DV Construction filiale régionale de Bouygues Construction, SCREG Sud-Ouest filiale de Colas et Eurovia filiale de Vinci. Ces deux dernières affaires étant plus spécialisées dans les réseaux routiers. À noter que la SCREG est née en Gironde à l’initiative d’un commerçant bordelais qui a créé en 1917 la Société Chimique de la Gironde qui proposait un bitume pour les routes. C’est en 1964 que la firme devient SCREG (Société chimique routière et d'entreprise générale) en raison de son ouverture vers les TP. La crise pétrolière pousse ensuite la SCREG à intégrer un plus grand groupe en passant sous le contrôle de Colas.
Le groupe girondin Fayat appartient à ses grandes entreprises et réalise désormais hors de l’Aquitaine l’essentiel de son activité. L’entreprise est née à Libourne après la Seconde Guerre mondiale. Par croissance interne, mais surtout externe en prenant le contrôle d’autres affaires du BTP dans les autres régions françaises notamment en Île-de-France (Razel et ses 4 500 salariés), en Languedoc et en PACA, Fayat est devenu un groupe qui se classerait en quatrième position en France derrière Vinci, Bouygues et Eiffage. Le groupe Fayat, présent aussi à l’international, compte plus de 15 000 salariés, dont les deux tiers opèrent dans ce qui reste le cœur du métier de la firme, la construction et les TP.
Parmi les autres grandes entreprises du BTP, relevons deux affaires principalement régionales : IGC et Mas. Elles ont un chiffre d’affaires voisin de 80 millions d’euros et emploient de 200 à 400 salariés. IGC, installée à Beychac-et-Caillau sur la RN 89, se définit comme un constructeur de maisons individuelles (près de 1 500 en 2010). À l’origine de Mas, la construction d’infrastructures industrielles sur le bassin de Lacq. Cette firme spécialisée dans les travaux publics, s’est ensuite diversifiée dans la construction, élargissant sa zone géographie au Grand Sud de la France et un peu à l’étranger. Avec 400 salariés en Aquitaine et plus de 700 au total, ce groupe est un des plus importants parmi ceux qui ont une identité régionale.

##### La répartition des emplois est fonction de la taille des villes
Sur environ 100 000 emplois dans le secteur de la construction, 81 000 se situent, selon le recensement de l’INSEE, dans les aires urbaines. Il ne peut en être autrement tant le BTP relève de ce qu’on dénomme une activité présentielle mise en œuvre localement pour satisfaire la population résidente ou de passage. À ce titre, la carte de l’emploi dans le BTP au sein des aires urbaines est une copie parfaite de celle de la hiérarchie urbaine.
Encore une fois, avec près de 34 000 emplois, la métropole régionale domine toutes autres agglomérations d’Aquitaine puisque Pau et Bayonne suivent avec 7 000 à 8 000 emplois chacune, devançant elles-mêmes largement les villes moyennes suivantes : Périgueux, Agen, Bergerac, Dax (2 000 à 3 000 chacune)… L’aire urbaine de Bordeaux seule représente 1/3 de l’emploi total du secteur de la construction en Aquitaine, mais la part de Bordeaux rapportée à l’ensemble des unités urbaines grimpe à plus de 40 %. Les trois premières unités urbaines d’Aquitaine, Bordeaux-Pau-Bayonne, regroupent la moitié des actifs du BTP et cette part s’envole à 61 % quand on ne considère que l’ensemble des unités urbaines. Dernière observation qui conforte les précédentes, les neuf premières unités urbaines d’Aquitaine totalisent 65 % des emplois du secteur de la construction et concentrent 80 % de l’emploi du BTP dans les aires urbaines.
La suprématie de Bordeaux doit se mesurer également qualitativement en liaison avec la présence de directions régionales pour les plus grandes entreprises du BTP. Ainsi, Vinci qui est le leader mondial dans ce domaine dispose de quatre directions régionales : Vinci Énergies, Vinci Facilities, Vinci construction et Eurovia. Il n’est pas fortuit d’observer que le groupe s’est installé à Mérignac en relation avec l’offre de bureaux dans cette commune et la proximité de l’aéroport. Ajoutons qu’Eurovia contrôle désormais l’entreprise Signature à Urrugne (64). Bouygues qui occupe la seconde place mondiale possède deux directions régionales avec Bouygues immobilier dont le siège est dans un immeuble des bassins à flot et DV Construction localisée à Mérignac. Enfin, Eiffage est très présent dans l’aire urbaine de Bordeaux avec huit établissements dont deux directions régionales, celle de l’énergie et de la Construction. Ajoutons, que l’entreprise locale Fayat participe à ce rayonnement de Bordeaux.

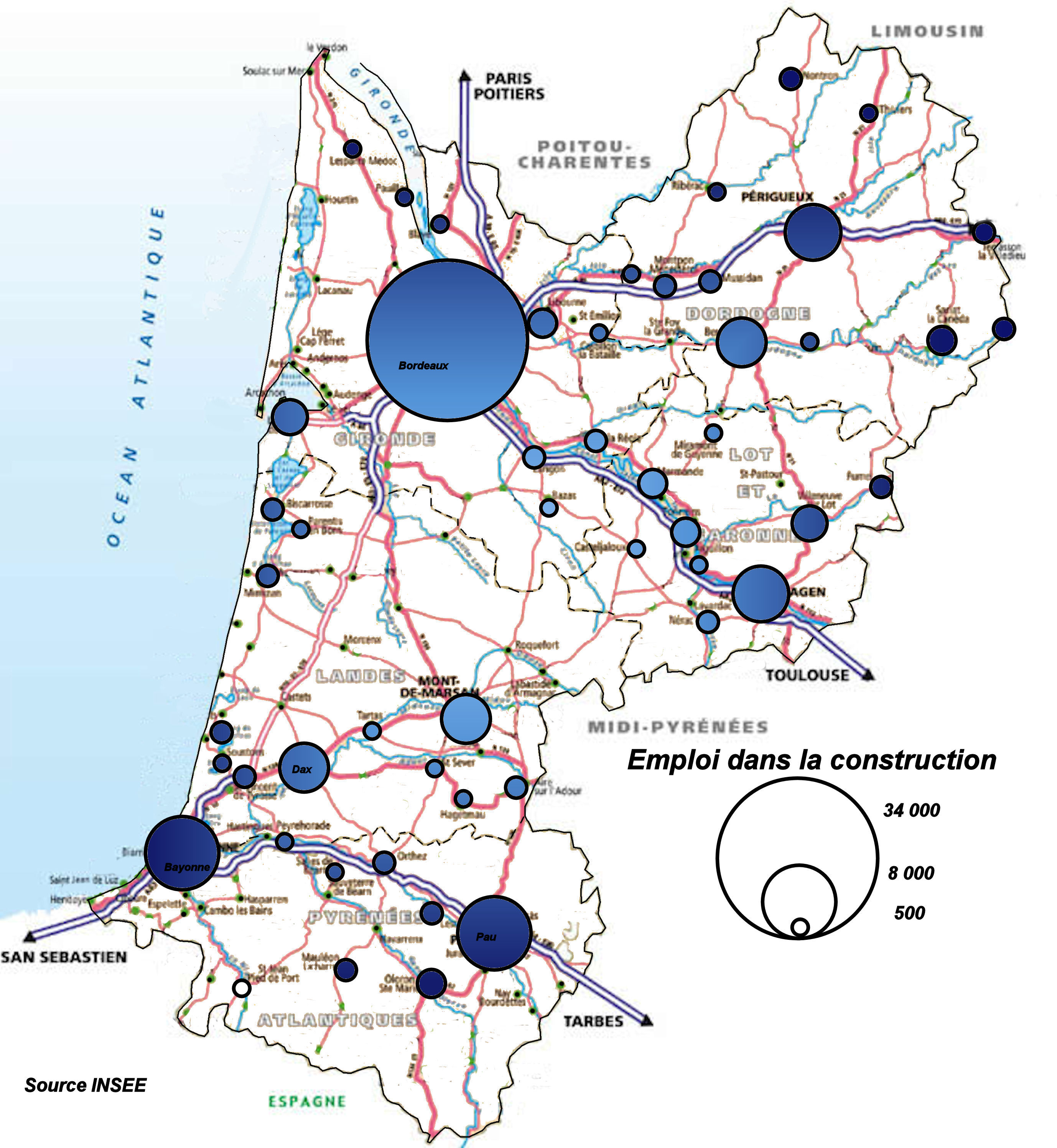
Les emplois du BTP par aires urbaines en Aquitaine en 2008.

Selon l’INSEE, entre les recensements de 1999 et 2008, le secteur de la construction a créé 24 000 emplois. Il s’agit d’une période particulièrement faste venant après la crise du début des années 1990 alors que le dernier recensement ne prend pas en compte les effets de la crise financière et économique actuelle. Rares sont les aires urbaines qui perdent des emplois pendant cette même période et il s’agit de petites aires urbaines comme Lesparre, Salies-de-Béarn ou encore Miramont-de-Guyenne. Si toutes autres enregistrent des gains, on notera que le solde est d’autant plus favorable que la taille de l’aire urbaine est importante. Ainsi, l’aire urbaine de Bordeaux a accru ses effectifs dans le BTP de 11 500 emplois, suivis par les aires urbaines de Bayonne (2 600), Pau (1 800), Périgueux et Agen (1 000 chacune). Non seulement l’agglomération bordelaise concentre pratiquement la moitié des nouveaux emplois apparus entre 199 et 2008, mais les cinq premières aires urbaines en totalisent presque les trois quarts.
Pour autant, la part du secteur de la construction est en général inférieure à 10 % de l’ensemble des actifs même si cette part a progressé dans presque toutes les aires urbaines sous l’effet d’un double mécanisme : augmentation des emplois dans le BTP et recul des effectifs dans l’industrie. Il conviendrait également de faire pour chacune des aires urbaines une analyse fine pour dégager le dynamisme d’une ou plusieurs entreprises locales. Un classement des aires urbaines en fonction du pourcentage des emplois du secteur de la construction dans le total de l’emploi fait ressortir que son poids est d’autant plus fort que l’aire urbaine est de taille modeste. Quatre aires urbaines comptent 10 % et plus d’emplois dans le BTP : Mussidan (20 %), Tonneins et Souillac (12 % chacune) Biscarrosse et Aiguillon (10 à 11 % chacune). Dans les très grandes aires urbaines, la part du BTP est de 7 % en moyenne.

### Secteur tertiaire

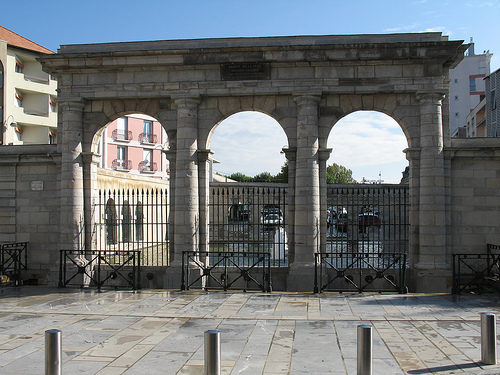
Fontaine chaude ou Source de la Nèhe à Dax.

Le patrimoine architectural, gastronomique, culturel et naturel de l’Aquitaine attire de nombreux touristes. Biarritz et Arcachon sont des stations balnéaires à la réputation déjà ancienne. Mais le tourisme balnéaire tend à gagner toute la côte et concerne encore Hendaye, Saint-Jean-de-Luz, Capbreton, Hossegor, Vieux-Boucau-les-Bains, Mimizan-Plage, Biscarrosse-Plage, Lacanau et Soulac. La renommée de territoires tels le Pays basque, le Périgord, la Dordogne, le Bordelais n'est plus à faire et il en est de même pour des espaces naturels tels que la dune du Pilat, les plateaux calcaires du Quercy, les Landes de Gascogne et les Pyrénées.
Le thermalisme a une importance économique à travers les onze stations thermales que compte l’Aquitaine, en particulier à Dax (la première ville thermale de France) et Saint-Paul-lès-Dax.

## Éducation

### Enseignement supérieur
- Communauté d'universités et établissements d'Aquitaine.
- Université de Bordeaux.
- Université Bordeaux Montaigne.
- Université de Pau et des Pays de l'Adour (UPPA), dispose de plusieurs sites : Pau, Bayonne, Tarbes et Mont-de-Marsan.
- Voir aussi l'article Bordeaux, chapitre « Enseignement ».

## Démographie

### Population
(mai 2016).
Au recensement de 2013, l’Aquitaine compte 3 316 889 habitants ce qui témoigne d’une augmentation démographique persistante, après la dépopulation enregistrée pendant la seconde moitié du XIXe siècle et la première partie du XXe siècle. L’Aquitaine est redevenue attractive car c’est le solde migratoire favorable qui porte la croissance retrouvée.

#### Dépopulation pendant près d’un siècle (1851-1954)
Alors que de 1801 à 1851, l’Aquitaine a gagné un peu plus de 400 000 habitants, la seconde moitié du XIXe siècle est marquée une modeste progression de la population, de l’ordre de 60 000 individus. Deux mécanismes permettent de comprendre ce ralentissement. Tous les départements sont affectés par une baisse significative des naissances en raison d’un certain malthusianisme pratiqué par presque toutes les classes sociales, mais plus significativement au sein de la population rurale alors nettement dominante. D’autre part, l’exode rural commence à affecter les campagnes, heureusement au profit principalement de la ville de Bordeaux portée par la croissance de son économie et de son port, ce qui permet à l’Aquitaine de stabiliser, en légère croissance, sa population à 2 270 000 personnes en 1901.
On imagine sans peine les effets dévastateurs de la Première Guerre mondiale sur l’évolution de la population entre 1901 et 1921. Non seulement la période n’était pas propice à une reprise des naissances en raison des incertitudes politiques et économiques, mais de plus des milliers de jeunes aquitains sont partis au front, faisant chuter la fécondité familiale pendant le conflit, mais également après parce que bon nombre de ces jeunes adultes ont été tués. Le solde naturel devient fortement négatif sous le double effet d’une faible fécondité et d’une augmentation du nombre des décès pendant la Première Guerre mondiale. 

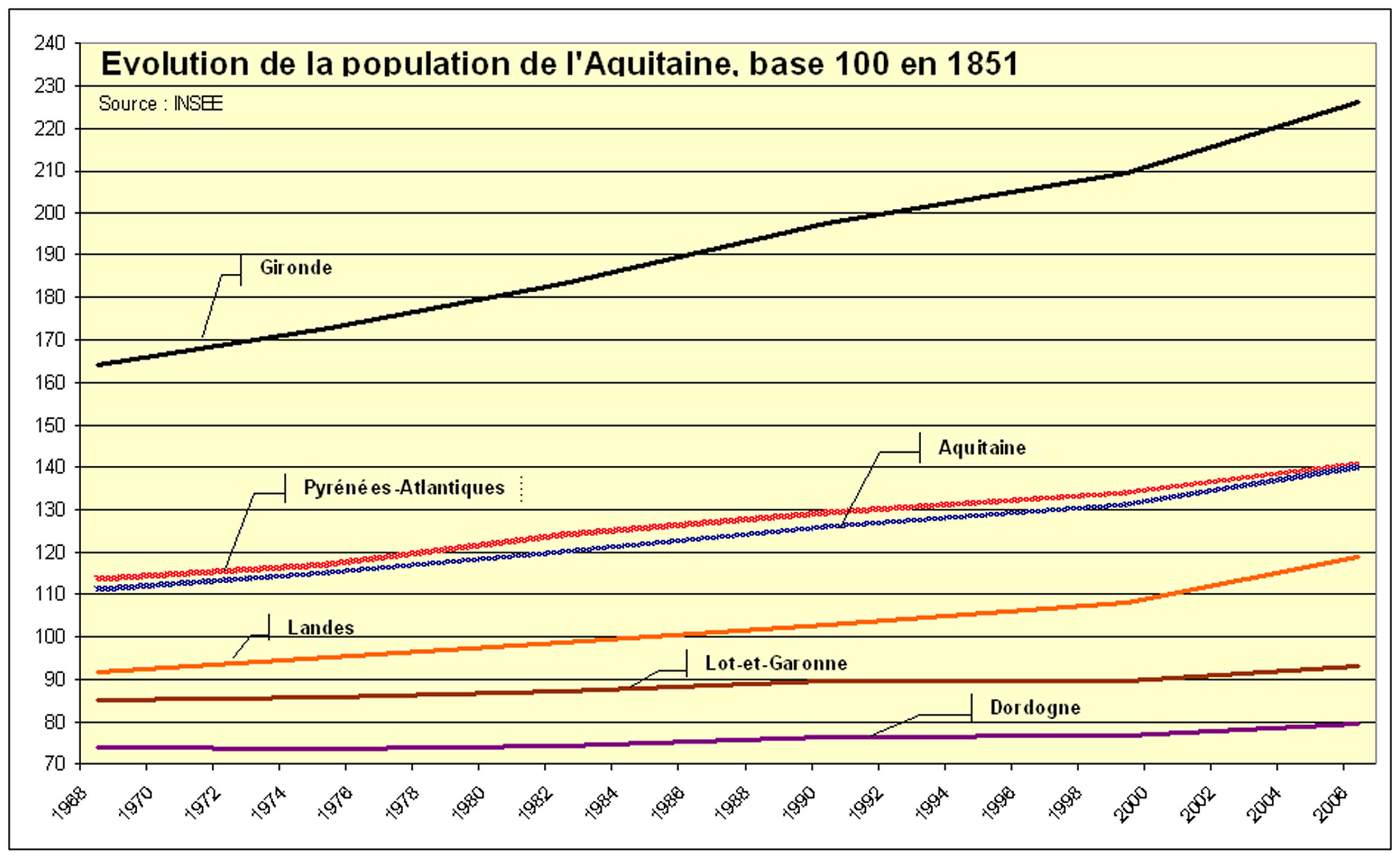
Évolution de la population en Aquitaine (base 100 en 1851).

Entre les deux guerres et pendant la Seconde Guerre mondiale, on a assisté à une légère reprise de la croissance de la population en Aquitaine. La région comptait 1 715 665 habitants en 1946. À cette évolution légèrement favorable deux explications : l’immigration et l’arrivée de français chassés par l’avancée de l’armée allemande. L’entre-deux-guerres a connu une première phase de repeuplement en faisant appel à des populations étrangères. Ce furent principalement des Italiens recrutés pour travailler dans des exploitations agricoles dépourvues de bras pour effectuer les travaux de la terre. Le Lot-et-Garonne a été la principale destination de ces italiens venus particulièrement de la plaine du Pô. Il convient d’y ajouter des Espagnols fuyant la guerre civile se déroulant dans leur pays. L’exode des habitants de la France du nord sous la poussée des troupes allemandes a conduit certains de ces réfugiés à se fixer pour une longue période en Aquitaine.
Au recensement de 1954, l’Aquitaine compte à nouveau 2 221 000 habitants, soit la même valeur qu’en 1851. Si la reprise démographique est réelle en raison notamment d’un renouveau de la fécondité et de la poursuite de courants migratoires, elle ne doit pas masquer que cet accroissement permet de retrouver tout juste le niveau atteint un siècle auparavant.

#### Redressement démographique des années 1960 à nos jours
À partir de 1954, l’Aquitaine enregistre régulièrement des gains de population : plus de 200 000 personnes entre 1954 et 1968, idem entre 1968 et 1982, 300 000 environ entre 1982 et 1999. Les trois millions d’habitants sont atteints au moment où on entre dans le XXIe siècle. Le recensement de 2006 fixe à près de 3 200 000 le nombre d’Aquitains.
Cette croissance s’accompagne de deux changements spectaculaires. Après des taux de croissance de la population en Aquitaine plus modestes que ceux de la plupart des autres régions, ce taux passe à 1 % annuellement, ce qui est mieux que la moyenne nationale (0,7 %) et place l’Aquitaine parmi les régions les plus dynamiques pour ce qui est de la croissance de la population, derrière le Languedoc-Roussillon et Midi-Pyrénées. Preuve que la moitié sud du pays est devenu aujourd’hui attractive. En effet, ce taux de croissance repose principalement sur des apports migratoires. Ceci constitue le second changement spectaculaire. L’Aquitaine, malgré les gains de population, demeurait une terre de départ pour les plus jeunes qui allaient chercher des emplois dans les régions les plus dynamiques, région parisienne en tête. Si aujourd’hui, les 20 à 25 ans continuent d’avoir un solde négatif en raison de départs supérieurs aux arrivées, il n’en est plus de même pour les autres tranches d’âges et on ne peut plus dire que l’Aquitaine accueille seulement des retraités retournant au pays.
Ce redressement ne doit pas occulter que sur le plan de la densité, l’Aquitaine, avec 76 habitants au km2, demeure très en deçà de la moyenne nationale proche de 100. De plus, cette croissance est inégalitaire.

#### Le poids de la Gironde s'accroît régulièrement

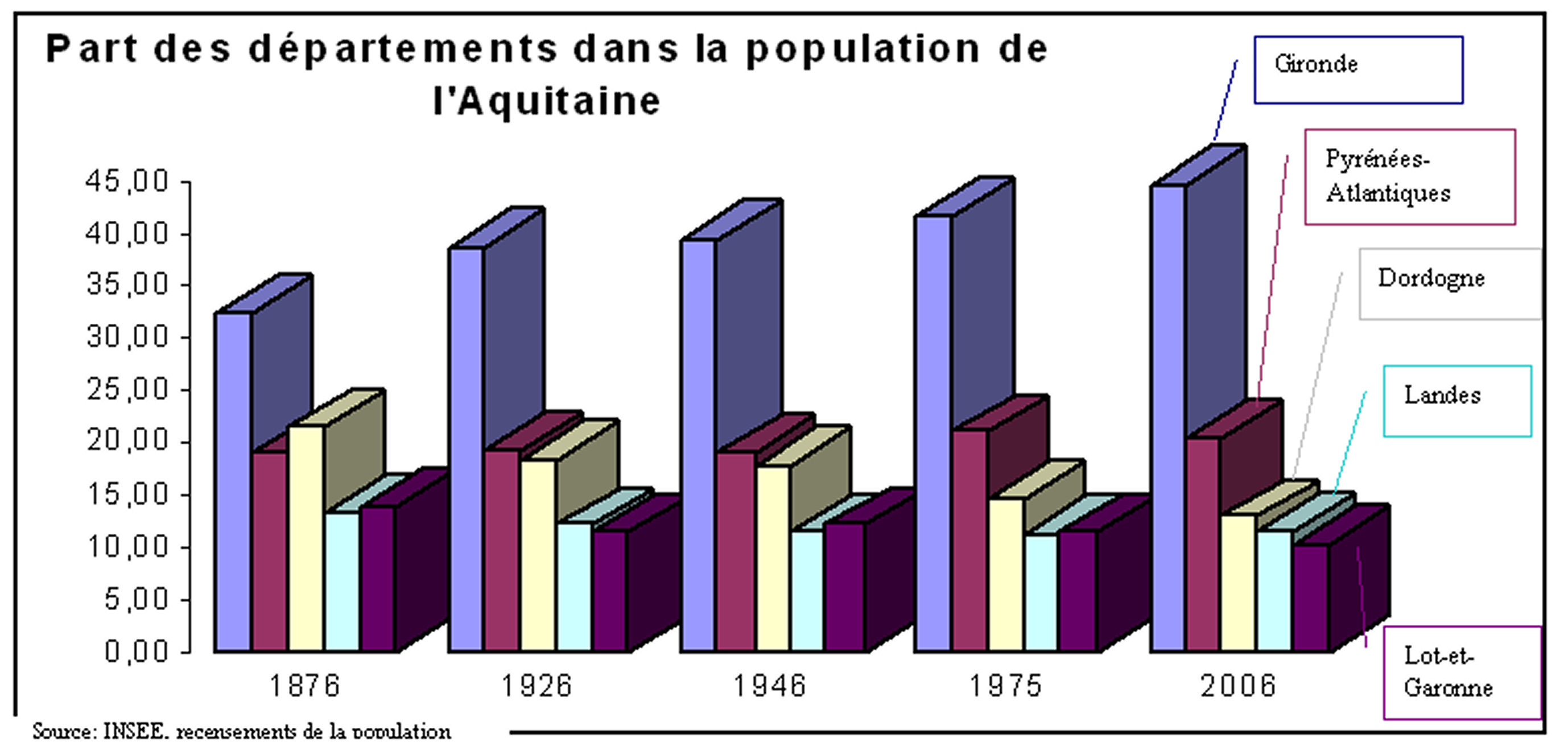
Part de chaque département dans l’évolution de la population en Aquitaine (1876-2006).

Un premier graphique « la population en Aquitaine, base 100 en 1851 », permet d’apprécier les différentes trajectoires de croissance des départements aquitains. 1851 étant l’année du maximum pour tous les départements, observons les évolutions par rapport à cet optimum qui est suivi d’une phase de dépopulation pour l’Aquitaine. Les situations sont très contrastées.
La Gironde caracole en tête avec un indice qui passe de 100 à près de 230, soit plus de 100 % de taux de croissance. Alors que le reste de l’Aquitaine souffre de dépopulation, la Gironde continue de gagner des habitants. En dépit d’un très léger fléchissement entre 1990 et 1999, son taux de croissance reste régulier et très soutenu dans la période récente. Il est évident que cette situation est étroitement liée à la présence de l’agglomération de Bordeaux et à l’attractivité du littoral, notamment le bassin d’Arcachon. Ce point sera évoqué plus loin.
Deux départements, les Pyrénées-Atlantiques et les Landes, comptent désormais plus d’habitants qu’en 1851. Toutefois, le taux de croissance de 20 % pour les Landes et de 30 % pour les Pyrénées-Atlantiques reste très en deçà de celui atteint par la Gironde. De plus, au début des années 1980, les Landes n’avaient pas retrouvé leur niveau de 1851. Durant les dix dernières années, le taux de croissance de ces deux départements ne faiblissent pas tant ils sont favorisés par l’attractivité de leur littoraux et dans le cas des Landes par la proximité de l’agglomération de Bayonne.
Les deux derniers départements aquitains, Lot-et-Garonne et Dordogne, n’ont toujours pas retrouvé leur niveau de population de 1851, malgré des taux de croissance favorables. À cela deux raisons principales. Fortement agricoles au moment de la dépopulation, dépourvus de grandes villes, ils ont enregistré les régressions de population les plus fortes, plus de 100 000 habitants de moins chacun entre 1851 et 1936. Dans les années suivantes, le taux de croissance redevenu positif demeure trop faible pour compenser de si lourdes pertes. D’autant que ces deux départements sont touchés par un exode rural amplifié durant la période des « Trente glorieuses »
Ces inégalités sur le plan de la croissance expliquent que le poids démographique de la Gironde est en constante augmentation et cela ressort clairement dans le graphique « Part des départements dans la population de l’Aquitaine ». Alors que le « poids » démographique était de l’ordre de 33 % en 1876, il atteint presque 45 % en 2006. Seules les Pyrénées-Atlantiques accroissent leur part, mais de manière moins significative. Gironde et Pyrénées-Atlantiques regroupent en 2006 près des deux tiers de la population de l’Aquitaine. Pendant ce temps la part des autres départements régresse continuellement, à l’exception des Landes à condition que la forte croissance observée durant la dernière décennie pour ce département se poursuive dans les années qui viennent. En tout cas, Dordogne, Landes et Lot-et-Garonne, ne rassemblent plus qu’un tiers des habitants de l’Aquitaine contre 50 % en 1876.

#### Le croît naturel joue désormais un rôle modeste dans cette croissance

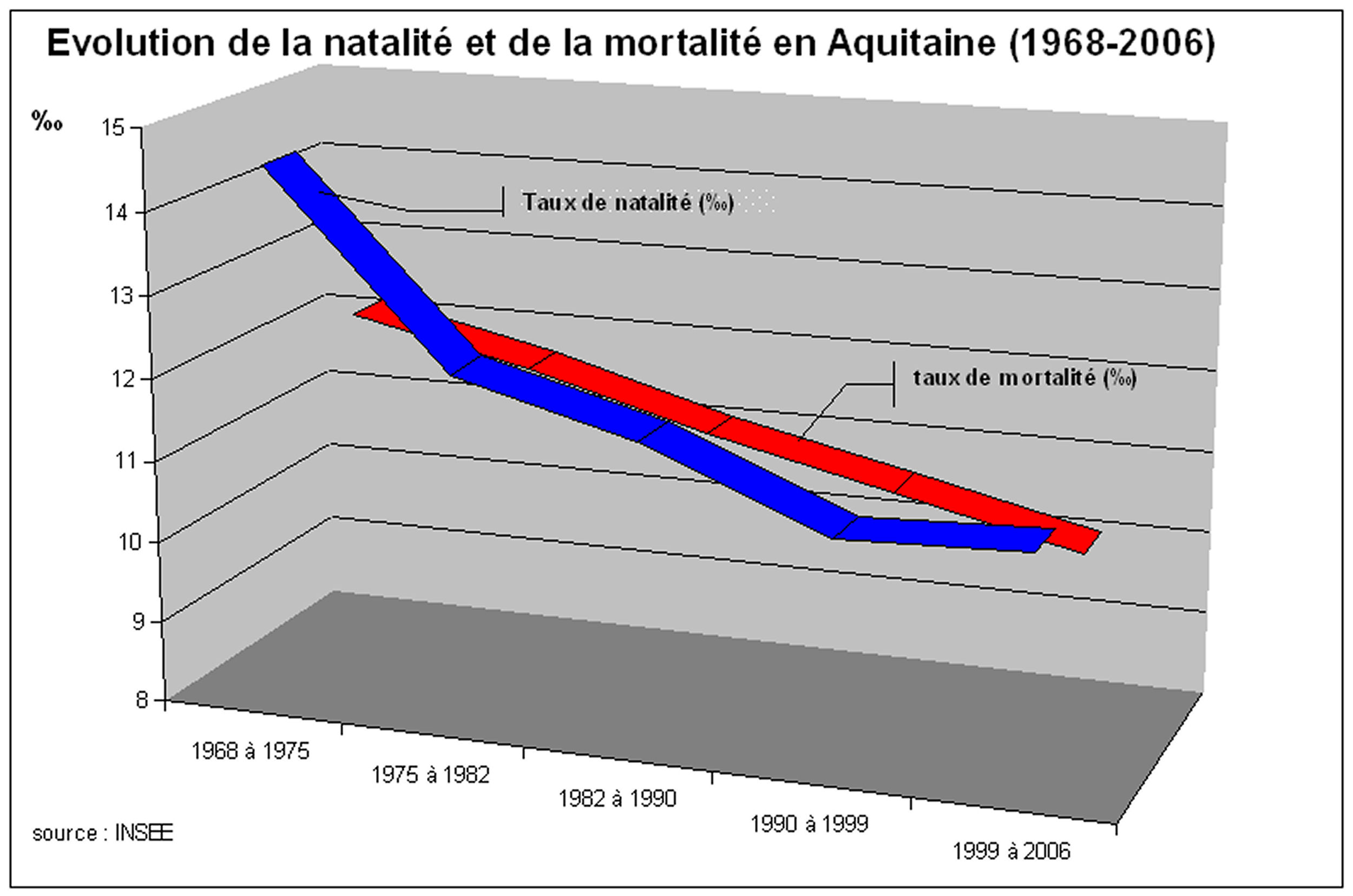
Évolution des taux de natalité et de mortalité en Aquitaine (1968-2006)).

Au même titre que la France, l’Aquitaine enregistre une reprise de la natalité après la Seconde Guerre mondiale. Même si cette reprise est moins forte que pour la France entière, les taux de natalité sont désormais suffisamment élevés pour permettre de dégager un solde naturel positif. Encore évalué à 14 ‰ dans les années 1969, le taux de natalité plonge à 11 ‰ dans la décennie suivante (on se reportera au graphique « évolution de la natalité et de la mortalité en Aquitaine ») si bien que le solde naturel s’amenuise rapidement, avant de devenir négatif dans les années 1980 et 1990, en débit de la baisse régulière du taux de mortalité. La décennie actuelle amorce un renouveau des naissances ce qui s’accompagne d’un solde naturel à nouveau positif. 

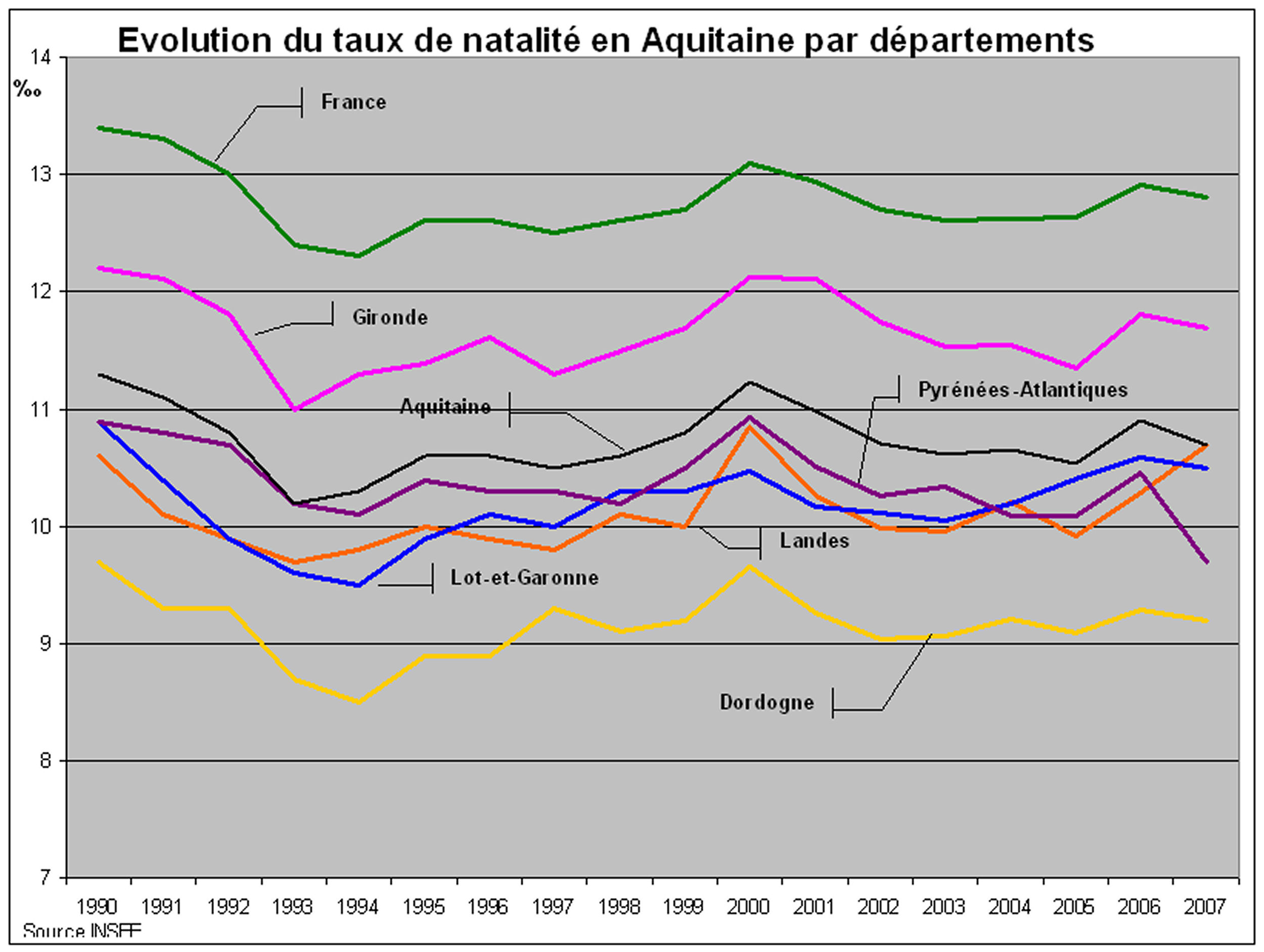
Évolution du taux de natalité par départements en Aquitaine.

On se doute que les départements de l’Aquitaine participent à ses évolutions de manière très différenciée. Le graphique « Évolution du solde naturel en Aquitaine par départements (‰) » permet de dégager plusieurs tendances au cours des dernières années. Du fait de naissances moins nombreuses en Aquitaine, le solde naturel pour ‰ est inférieur de deux points à celui de la France entière. Seule la Gironde se rapproche du comportement national. Un groupe de trois départements, Landes – Lot-et-Garonne – Pyrénées-Atlantiques, présentent des évolutions comparables avec des soldes naturels presque toujours négatifs, sans toutefois générer de graves déficits. La Dordogne, enfin, se signale à la fois par son faible taux de natalité et sa plus forte mortalité, ce qui se traduit par un déficit naturel négatif compris supérieur à −3 ‰. 

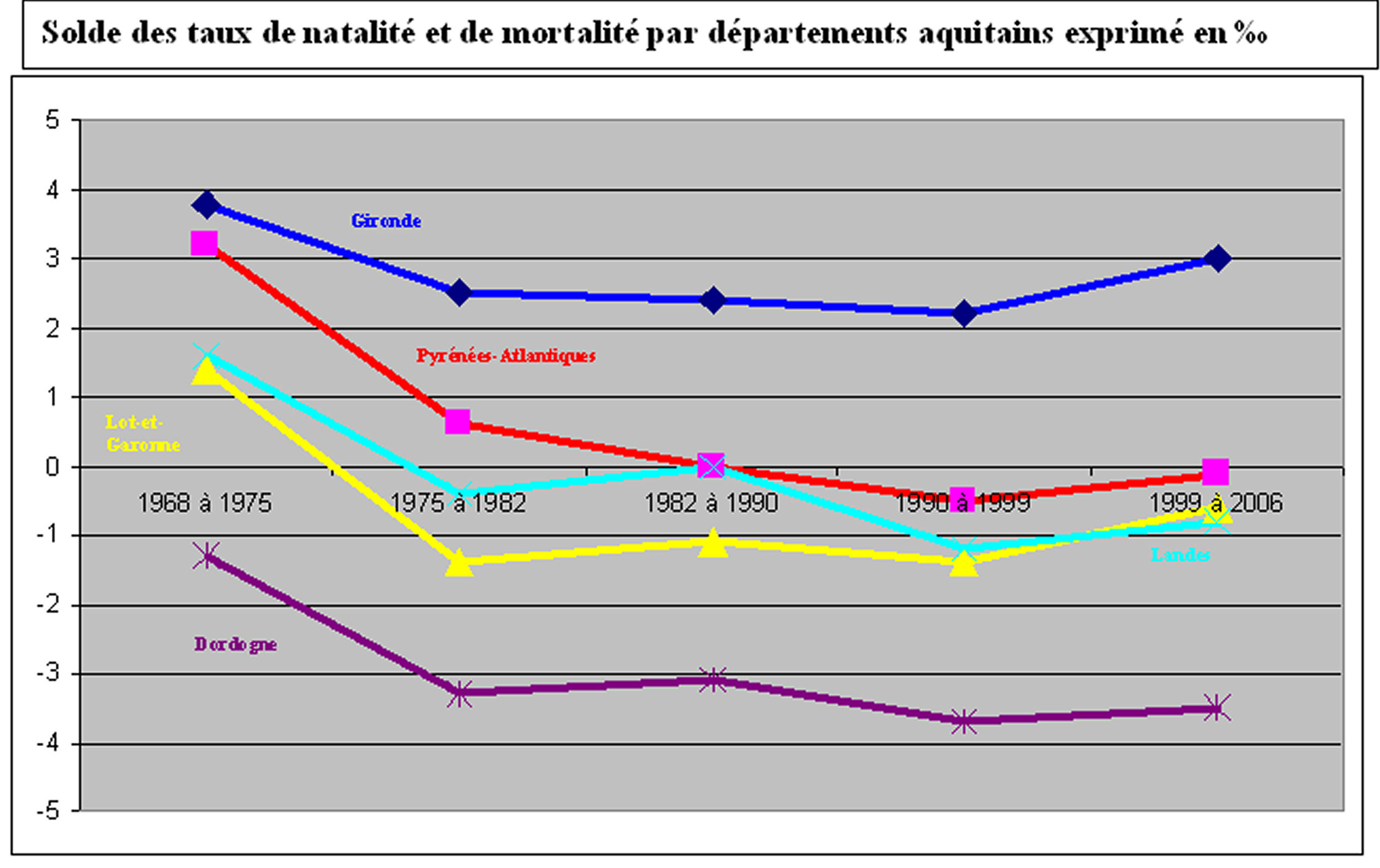
Solde des taux de natalité et de mortalité pour les départements de l’Aquitaine, exprimé en ‰ (1968-2006).

Une fois de plus, ce sont les comportements démographiques observés en Gironde qui assurent à l’Aquitaine un gain des naissances sur les décès. Si on prend en compte les données pour 2008, le solde naturel positif (+4 862) de la Gironde compense à lui seul les pertes des autres départements (dont plus 1 000 personnes en Dordogne) de telle manière que l’Aquitaine a gagné un peu moins de 3 800 personnes.
Pour comprendre les évolutions du croît naturel en Aquitaine, il faut faire intervenir deux grandes explications : la fécondité des ménages et la structure par âges.

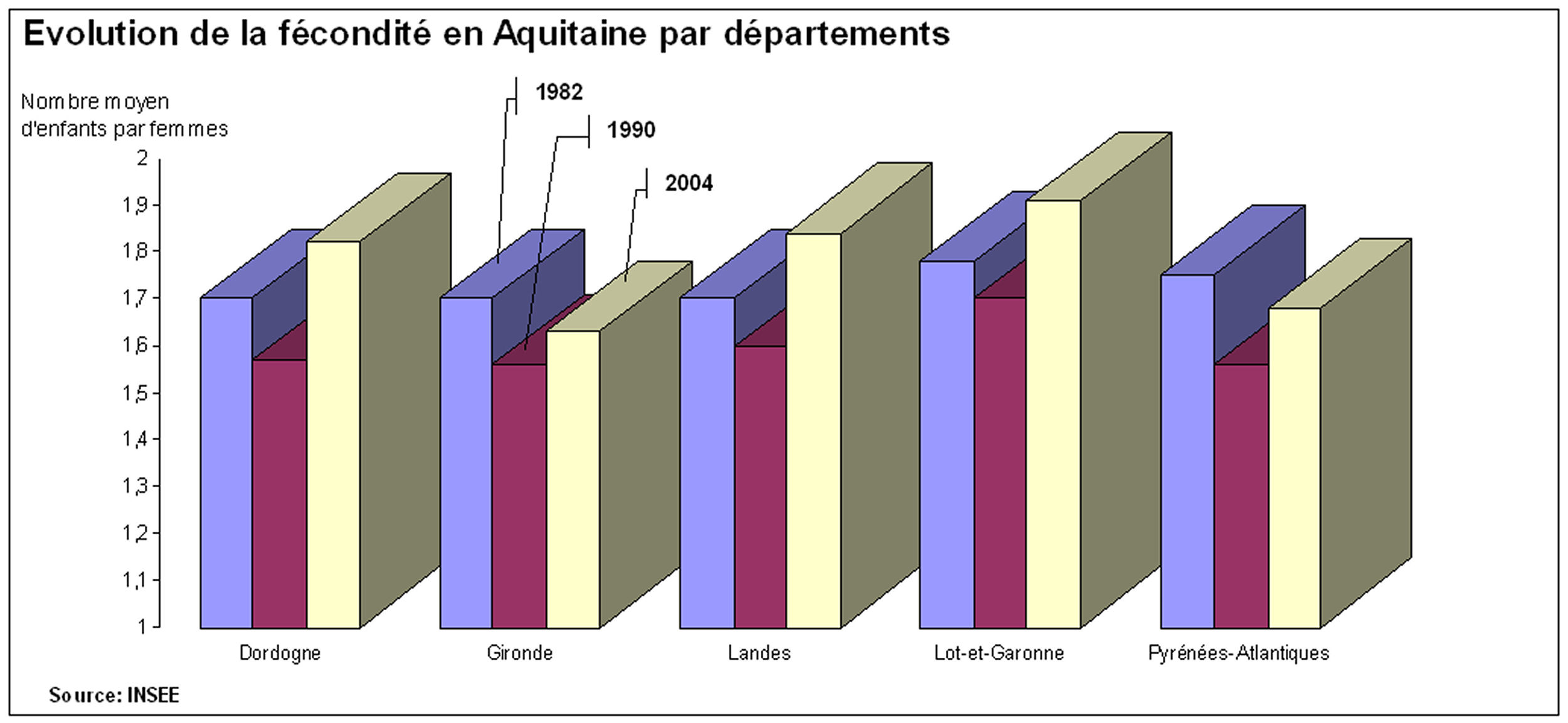
Évolution de la fécondité en Aquitaine par départements.

En ce qui concerne la fécondité des ménages, l’Aquitaine continue de se démarquer en ayant un indice (nombre d’enfants par femme en âge de procréer) inférieur à celui de la moyenne en France. En 1982, le taux de fécondité de l’Aquitaine était de 1,7 enfant par femme en âge de procréer contre 1,9 pour la France entière. Cet écart est identique en 2006.
Les choses se compliquent quand on observe les résultats par département (voir le graphique). En effet, le taux de fécondité, supérieur à 1,8, est plus élevé dans les départements les plus ruraux, alors qu’il est plus faible dans les départements les plus urbanisés, les Pyrénées-Atlantiques et surtout la Gironde, où le taux de fécondité est inférieur à 1,7.
La structure par âges est finalement l’élément le plus déterminant dans l’évolution du croît naturel dans les départements aquitains. En raison du départ des plus jeunes adultes, du maintien des personnes âgées et de l’arrivée de retraités, les départements les plus ruraux vieillissent. Et quels que soient les progrès réalisés en matière de soins, la présence d’une forte proportion de personnes âgées induit un taux de mortalité élevé comme on l’a montré notamment pour la Dordogne.

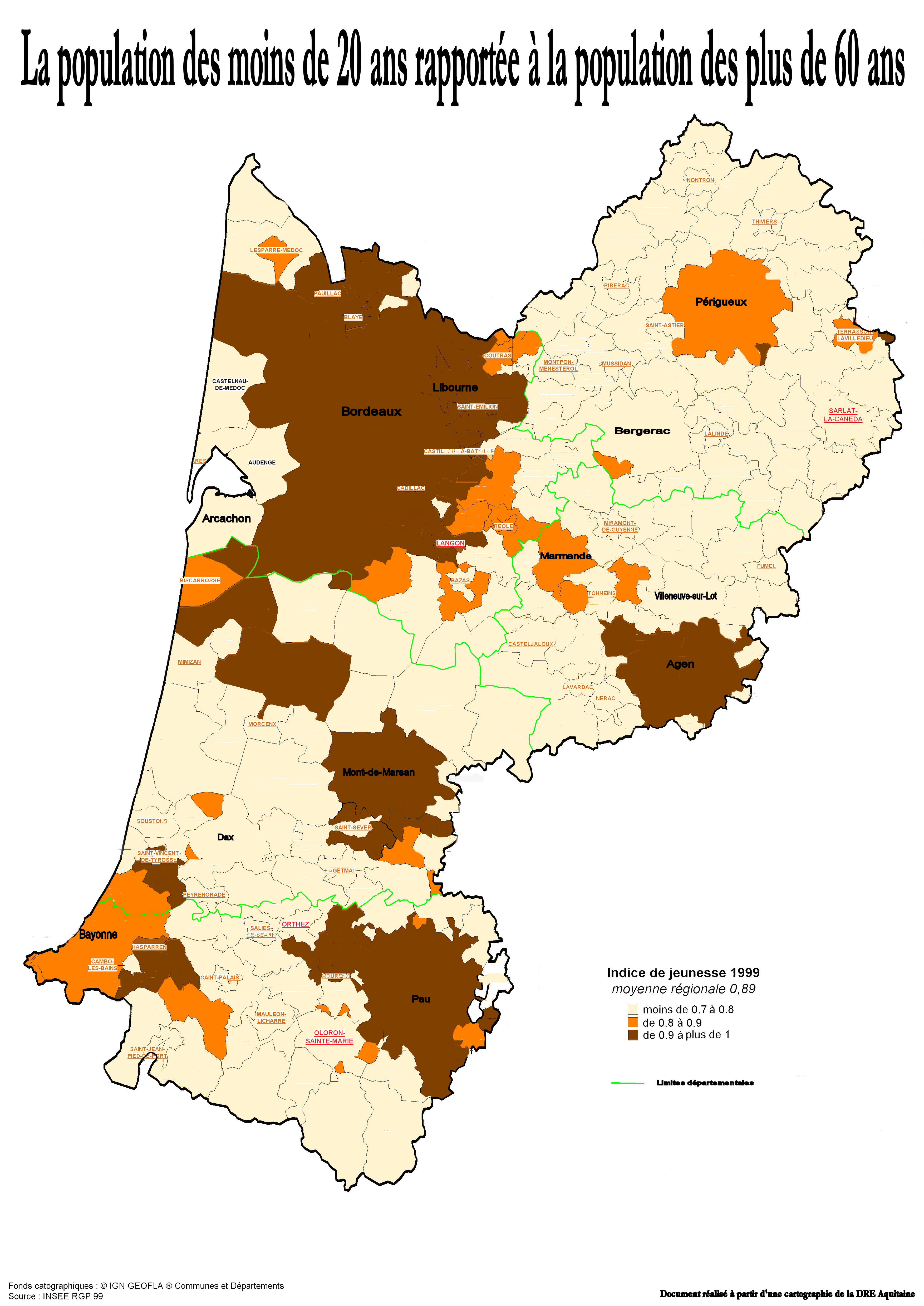
La population de moins de 20 ans rapportée à celle de plus de 60 ans en Aquitaine (1999).

En faisant le rapport des moins de 20 ans sur les plus de soixante ans, on dresse la carte de l’indice de jeunesse des différentes zones de l’Aquitaine (voir la figure). Ainsi se détachent, en raison de leur indice de jeunesse très favorable, les grandes agglomérations de la région Aquitaine. Malgré une fécondité plus basse que l’ensemble de l’Aquitaine, l’aire urbaine de Bordeaux dégage un solde naturel important. À noter cependant que Périgueux et Bayonne ont un indice moins favorable. Périgueux en raison du vieillissement plus prononcé et Bayonne probablement à cause de l’arrivée de retraités sur le littoral basque. C’est aussi pour cette raison que l’aire urbaine d’Arcachon a un solde naturel négatif.
Les départements qui ont conservé un caractère plus rural, Dordogne, partie intérieure des Landes et Lot-et-Garonne, sont affectés par le vieillissement de la population, ce qui induit des taux de mortalité élevés qui ne compensent pas les naissances.

#### Attractivité actuelle de l'Aquitaine en matière de migrations résidentielles
L’Aquitaine a été jusqu’aux années 1960 une terre de départs faute de pouvoir fixer sur son territoire sous-industrialisés tous ceux qui quittaient les campagnes. La situation s’inverse par la suite de telle manière que la part du solde migratoire dans la croissance totale de la population de l’Aquitaine s’accroît de plus en plus. Cette part du solde migratoire dans la reprise de la croissance démographique, était de 35 % dans les années 1960, de 60 % en moyenne dans les années 1970-1980 et de 90 %, parfois plus suivant les années, depuis 1990. En 2009, l’INSEE, sur la base d’estimation, fixe à 0,88 le taux annuel de croissance dû au solde migratoire pour les dix dernières années. À cette même date, à titre de comparaison, le taux moyen annuel pour la France entière est de 0,25. Cette accélération de l’excédent migratoire porte la croissance de la population en Aquitaine : durant les dix dernières années, 90 % des nouveaux habitants en Aquitaine sont issus du solde migratoire, soit plus de 260 000 personnes.

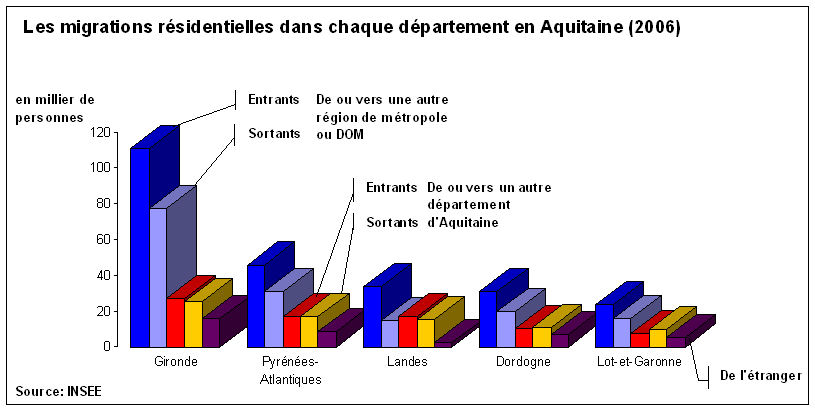
Les migrations résidentielles dans chaque département en Aquitaine (2006).

Cet excédent résultant des migrations résidentielles (changement de lieu de résidence) profite à tous les départements de l’Aquitaine, mais pas dans les mêmes proportions (voir le graphique).
La Gironde est le grand bénéficiaire de ces changements de résidence, puisqu’elle attire plus de 110 000 personnes contre 45 000 vers les Pyrénées-Atlantiques, de l’ordre de 30 000 en Dordogne et Landes, 23 000 en Lot-et-Garonne. C’est aussi la Gironde qui a le plus grand nombre de sortants. Pourtant, le différentiel entre entrants et sortants reste très favorable à la Gironde, qui gagne 30 000 nouveaux venus contre 15 000 au mieux dans les Pyrénées-Atlantiques et le Landes, moins encore en Dordogne et Lot-et-Garonne.
Cet excédent migratoire concerne toutes les tranches d’âges. Plus de la moitié des nouveaux Aquitains ont entre 30 et 59 ans, dont un tiers a moins de 45 ans. En venant en famille avec des enfants, ces derniers confortent la tranche d’âges de 5 à 14 ans, notamment dans les villes et plus particulièrement dans l’agglomération bordelaise. Seule la tranche des 20 à 29 ans enregistre un solde négatif en raison de départ de ces jeunes adultes vers des villes universitaires ou vers les pôles économiques plus attractifs. Pour cette raison des flux migratoires importants demeurent avec la région parisienne.

#### Des migrations internationales plus diversifiées
Un peu moins de 40 000 nouveaux Aquitains proviennent de l’étranger durant la période 1999-2006. Cet apport est modeste par comparaison avec le solde des migrations résidentielles, mais il s’inscrit dans une longue tradition d’immigration.
Compte tenu de l’arrivée d’immigrants européens, italiens principalement, l’Aquitaine pouvait apparaître comme une terre d’accueil au sortir de la Seconde Guerre mondiale. On y relevait 4,8 % d’étrangers, soit un peu plus que la moyenne en France. C’est à la fin des années 1950 que cette immigration reprend pour répondre aux besoins en main-d’œuvre dans les campagnes, au développement de l’industrie dans les villes et dans quelques centres mono industriels tel Fumel en Lot-et-Garonne, à la demande du bâtiment et des travaux publics en raison de la construction de logements dans des grands ensembles et d’infrastructures routières. Bénéficiant de sa proximité par rapport à la péninsule Ibérique, l’Aquitaine attire des Espagnols d’abord, puis des Portugais, enfin des Marocains et des Algériens. Cet apport migratoire atteint un pic dès la fin des années 1960, si bien que l’Aquitaine comptait 145 000 immigrés au recensement de 1975.
En raison de la crise économique liée au choc pétrolier, des restrictions à l’immigration appliquées par les différents gouvernements, les flux d’immigrés se ralentissent et surtout se diversifient. Les immigrants en provenance de l’Afrique subsaharienne, de Turquie, de pays asiatiques se font plus nombreux. S’y ajoutent de nouveaux venus de nationalité européenne, plus particulièrement les Britanniques qui s’installent, notamment, en Dordogne.

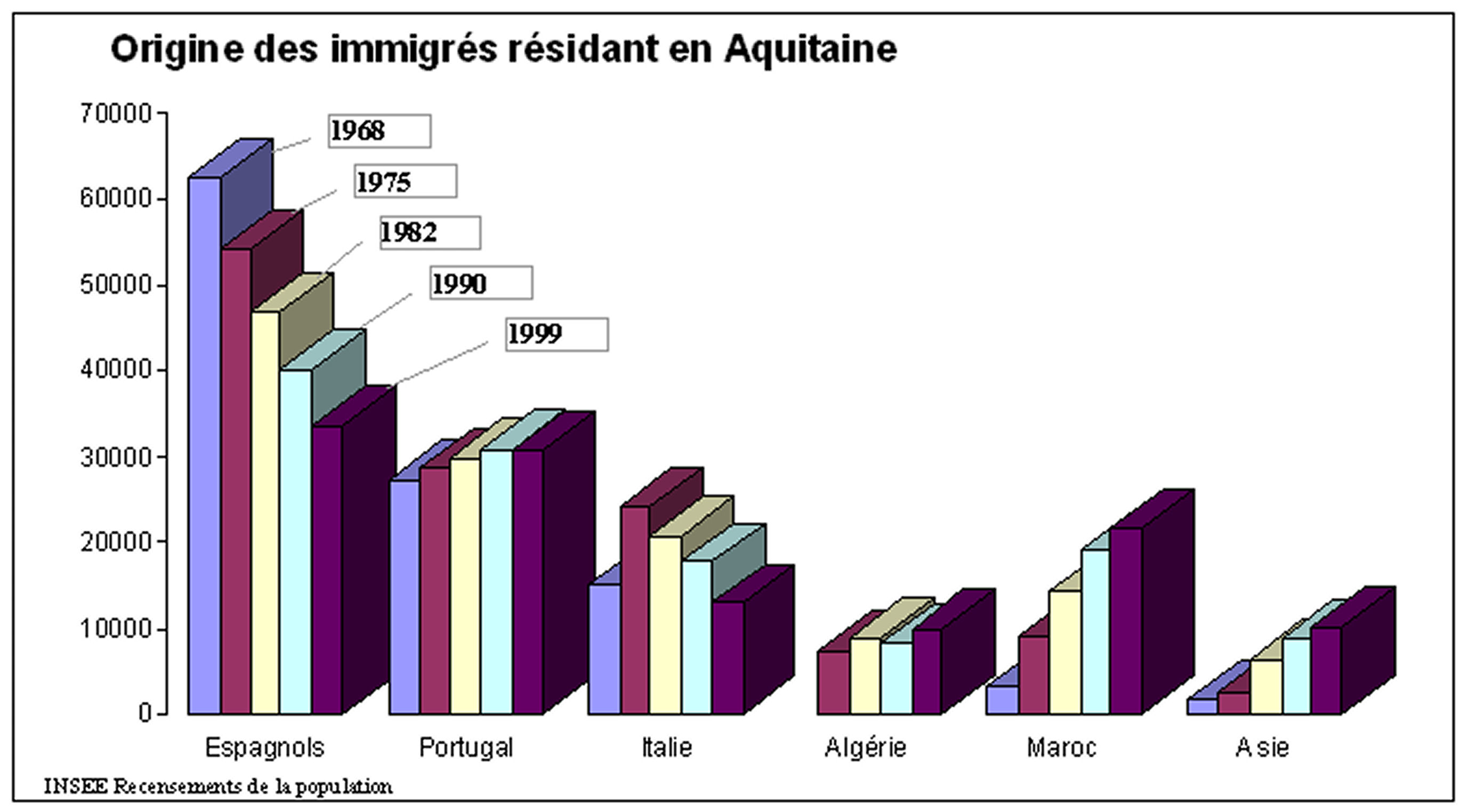
Origine des immigrés résidant en Aquitaine (1968-1999).

Les Espagnols sont de moins en moins nombreux en raison du choix de devenir français, des décès et de quelques retours au pays. Cela reste cependant la communauté étrangère la mieux représentée en Aquitaine. Les Portugais sont presque aussi nombreux désormais, mais les flux se tarissent. Le nombre d’Italiens régresse faute de nouvelles arrivées et en raison des décès dans une population qui vieillit et qui adopte la nationalité française. Les ressortissants asiatiques progressent également, mais dans des proportions moindres.

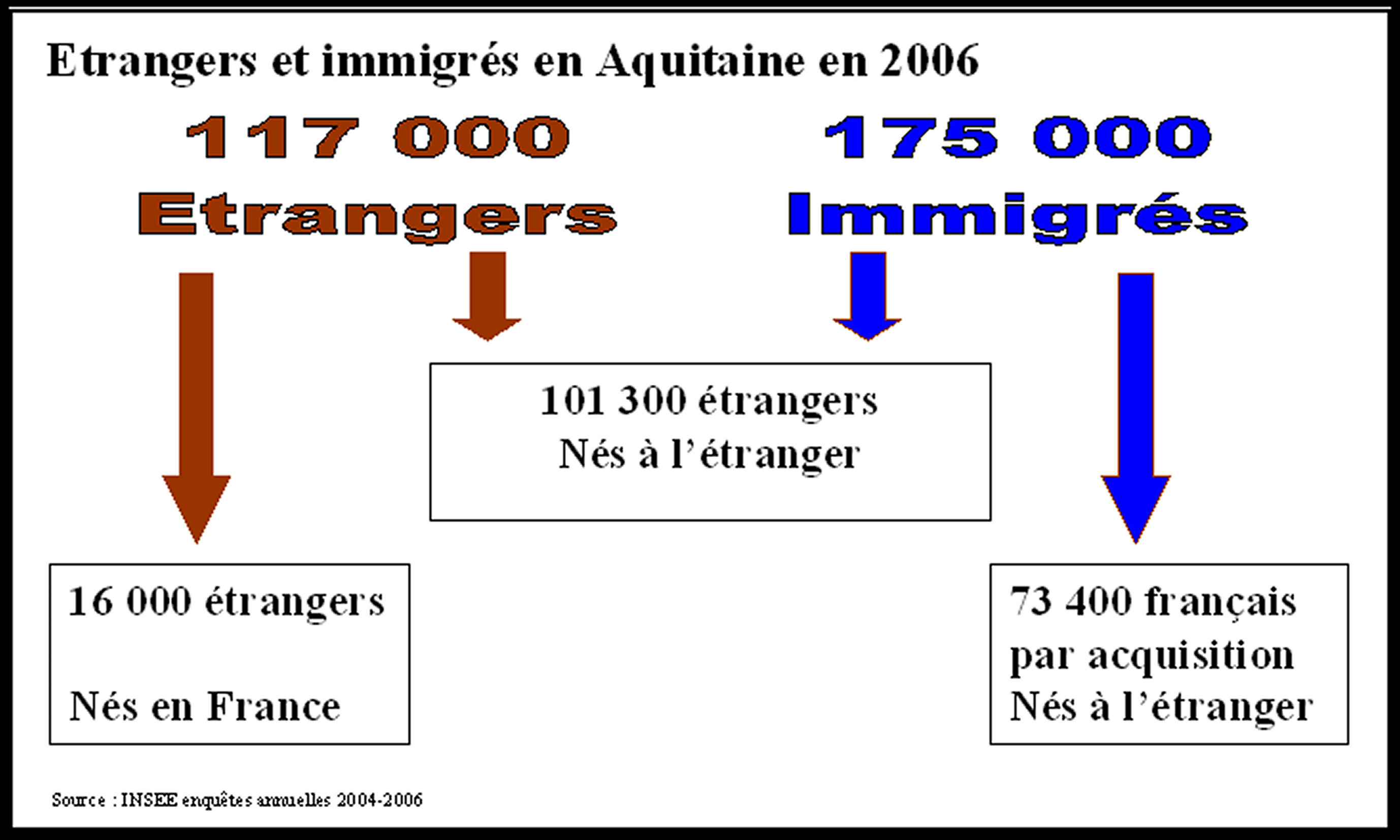
Étrangers et immigrés en Aquitaine (2006).

À ce stade il est nécessaire de faire la distinction entre immigrés et étrangers (se reporter au schéma). Selon le recensement de 2006, l’Aquitaine compte 175 000 immigrés, soit un peu plus de 5 % de la population totale de cette région. Sur ce nombre, plus de 70 000 nés à l’étranger ont acquis la nationalité française. Ce sont principalement les Espagnols et les Portugais qui font cette démarche, mais de plus en plus de personnes originaires du Maghreb font de même. Restent environ 101 300 immigrés considérés comme des étrangers parce qu’ils ont une autre nationalité que française. À cette valeur il convient d’ajouter les naissances parmi ces familles étrangères, ce qui porte à 117 000 la population étrangère en Aquitaine.

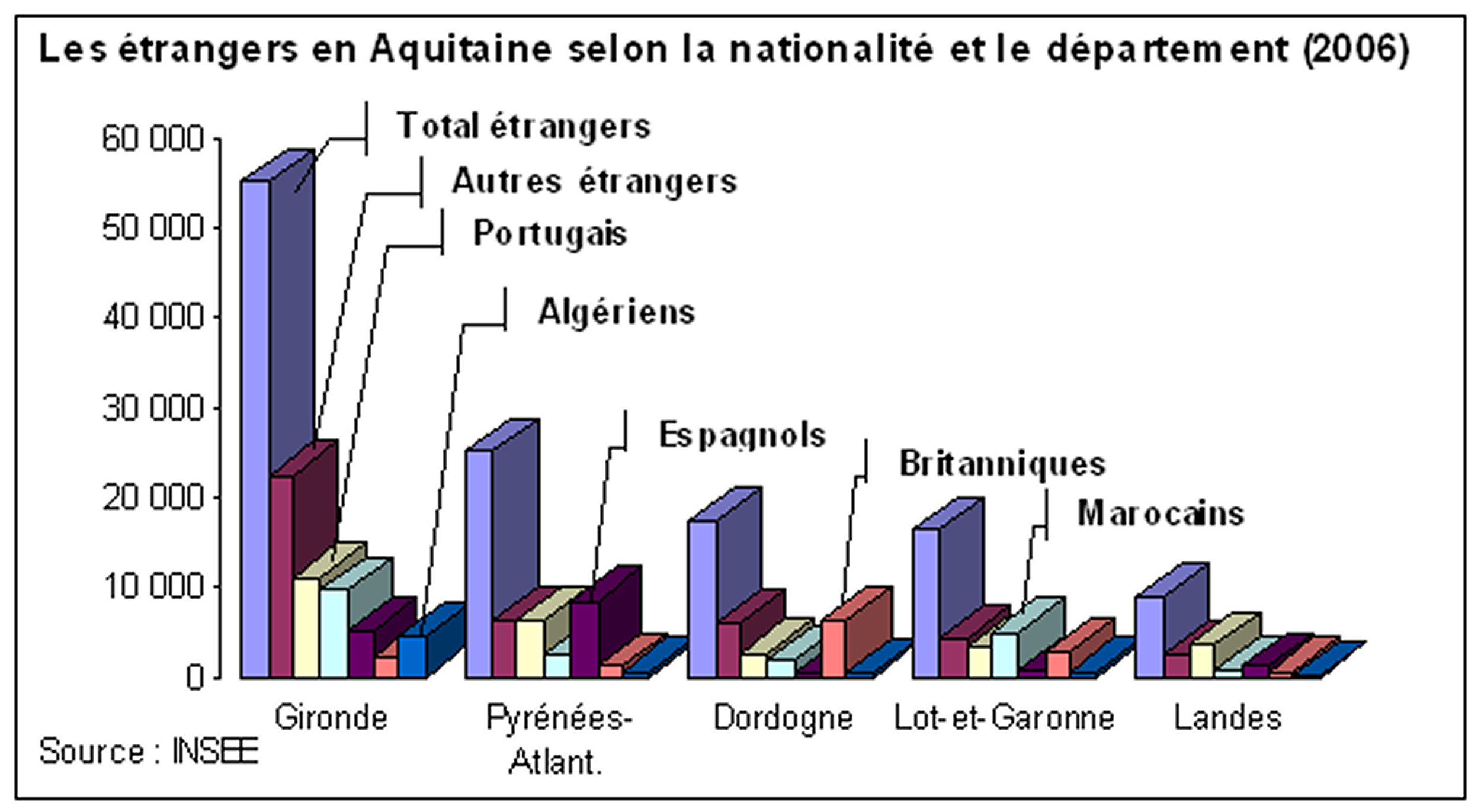
Les étrangers en Aquitaine selon la nationalité et le département (2006).

Ces étrangers s’installent prioritairement en milieu urbain, soit à la suite de migrations résidentielles après une première installation en milieu rural, soit directement pour les flux les plus récents, notamment ceux en provenance des pays asiatiques. De ce fait, la Gironde cumule les plus gros effectifs d’étrangers (55 000) et les provenances les plus diversifiées ; ils sont plus de 20 000 de nationalités diverses. Portugais (11 000) et Marocains (9 600) forment les communautés les plus importantes, suivis par les Espagnols et les Britanniques. On relève 25 000 étrangers dans les Pyrénées-Atlantiques où on note surtout la forte présence espagnole (8 400) en raison de la proximité frontalière. La Dordogne constitue un cas très particulier en raison de la forte présence de britanniques qui ont apprécié ce département et acheté des résidences. Du fait des besoins en main-d’œuvre dans les exploitations légumières et fruitières, d’autres communautés étrangères sont bien représentées. C’est pour cette même raison que le Lot-et-Garonne fixe des étrangers, principalement des marocains. Finalement, seul le département des Landes tombe au-dessous de 10 000 étrangers, principalement originaires de la péninsule ibérique et travaillant surtout dans le bâtiment.

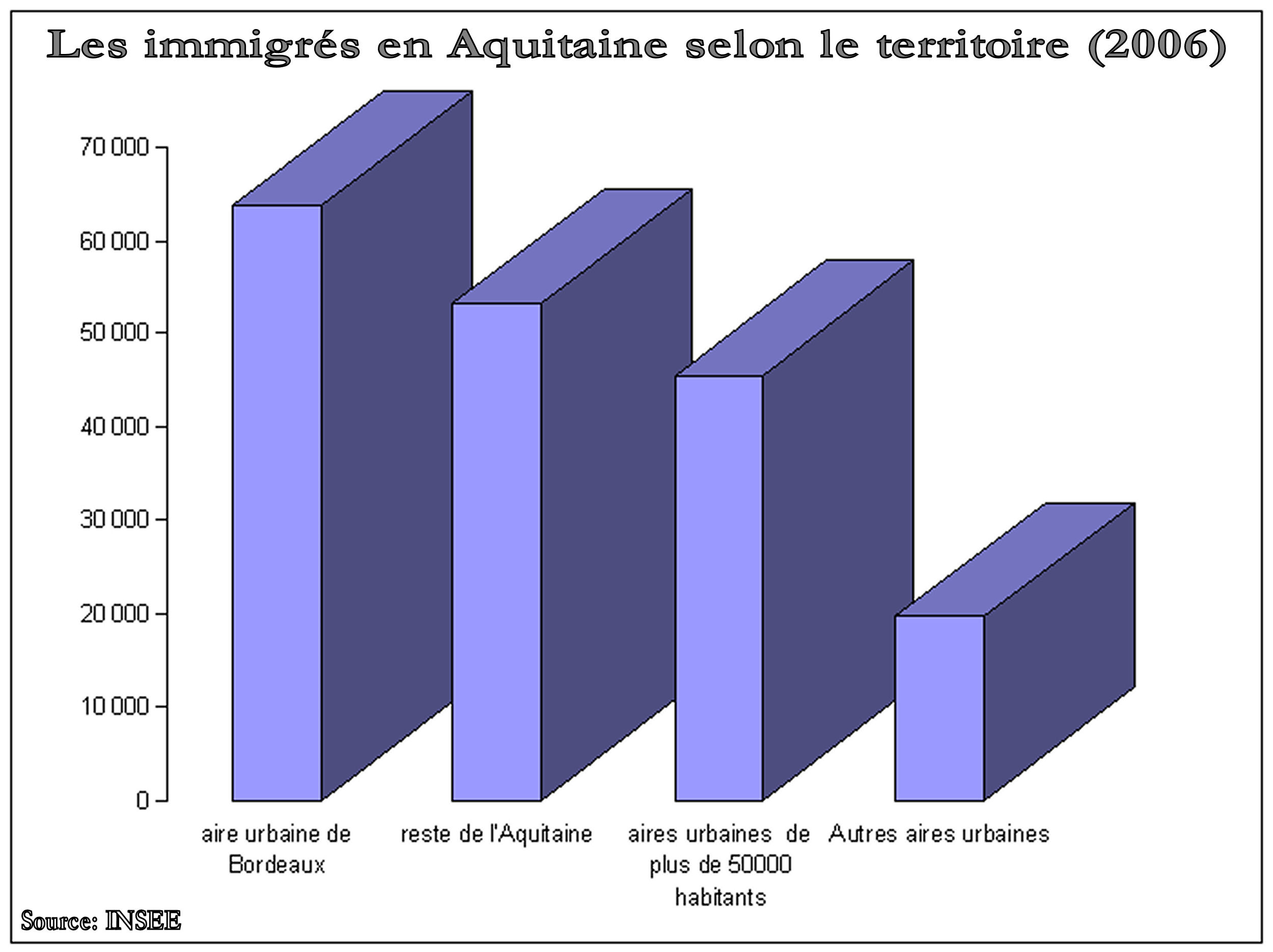
Les immigrés en Aquitaine selon le territoire (2006).

#### Croissance de la population active

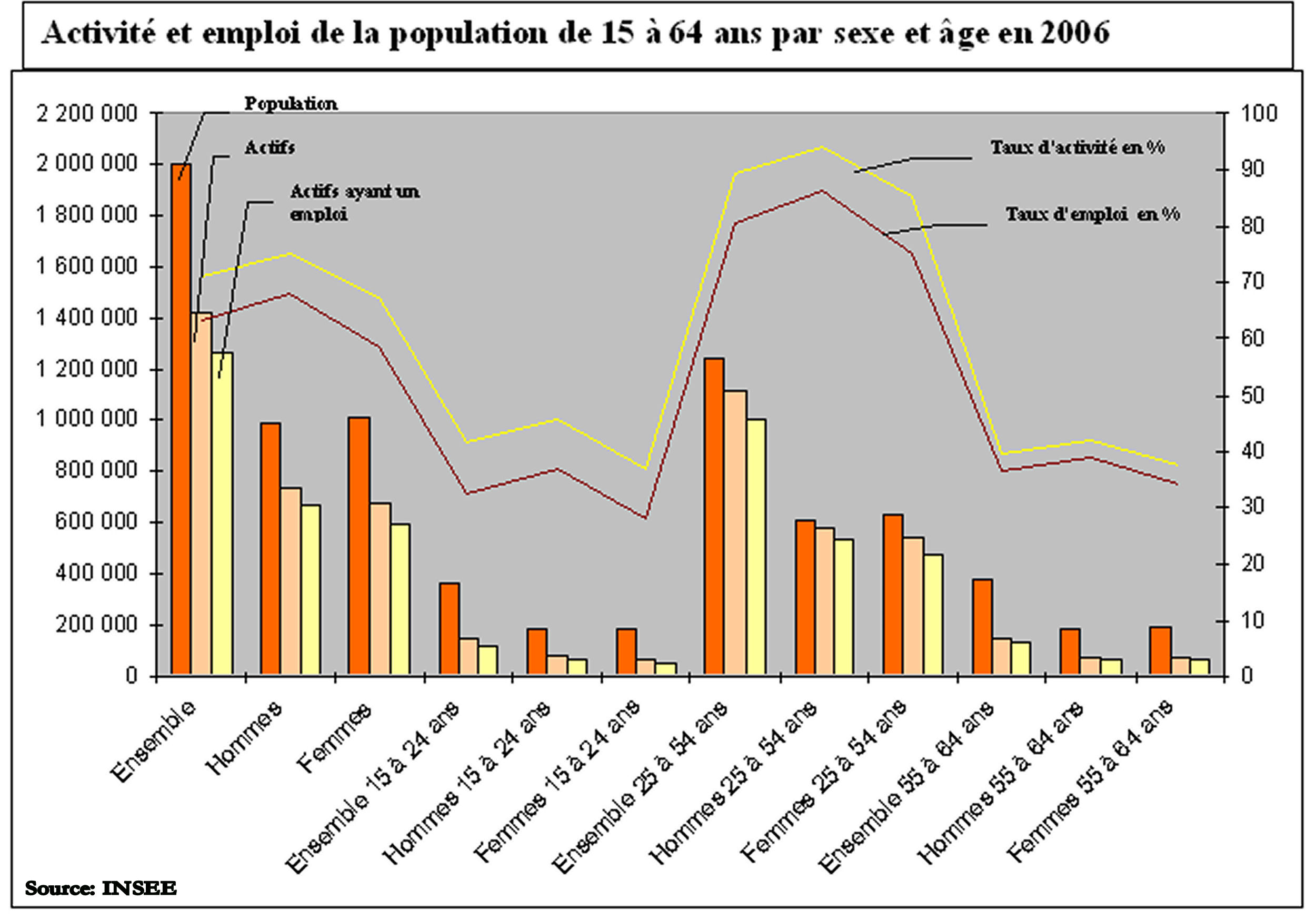
Activité et emploi en Aquitaine par sexe et tranche d’âges (2006).

Après une phase de léger repli de la population active en Aquitaine entre 1954 et 1975, en opposition totale avec la croissance observée dans le reste du territoire métropolitain en raison de la croissance économique pendant cette période, le nombre d’actifs en Aquitaine progresse désormais régulièrement passant de un million d’actifs au début des années 1970 à près de deux millions au recensement de 2006. Cette évolution est à mettre en rapport avec la croissance de la population, l’arrivée de migrants adultes qui viennent gonfler l’effectif des travailleurs, le nombre toujours plus élevé de femmes parmi les actifs.
Le taux d’activité varie en relation avec les périodes de la vie. De l’ordre de 70 % pour l’ensemble de la population, il tombe à moins de 50 % pour la tranche des jeunes adultes et pour celle des personnes proches de la retraite. L’entrée dans la vie active des 15 à 24 ans est de plus en plus tardive en relation avec la poursuite des études pour une part toujours plus grande d’étudiants, mais également du fait de la difficulté de décrocher un premier emploi ce qui peut d’ailleurs pousser un certain nombre à poursuivre des études dans le supérieur. En ce qui concerne les 55 à 64 ans, on retrouve un taux d’activité très bas, moins de 40 %, signe tangible des départs à la retraite toujours possible en France à partir de 60 ans, mais aussi des mises en préretraite très pratiquées en France à la différence d’autres pays de l’espace européen. C’est bien entendu entre 25 et 54 ans que le taux d’activité atteint les sommets.
Si les femmes sont toujours plus nombreuses à être active, il n’en reste pas moins qu’elles ont plus de mal que les hommes à y parvenir. Dans toutes les tranches d’âges, le taux d’activité des femmes est inférieur à celui des hommes. Relevons, particulièrement, que les femmes entrent encore plus difficilement que les hommes dans le marché du travail : le taux d’activité des femmes de 15 à 24 ans plongent au-dessous de 30 %. Et ce n’est pas la maternité qui justifie une telle différence quand on sait que les naissances interviennent de plus en plus tardivement.

#### Moins d'agriculteurs et plus d'employés

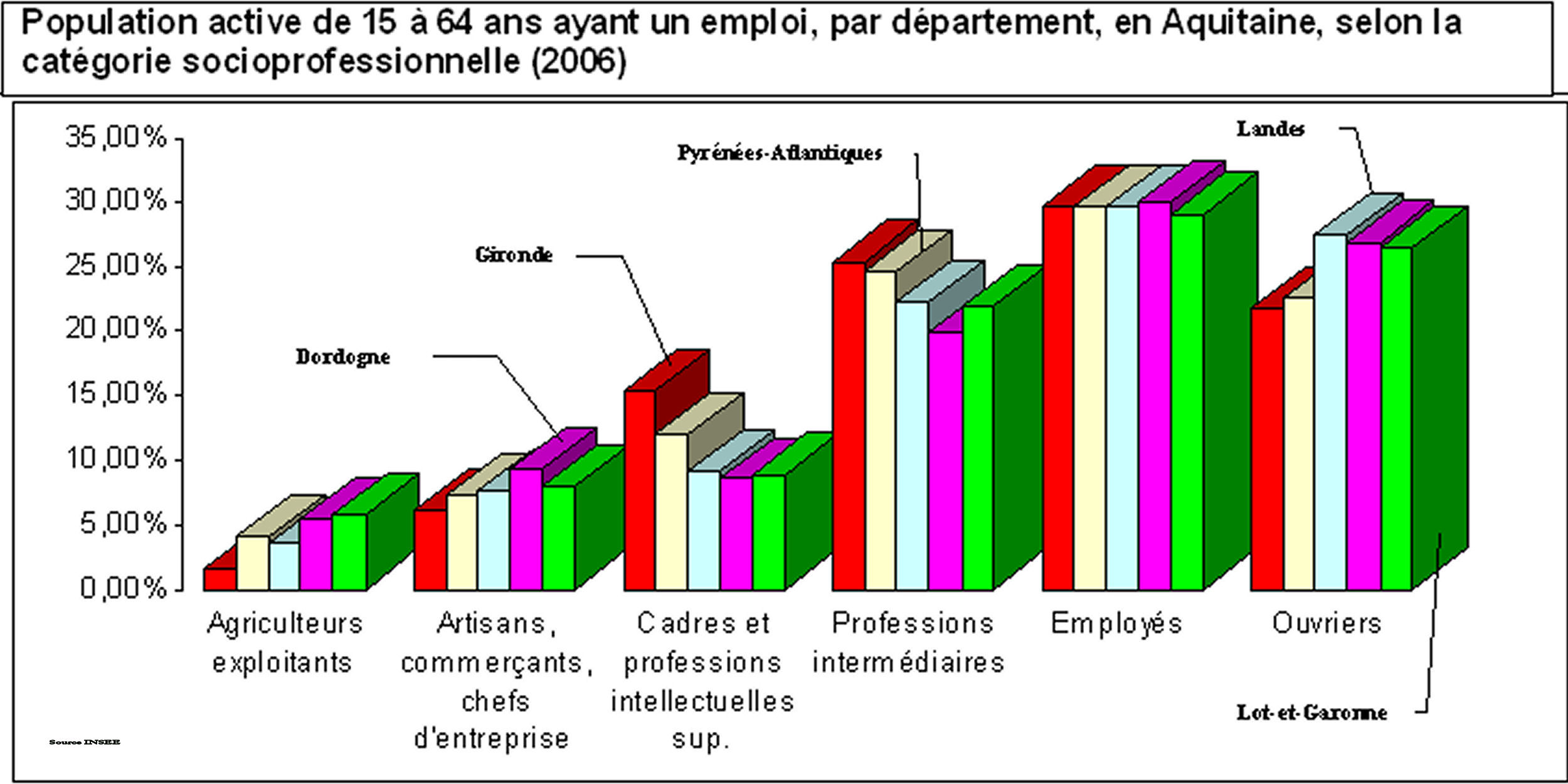
La population active en Aquitaine par catégories socioprofessionnelles selon les départements (2006).

Les changements dans les catégories socioprofessionnelles sont spectaculaires entre la fin de la Seconde Guerre mondiale et aujourd’hui. Au cours des années 1950 et 1960 on assiste à un véritable effondrement dans la catégorie « d’agriculteurs exploitants » ainsi que dans celle des « Artisans, commerçants, chefs d'entreprise ». Ces deux catégories totalisent en 2006 à peine 10 % de la population active en Aquitaine : 3,9 % pour les agriculteurs exploitants, 7,2 % pour le monde des artisans et des commerçants. Malgré tout, ces valeurs sont plus élevées, de deux points, qu’en France métropolitaine, ce qui s’explique par le caractère rural plus marqué en Aquitaine.
La part des « cadres et professions intellectuelles supérieures » ainsi que celle des « professions intermédiaires » a régulièrement progressé pour atteindre respectivement 12,3 % et 23,7 % en 2006. Cela traduit la montée des fonctions d’encadrement et des postes à qualification. Au sein des professions intermédiaires on y trouve du personnel de santé (infirmières) et du social (assistantes sociales notamment) qui sont en constante augmentation en réponse aux demandes de la société. Cependant, ces catégories sont légèrement sous-représentées en Aquitaine par rapport à la France métropolitaine.
En Aquitaine comme en France, les employés sont désormais plus nombreux que les ouvriers et ces deux catégories regroupent plus de 50 % de la population active : 29,7 % d’employés (28,6 % en France) et 23,8 % d’ouvriers (23,2 % en France).
Si la part des employés est quasiment identique d’un département à l’autre en Aquitaine, il n’en est pas de même pour les autres catégories socioprofessionnelles. La Gironde, département le plus peuplé et surtout celui dominé par une agglomération de plus de 700 000 habitants, se démarque des autres en raison de la surreprésentation des fonctions d’encadrement, avec des valeurs proches de la moyenne nationale, ainsi que par la moindre part des ouvriers, artisans et agriculteurs exploitants. Dans une moindre mesure, les Pyrénées-Atlantiques présentent les mêmes caractéristiques. Nul doute que les fonctions métropolitaines de Bordeaux et, à un degré inférieur, celles regroupées dans les deux agglomérations de Bayonne et Pau (plus de 100 000 habitants), constituent des facteurs favorables à la forte représentation des cadres, des professions intellectuelles et des professions intermédiaires, tant dans le secteur public que le secteur privé. S’y localisent également les plus grandes entreprises qui font appel au « service aux entreprises » ce qui accroît la part des employés au détriment des ouvriers.
Par opposition les trois autres départements demeurent marqué par la ruralité : pourcentage plus élevé d’agriculteurs exploitants, d’artisans et commerçants, moindre appel aux fonctions d’encadrement et forte représentation du monde ouvrier. Ces caractères sont moins prononcés dans les Landes en raison de l’urbanisation en relation avec le tourisme littoral, plus accentués dans les deux départements de l’intérieur, Dordogne et Lot-et-Garonne étant plus dépendants des activités agricoles.

#### Une tertiarisation accrue

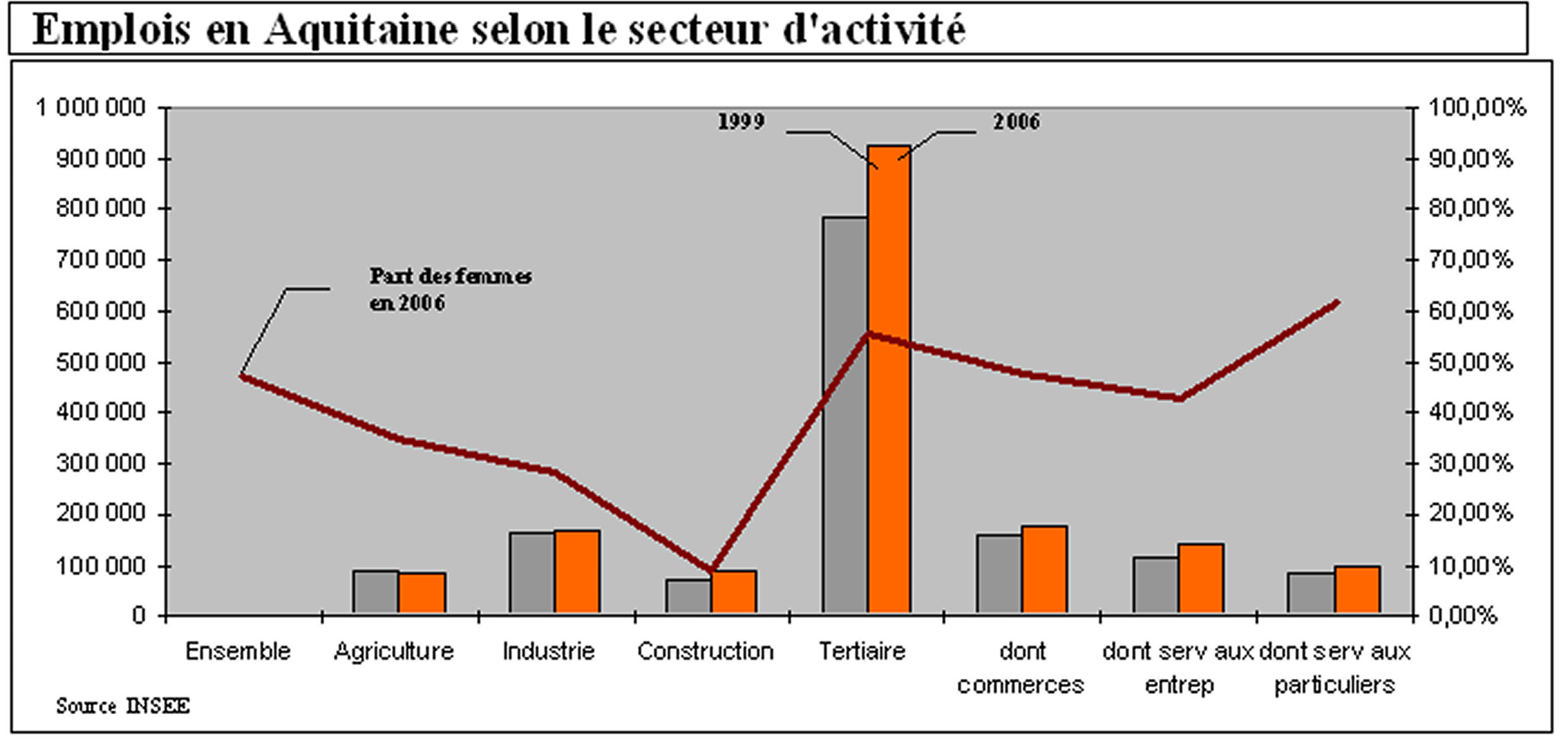
Les emplois en Aquitaine selon le secteur d’activité (1999 et 2006).

Régulièrement, notamment entre les deux derniers recensements, le secteur agricole est en recul tandis que celui de l’industrie plafonne et cette perte ou cette stagnation en effectif traduit leur effacement par rapport au secteur tertiaire qui rassemble plus de « 900 000 » personnes en 2006, soit plus de 70 % de la population active en Aquitaine.
L’agriculture compte désormais quelque 80 000 actifs et ne représente plus que 6 % des actifs de l’Aquitaine. Ce secteur demeure cependant plus important en Aquitaine qu’en France métropolitaine où on est tombé sous la barre de 4 %.
L’Aquitaine a presque toujours été considéré comme sous-industrialisée. De plus, ce secteur d’activité est dominée par des petites et moyennes entreprises soumises de plus en plus à la concurrence internationale. Quelques grands groupes, principalement dans les grandes villes ont créé des emplois, de même que des entreprises innovantes. Ceci permet de stabiliser les emplois autour de 165 000 actifs durant la dernière décennie. La part de l’industrie, 13 % pour l’Aquitaine, est inférieure au taux observé en France métropolitaine (15 %). Dans les deux cas cependant, la désindustrialisation est à l’œuvre et devrait se poursuivre.
Le nombre d’actifs dans l’industrie doit être rapproché de celui observé dans le secteur « service aux entreprises » qui rassemble plus de 140 000 emplois en Aquitaine et peut ainsi apparaître comme tout aussi important. Or les liens entre entreprises industrielles et service aux entreprises est évident. Les premières externalisent une partie de leurs activités dans des domaines aussi différent que la recherche ou la restauration et le nettoyage. Si l’évolution est la même en Aquitaine et en France, il convient de souligner que la part du service aux entreprises est un peu plus faible en Aquitaine (11 %) qu’en France métropolitaine (13 %) car les grandes entreprises y sont moins nombreuses alors que ce sont ces dernières qui externalisent le plus certains processus.
Ce service aux entreprises n’est qu’un des éléments du secteur tertiaire qui apparaît de plus en plus comme un fourre-tout regroupant, à l’exception de la construction, la majorité des activités qui n’appartiennent pas au domaine de la production. Outre les services aux entreprises, deux branches comptent par leurs effectifs ; le commerce et les services aux particuliers. Avec presque 170 000 emplois, le commerce dépasse en effectif l’industrie. C’est dans ce secteur que se recrute la majorité des employés qui prédominent dans les catégories socioprofessionnelles. La branche du service aux particuliers est en croissance continue, favorisé par une demande sociale soutenue, par les besoins en matière de santé et par des mesures fiscales incitatives pour que les ménages créent des emplois.

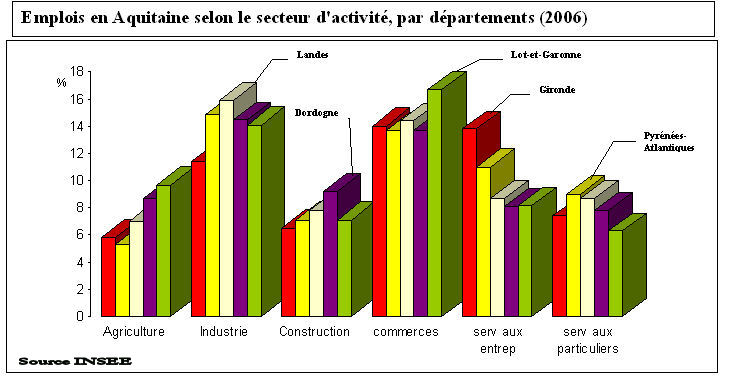
Les emplois en Aquitaine selon les activités et par départements (2006).

Au même titre que les catégories socioprofessionnelles et pour les mêmes raisons dans la majorité des cas, on relève de fortes différences entre les départements. La gironde se signale par la place qu’occupe le secteur des services aux entreprises qui fait jeu égal avec le commerce. La présence de la métropole bordelaise n’est pas étrangère à la domination de ces deux branches, mais s’y ajoute le rôle que joue Bordeaux pour toute sa zone d’influence qui couvre tout ou partie de l’Aquitaine. En ce sens ces données soulignent la vocation régionale d’une grande agglomération. On peut noter également que le département des Landes apparaît un peu plus industrialisées probablement en raison des activités liées au bois, mais aussi parce que les autres activités sont moins bien représentées. Le Lot-et-Garonne se démarque avec un taux plus élevé dans la branche commerce, la Dordogne par celle de la construction.

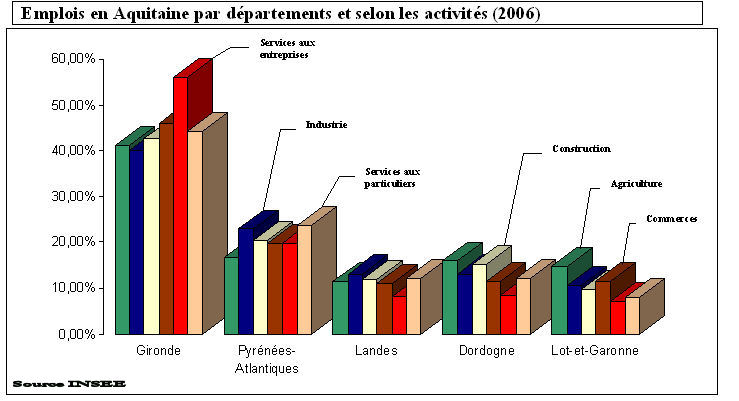
Les emplois en Aquitaine par départements selon les activités (2006).

Les mêmes données reprises par départements et non plus par grands secteurs d’activités permettent de faire ressortir avec tout autant de force que précédemment la domination de la Gironde en Aquitaine. Rien d’étonnant puisque les activités sont étroitement liées à l’importance de la population. La Gironde « pesait » plus de 45 % de la population de l’Aquitaine, il en est pratiquement de même pour chaque secteur d’activités, toujours à plus de 40 %. Toutefois, ce regard par département fait mieux ressortir encore la spécificité de la domination de la Gironde dans la part des services aux entreprises qui grimpe à près de 60 %. C’est bien le rôle de l’agglomération bordelaise dans son département et dans sa région qui explicite les taux observés en Gironde.

#### Chômage

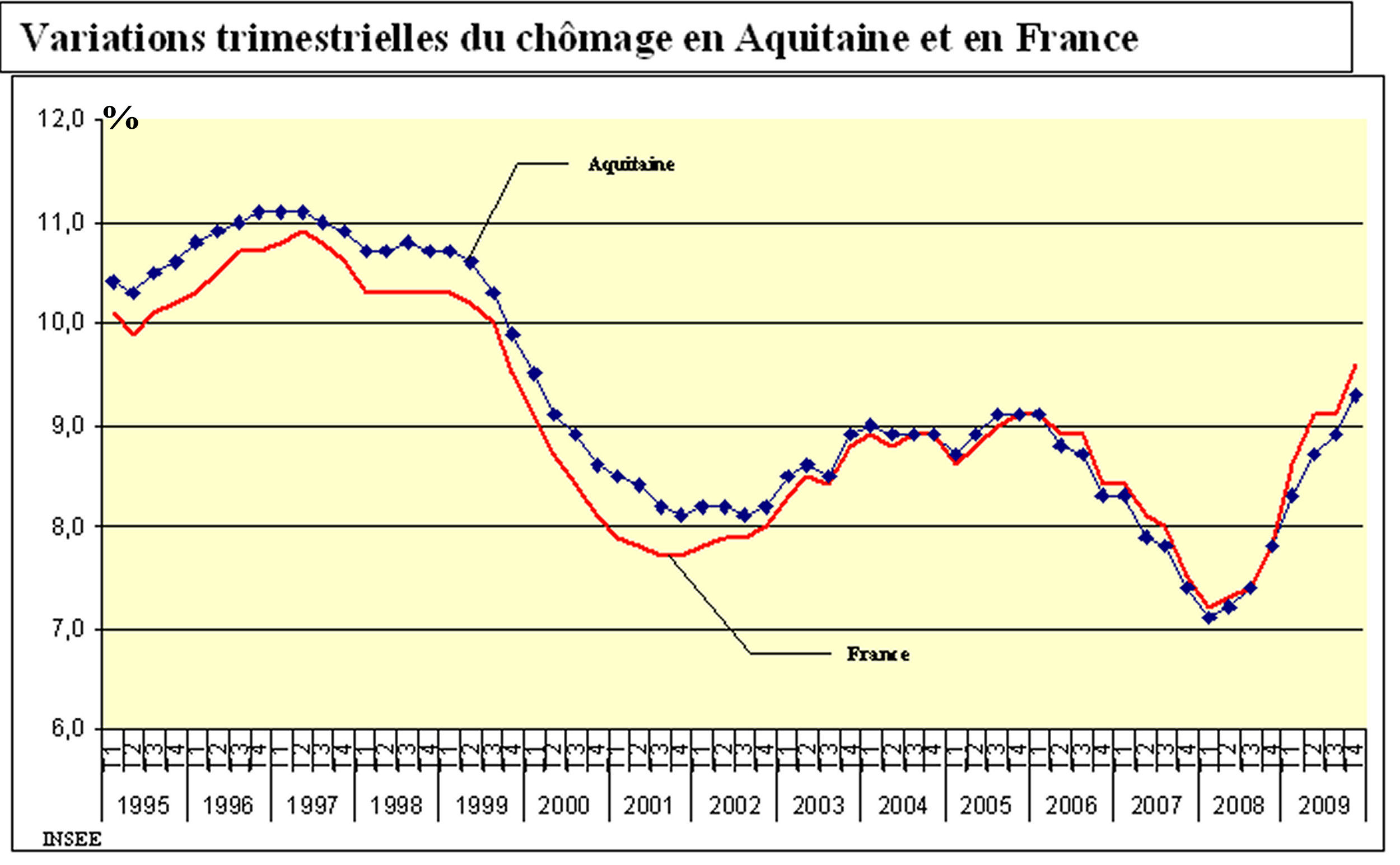
Variations trimestrielles du chômage en Aquitaine et en France (1995-2009).

L’évolution du chômage en Aquitaine est comparable à ce qu’on observe en France métropolitaine. Souvent plus élevé que celui du pays, parfois un peu moins. De moins de 2 % de la population active au début des années 1970, la part du chômage a considérablement augmenté sous l’effet de la crise économique liée au renchérissement du pétrole, puis des dépressions successives qui affectent l’économie mondiale et qui se répercutent sur la croissance économique nationale et régionale.
Les taux de chômage les plus élevés s’observent au début des années 1990, au-delà de 11 % annuellement et jusqu’à 13 % en 1994. Puis, la décrue du chômage se manifeste dans la seconde partie des années 1990 pour atteindre 8 % de la population active. Pendant cette période, le taux de chômage en Aquitaine est un peu plus élevé que celui de la France métropolitaine.
Durant les premières années de la décennie 2000, le chômage repart un peu à la hausse mais se stabilise autour de 9 % avant de connaître un recul très significatif entre 2005 et 2007, au-dessous de 8 % qui n’était pas arrivé depuis longtemps. Cette amélioration est sans lendemain car la crise financière qui éclate à partir de 2008 propulse de nouveau le taux de chômage vers des sommets. Les 9 % sont dépassés et il est à craindre que la dégradation durant l’année 2010 se poursuive. Si le taux de chômage en Aquitaine est légèrement inférieur à celui de la France métropolitaine, il est difficile d’en tirer des conclusions significatives sur la meilleure résistance de l’économie locale. Il vaut mieux attendre pour vérifier que ce moindre impact en région Aquitaine n’est pas seulement le fait d’un décalage dans l’effet de la crise, celle-ci pouvant ensuite se prolonger plus longtemps en Aquitaine.

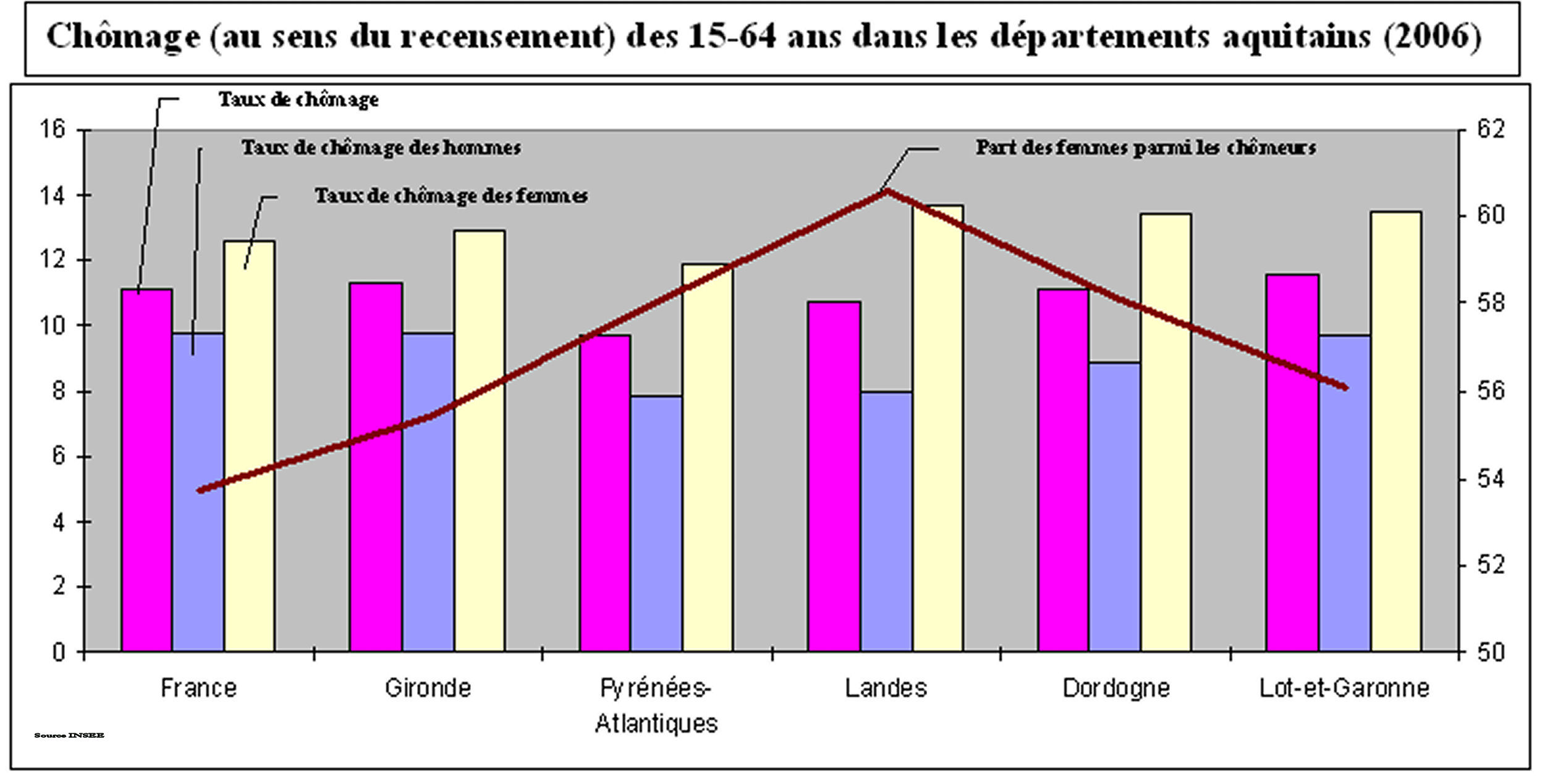
Chômage en 2006 (au sens du recensement) des 15 à 64 ans dans les départements de l’Aquitaine.

La situation de chaque département au regard du chômage, au sens du recensement de 2006, fait apparaître le meilleur comportement des Pyrénées-Atlantiques, la grande similitude entre la situation de la Gironde et celle de la France et la bonne résistance des autres départements. Toutefois, au sens du recensement, le graphique a l’intérêt de mettre en lumière le rôle du chômage des femmes dans le taux général du chômage. Quand ce taux de chômage est au pire de 10 % pour les hommes, il est largement supérieur pour les femmes, grimpant même à près de 14 % dans les Landes, la Dordogne et le Lot-et-Garonne. Il est probable que nombre d’emplois féminins soient saisonniers tant dans le secteur agricole que dans celui du tourisme. Une chose est certaine, il est plus aisé pour une femme de trouver du travail dans le département de la Gironde bien que la part des femmes parmi les chômeurs soit déjà plus forte dans la France métropolitaine, que dans les autres départements de l’Aquitaine. C’est dans les Landes que les femmes ont le plus de mal à ne pas être expulsé du marché du travail. Ainsi se vérifie que la grande agglomération permet plus aisément de trouver un emploi, surtout pour les deux membres du couple.
En même temps, l’attractivité de la Gironde et surtout de l’agglomération bordelaise sur les populations à la recherche d’un travail, a des effets négatifs sur le taux de chômage car nombre de ses demandeurs ne trouvent pas immédiatement un emploi.
À l’échelle des zones d’emplois de l’Aquitaine, on observe qu’en 2009, les bassins d’activités en zone rurale sont plus affectés que les autres par la montée du chômage. Alors qu’au quatrième trimestre 2009 le taux de chômage de l’Aquitaine est de 8,9 %, il dépasse 10 % dans quatre territoires : Bergerac, Bordeaux-Médoc, Bordeaux-Cubzac, le sud des Landes et Villeneuve-sur-Lot. Il faut y voir l’effet des difficultés que rencontrent des entreprises industrielles de taille très moyenne en position de mono-activité dans leur zone d’emploi.
Parmi les différentes raisons qui jouent dans la montée du chômage, on sait que le manque de qualification et/ou de formation est un facteur important. Même si on peut regretter que 18 % des aquitains ne disposent d’aucun diplôme (20 % dans la France métropolitaine), on doit cependant souligner que le nombre de diplômés progresse selon des évolutions comparables à celles du pays. Des progrès restent à effectuer dans la mesure où seulement un gros tiers des habitants de l’Aquitaine détiennent un baccalauréat ou un diplôme de niveau supérieur. À noter que ceux qui terminent leurs études supérieures, au-delà des deux premières années, sont moins nombreux en proportion que pour la France entière, signe des départs de ces jeunes vers d’autres régions plus attractives, notamment l’Île-de-France.

### Principales villes
S’il fallait caractériser l’urbanisation de l’Aquitaine de manière rapide, on pourrait ne considérer que Bordeaux et quelques grandes villes comme Pau, Bayonne et d’autres chefs-lieux de départements. La réalité est plus complexe. Surtout, les évolutions récentes témoignent d’un renforcement de l’urbanisation, d’un glissement vers le littoral, de la persistance de l’étalement urbain et d’une concurrence toujours plus accrue entre les villes.

### Grandes villes

#### Communes les plus peuplées
Classement des communes d'Aquitaine les plus peuplées (10 000 habitants ou plus ; population municipale en 2013).
| Rang | Commune                | Nombre d’habitants | Département          |
| ---- | ---------------------- | ------------------ | -------------------- |
| 1    | Bordeaux               | 243 626 hab.       | Gironde              |
| 2    | Pau                    | 77 575 hab.        | Pyrénées-Atlantiques |
| 3    | Mérignac               | 68 386 hab.        | Gironde              |
| 4    | Pessac                 | 60 763 hab.        | Gironde              |
| 5    | Bayonne                | 47 492 hab.        | Pyrénées-Atlantiques |
| 6    | Talence                | 41 517 hab.        | Gironde              |
| 7    | Anglet                 | 39 184 hab.        | Pyrénées-Atlantiques |
| 8    | Agen                   | 34 344 hab.        | Lot-et-Garonne       |
| 9    | Mont-de-Marsan         | 31 334 hab.        | Landes               |
| 10   | Villenave-d'Ornon      | 30 663 hab.        | Gironde              |
| 11   | Périgueux              | 30 036 hab.        | Dordogne             |
| 12   | Saint-Médard-en-Jalles | 29 178 hab.        | Gironde              |
| 13   | Bergerac               | 28 063 hab.        | Dordogne             |
| 14   | Bègles                 | 26 104 hab.        | Gironde              |
| 15   | La Teste-de-Buch       | 25 587 hab.        | Gironde              |
| 16   | Biarritz               | 24 993 hab.        | Pyrénées-Atlantiques |
| 17   | Gradignan              | 24 439 hab.        | Gironde              |
| 18   | Libourne               | 23 947 hab.        | Gironde              |
| 19   | Villeneuve-sur-Lot     | 23 462 hab.        | Lot-et-Garonne       |
| 20   | Le Bouscat             | 23 207 hab.        | Gironde              |
| 21   | Cenon                  | 22 882 hab.        | Gironde              |
| 22   | Eysines                | 21 762 hab.        | Gironde              |
| 23   | Dax                    | 20 776 hab.        | Landes               |
| 24   | Lormont                | 20 770 hab.        | Gironde              |
| 25   | Gujan-Mestras          | 20 294 hab.        | Gironde              |
| 26   | Marmande               | 18 028 hab.        | Lot-et-Garonne       |
| 27   | Bruges                 | 16 954 hab.        | Gironde              |
| 28   | Hendaye                | 16 887 hab.        | Pyrénées-Atlantiques |
| 29   | Floirac                | 16 531 hab.        | Gironde              |
| 30   | Cestas                 | 16 438 hab.        | Gironde              |
| 31   | Blanquefort            | 15 297 hab.        | Gironde              |
| 32   | Ambarès-et-Lagrave     | 14 609 hab.        | Gironde              |
| 33   | Biscarrosse            | 13 983 hab.        | Landes               |
| 34   | Billère                | 13 479 hab.        | Pyrénées-Atlantiques |
| 35   | Saint-Jean-de-Luz      | 12 967 hab.        | Pyrénées-Atlantiques |
| 36   | Saint-Paul-lès-Dax     | 12 956 hab.        | Landes               |
| 37   | Tarnos                 | 12 269 hab.        | Landes               |
| 38   | Lons                   | 12 106 hab.        | Pyrénées-Atlantiques |
| 39   | Andernos-les-Bains     | 11 575 hab.        | Gironde              |
| 40   | Oloron-Sainte-Marie    | 10 794 hab.        | Pyrénées-Atlantiques |
| 41   | Orthez                 | 10 569 hab.        | Pyrénées-Atlantiques |
| 42   | Saint-André-de-Cubzac  | 10 495 hab.        | Gironde              |
| 43   | Arcachon               | 10 476 hab.        | Gironde              |

#### Poussée de l'urbanisation en Aquitaine
Région rurale, l’Aquitaine enregistre avec un certain décalage la poussée de l’urbanisation qui affecte la France comme la plupart des pays industrialisés. En 1954, les communes rurales, celles qui regroupaient moins de 2 000 habitants agglomérés, rassemblaient 55 % de la population de l’Aquitaine, soit une situation inverse du territoire national où les communes urbaines (plus de 2 000 habitants agglomérés) totalisaient 55 % de la population du pays. Au cours des années 1960, en relation avec l’industrialisation qui renforce l’attractivité des villes, la population urbaine devient majoritaire en Aquitaine : 59 % en 1968, 65 % en 1982. Si la poussée de l’urbanisation est manifeste, elle demeure moindre que pour l’ensemble du pays.

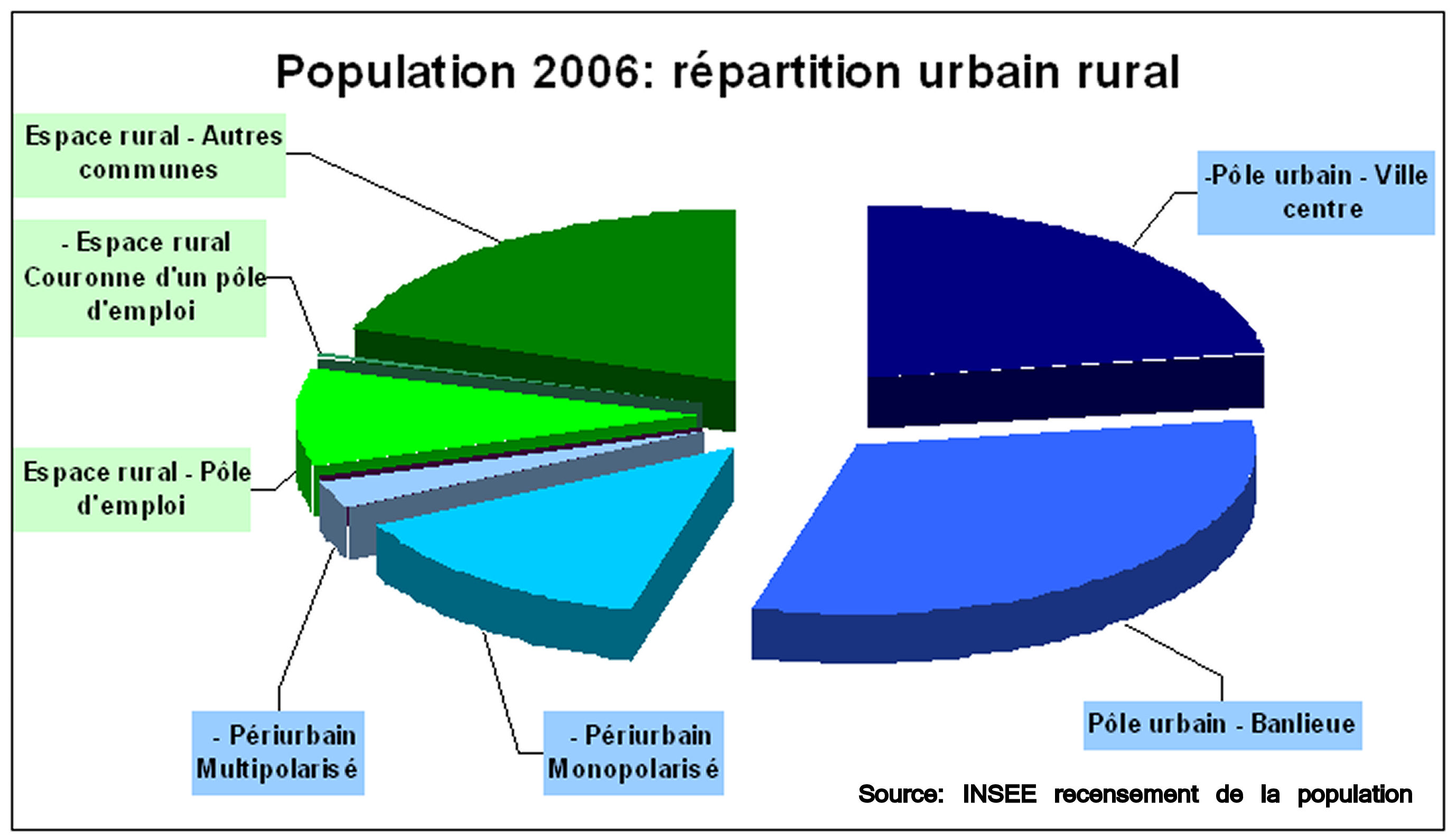
Répartition de la population de l’Aquitaine entre rural et urbain (2006).

Poursuivre l’analyse de l’urbanisation pour la période actuelle devient un peu plus complexe, car il est désormais difficile de se contenter de classer les communes en fonction de leur capacité à atteindre 2 000 habitants agglomérés. Entretemps, l’INSEE a dû prendre en compte les effets de l’étalement urbain dans les communes proches du centre urbain, puis dans celles qui sont de plus en plus éloignées. Aux unités urbaines associant la ville-centre et sa banlieue, se sont ajoutées les aires urbaines qui tentent de mieux prendre en compte la périurbanisation en incorporant des communes sous l’influence directe de la ville-centre en prenant en compte les déplacements quotidiens pour le travail.
Sur cette base, l’INSEE propose au recensement de 2006, cette nouvelle répartition entre urbain et rural (voir la figure). 70 % des Aquitains résident dans des espaces à dominante urbaine contre 30 % dans le rural. Par comparaison avec l’ensemble du territoire français, la ruralité de l’Aquitaine est plus marquée, puisque pour la France entière, 82 % des habitants appartiennent à des espaces urbains.
Toutefois la ruralité en Aquitaine est une notion qui diffère selon le département auquel on appartient. Ainsi, la part de la population inscrite dans des espaces à dominante urbaine approche 80 % dans le cas de Pyrénées-Atlantiques et dépassent 85 % dans le cas de La Gironde. En contrepartie, les trois autres départements affichent des valeurs bien plus faibles, si bien qu’il y a toujours plus de ruraux que d’urbains en Dordogne et surtout dans les Landes où l’INSEE totalise 39 % d’habitants dans les espaces à dominante urbaine.
En réalité le rapport entre urbain et rural est encore plus complexe. Comme on peut le constater sur le graphique ci-contre, les espaces à dominante urbaine regroupent le pôle urbain (ville-centre et banlieue), des communes monopolarisées, c'est-à-dire sous l’influence de la grande ville, ainsi que des communes multipolarisées, soumises à l’influence de deux agglomérations (par exemple, les communes situées entre l’agglomération de Bordeaux et celle d’Arcachon). On est ici dans la logique des aires urbaines. Pour le rural le découpage comprend deux entités : le pôle d’emploi et sa couronne et les autres communes rurales. Or le pôle d’emploi et sa couronne constitue une ville, le plus souvent classée comme unité urbaine par l’INSEE. Ses habitants sont aussi des urbains. En fait, l’INSEE, a placé en espace à dominante rurale, des ensembles urbains isolés, rayonnant sur des territoires à vocation rurale manifeste. Les petites villes de Ribérac (Dordogne), Lesparre (Gironde), Morcenx (Landes) Nérac (Lot-et-Garonne) et Mauléon (Pyrénées-Atlantiques) illustrent cette situation. On peut en revanche s’interroger sur le cas d’autres unités urbaines placées dans les espaces à dominante rurale : Capbreton et Biscarrosse (Landes) sont-elles des entités urbaines isolées comme l’a décidé l’INSEE, ou bien des satellites de l’agglomération de Bordeaux et de Bayonne ? Ce point sera évoqué plus loin.
En considérant que la population urbaine rassemble les habitants des aires urbaines et des unités urbaines, même si ces dernières sont plus fortement insérées dans un tissu rural, on peut avancer que 80 % des aquitains sont des citadins et 20 % des ruraux.

#### Armature urbaine: Bordeaux et les autres unités urbaines
En prenant en compte les unités urbaines, il est possible de dégager les grandes lignes de l’armature urbaine de l’Aquitaine. Celle-ci se caractérise par l’écrasante domination d’une très grande agglomération multicommunale, Bordeaux, qui regroupe un peu plus de 800 000 habitants en 2006, par la présence de deux autres unités urbaines qui approchent 200 000 habitants (Pau et Bayonne), par l’existence d’une poignée d’unités urbaines qui comptent de 50 000 à 100 000 citadins (Agen, Périgueux, Bergerac et Arcachon), par une vingtaine d’autres qui possèdent entre 10 000 et 50 000 résidents, enfin par un nombre plus élevé de petites unités urbaines de moins de 10 000 habitants. Globalement, l’Aquitaine compte une centaine d’unités urbaines lesquelles rassemblent un peu plus de 400 communes.
Sur une période de trente ans, du recensement de 1975 à celui de 2006, une seule unité urbaine a perdu de la population. Il s’agit de celle de Fumel, cité industrielle, lourdement pénalisée par les restructurations qui ont affecté son usine métallurgique (plus de 2 000 suppressions d’emplois) ainsi que d’autres entreprises dans d’autres secteurs d’activités. La petite ville située aux confins du Lot-et-Garonne et du Lot compte aujourd’hui moins de 14 000 habitants contre 15 000 avant la crise.
Pour toutes les autres, la croissance est indéniable, car si on s’en tient aux seules unités urbaines de +10 000 habitants en 2006, leur population urbaine est passée de 1,4 million de personnes à près de 1,9 million. Toutefois, deux cas de figure se présentent : soit la croissance se fait à périmètre constant sur toute la période, soit il résulte aussi de l’agrandissement de l’unité urbaine par incorporation de nouvelles communes dont les constructions nouvelles sont en continuité avec le bâti existant.
Les trois grandes unités urbaines, Bordeaux – Pau - Bayonne, accroissent leur périmètre. Ainsi l’agglomération multicommunale de Bordeaux, passe de 44 communes en 1990 à une cinquantaine en 2006. De même, 20 communes constituent l’unité urbaine de Bayonne contre 17 auparavant. Plus spectaculaire est le changement de périmètre de la capitale du Béarn qui double le nombre de communes qui compose son unité urbaine, ce qui lui permet de devancer très légèrement Bayonne. Toutefois, deux situations sont plus spectaculaires, car l’incorporation de nouvelles communes s’accompagne de l’absorption de petites villes classées jusqu’alors parmi les unités urbaines. Ainsi, l’unité urbaine de Bergerac était composé de quatre communes en 1990, de 21 communes au recensement de 2006, dont la petite ville de Sainte-Foy-la-Grande située en Gironde ce qui porte la population de l’agglomération multicommunale de Bergerac à 63 000 habitants contre 32 600 en 1975. De la même manière, l’unité urbaine de Villeneuve-sur-Lot s’est agrandie des communes placées plus en aval le long du Lot, dont la cité de Sainte-Livrade-sur-Lot, ce qui explique en grande partie le doublement de la population entre 1975 et 2006, soit 45 000 citadins dans ce nouveau périmètre.
Dans la plupart des autres unités urbaines, le périmètre est resté stable au dernier recensement de la population, ce qui n’exclut pas la poursuite de la croissance démographique et même une accélération spectaculaire pour quelques-unes d’entre elles. Andernos, Arès, Biganos et Capbreton doublent leur population entre les recensements de 1975 et 2006. La croissance durant la même période atteint 70 % à Biscarrosse, 65 % à Hendaye et près de 60 % à Arcachon. Toutes bénéficient de la poussée de l’urbanisation sur le littoral. Seule exception parmi celles qui ont une croissance forte, Langon (+62 %) en amont de Bordeaux sur la Garonne.

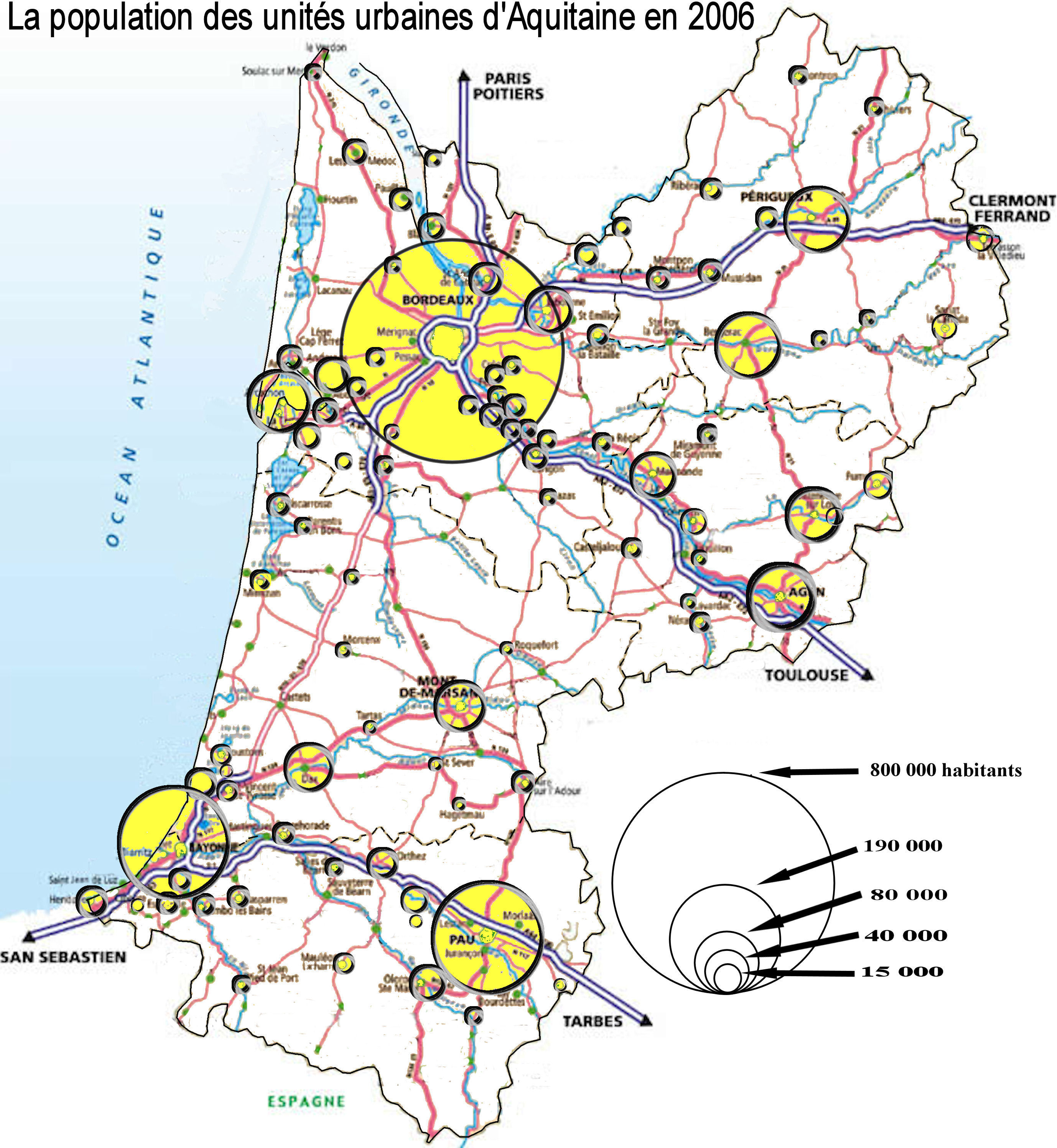
La population des unités urbaines de l’Aquitaine en 2006.

La lecture de la carte (voir la figure « la population des unités urbaines en 2006) apporte quelques éclairages supplémentaires. Les unités urbaines ne se répartissent pas de manière uniforme au sein de l’espace aquitain. Outre la domination de Bordeaux, on relève que les autres unités urbaines ont une population d’autant plus importante qu’elles sont suffisamment éloignées de la métropole de l’Aquitaine. Ceci se vérifie pour Périgueux et Agen, plus encore pour Pau et Bayonne.
La très grande majorité des unités urbaines se placent sur les grands axes de communication, qui eux-mêmes empruntent les grandes vallées qui traversent le territoire de l’Aquitaine. Il y a un fort contraste entre les alignements de petites villes sur l’axe de la Garonne, de l’Isle ou la Dordogne, et les implantations isolées d’unités urbaines dans les espaces ruraux de la Dordogne et du Lot-et-Garonne. Nul étonnement d’observer le faible nombre d’unités urbaines dans le massif landais en raison des faibles densités humaines. L’agglomération de Mont-de-Marsan apparaît bien seule.
On relève enfin le lien très fort entre nombre élevé d’unités urbaines et la proximité d’une très grande agglomération. À ce titre, Bordeaux se détache avec une véritable nébuleuse d’unités urbaines dans un rayon d’une cinquantaine de km. Phénomène tout aussi sensible autour de l’agglomération multicommunale de Bayonne et également dans le cas de Pau, mais à un degré moindre.
Ceci démontre que l’unité urbaine n’a plus une pertinence suffisante pour appréhender les phénomènes d’urbanisation. Statistiquement, on constate que le poids démographique de Bordeaux au sein de l’ensemble des unités urbaines de plus de 10 000 habitants régresse un peu entre 1975 et 2006, Manifestement, l’étalement urbain se développe au-delà du périmètre de l’unité urbaine et profite aussi aux petites villes qui sont dans son orbite.

#### Permanence de l'armature urbaine dans le temps
La carte du réseau des villes secondaires en 1954 (voir la figure correspondante), soit un demi-siècle auparavant, permet de vérifier la permanence de l’armature urbaine en Aquitaine. Les grands éléments de l’organisation urbaine sont déjà en place, alors qu’à cette date, la région est encore à dominante agricole ce qui se traduit par de plus fortes densités dans le monde rural. Bordeaux est déjà à part. Forte de ses « 100 000 » habitants dès le début du XIXe siècle, la commune-centre plafonne autour de 250 000 habitants tandis que les communes qui la ceinturent prennent de l’importance. C’est en 1954, une agglomération qui regroupait onze commune et totalisait un peu moins de 500 000 citadins.
La hiérarchie entre les autres villes identifiées comme telles en 1954 était la même qu’aujourd’hui pour les plus peuplées : Pau et Bayonne dans le sud de l’Aquitaine, Agen Bergerac et Périgueux dans le quadrant nord-est, Mont-de-Marsan et Dax dans les Landes. Aucune ne passait la barre des 100 000 habitants, la plupart totalisait 30 000 résidents voire moins. Si l’urbanisation du littoral paraissait moins évidente qu’actuellement, il était possible d’identifier déjà ce phénomène dans le Pays basque et tout autour du bassin d'Arcachon.

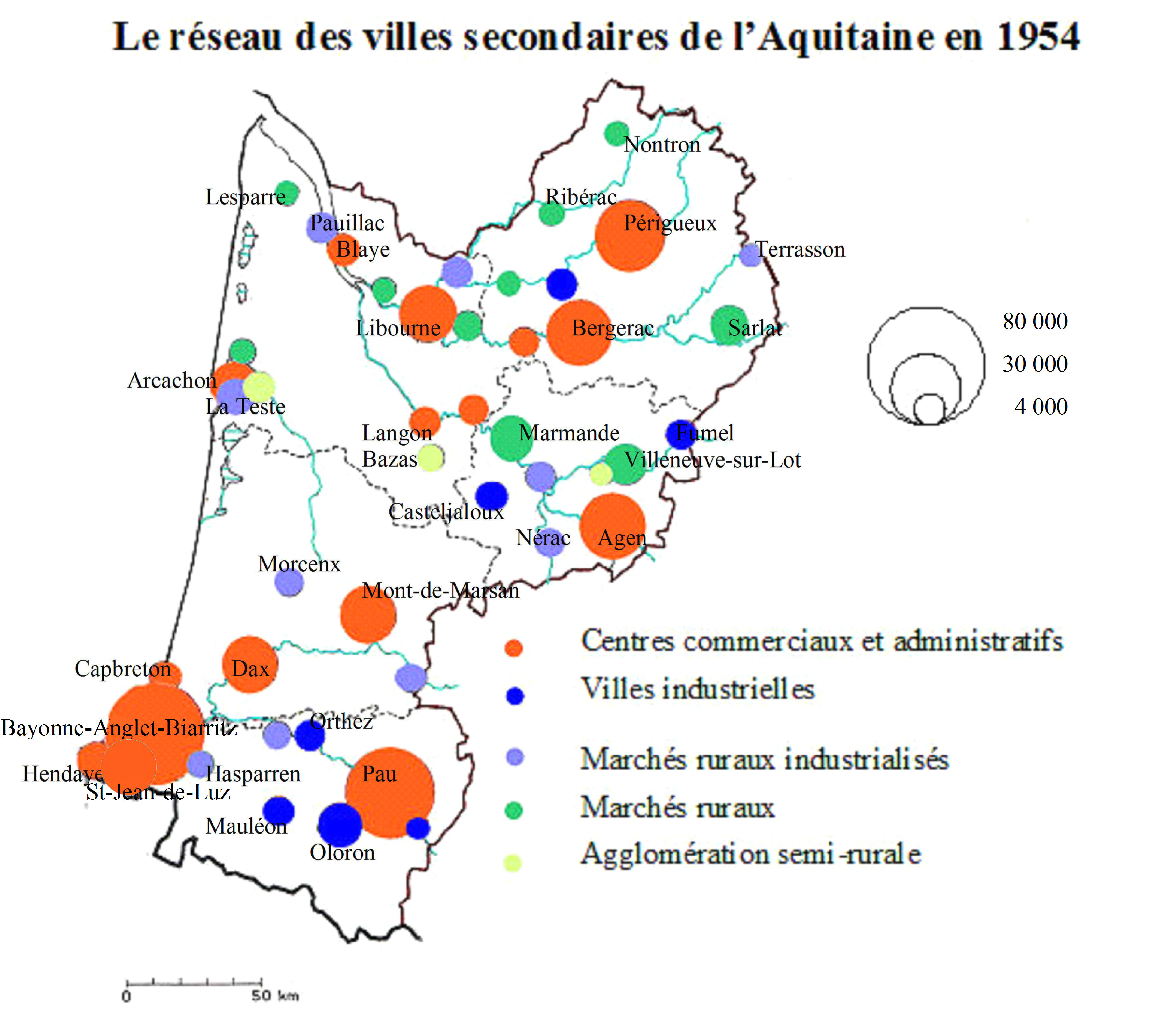
Le réseau des villes secondaires de l’Aquitaine en 1954.

Cette permanence résulte d’une longue histoire. Bordeaux, Agen et Périgueux s’affirment dès l’époque gallo-romaine en raison de leur situation sur les grandes voies de circulation dans l’Empire romain et des fonctions qu’elles y tiennent. Dans la majorité des autres cas, les petites villes actuelles doivent leur existence à la présence d’un château, à la création d’une abbaye, d’une bastide. Certes, c’est moins ce caractère au demeurant très répandu, que leur avantage de situation à un moment donné qui leur permet d’imposer leur suprématie et de s’affirmer comme un élément de l’armature urbaine régionale. Ainsi, par exemple, alors que tant de bastides ont végété après leur création, Libourne et Villeneuve-sur-Lot ont su tirer parti de leur position de carrefour sur une voie de circulation.
C’est au moment de la Révolution et de l’Empire, que se dessinent les positions acquises par les petites villes apparues lors des phases antérieures. La hiérarchie actuelle, repose incontestablement sur la situation administrative déterminée entre la fin du XVIIIe et le début du XIXe siècle. Hors Bordeaux, les agglomérations les plus importantes sont des préfectures ou des sous-préfectures. Il n’y a nul déterminisme dans cette affirmation, mais le constat qu’en fixant une organisation de l’espace au sein de chaque département, le pouvoir donnait un avantage indéniable aux villes dotées de fonctions administratives et d’une capacité de rayonnement sur leur territoire environnant.
La carte de 1954 reflète cette réalité. Bien sûr il y a des exceptions à la règle. Le développement de l’industrie est à l’origine de l’essor de plusieurs petites villes qui ne jouaient pas de rôle majeur dans la carte administrative départementale. Outre Fumel dont il a déjà été question, on relève les cas de Morcenx (exploitation de lignite) et surtout Mourenx dont l’existence est liée à la découverte contemporaine du gaz de Lacq. S’y ajoutent les stations balnéaires sur la côte basque et autour du bassin d’Arcachon. Arcachon est d’ailleurs une création du Second Empire.
L’intérêt de la carte du réseau des villes secondaires est de faire ressortir un classement fondé sur la taille et les fonctions dominantes déterminées par l’importance des grands secteurs d’activités au recensement de 1954. Les villes les plus peuplées apparaissent à cette date comme des centres commerciaux et administratifs avec plus de 45 % d’emplois dans le tertiaire. Les stations touristiques bénéficient de ces mêmes fonctions, de même que de petites villes pourtant insérées dans leur milieu rural, comme Langon. Quelques sous-préfectures, principalement Villeneuve-sur-Lot, Marmande et Sarlat, sont considérées comme des marchés ruraux parce que leur population active résidente comptait moins d’emplois d’actifs dans le tertiaire que les précédentes alors que le secteur primaire est plus fourni.
Si une moitié des villes de l’Aquitaine en 1954 dépendait déjà du développement du secteur tertiaire pour porter leur croissance économique et démographique, une autre moitié environ avait leur sort lié à la place tenue par les activités industrielles et artisanales. Cela est très significatif pour presque toutes les petites villes des Pyrénées-Atlantiques et du Lot-et-Garonne. Le plus souvent, ces cités étaient marquées par la mono-activité : métallurgie à Fumel ou Casteljaloux, papeterie à Terrasson-Lavilledieu ou Facture, industries de la personne dans les centres urbains du piémont pyrénéen ou à Mussidan. Ces activités ont largement bénéficié de la période de forte croissance économique des années 1960, tirée à la fois par la demande nationale et surtout par les besoins régionaux et locaux. La crise qui débute en 1975 et la concurrence accrue dans le cadre de la mondialisation, mettent à mal ce tissu industriel de PME insuffisamment armées pour résister à la concurrence et pour faire évoluer leur production. Pour autant, ce recul du secteur secondaire n’a pas eu d’effet trop négatif sur la croissance démographique, sauf dans le cas de Fumel. L’essor du tertiaire a pu compenser les pertes dans l’industrie.
Les aires urbaines : étalement urbain et concentration des emplois dans les pôles
L’Aquitaine n’a pas échappé au mouvement qui conduit les habitants à délaisser le centre des villes au profit des banlieues dans un premier temps, puis les communes rurales qui forment le périurbain. Si ce mouvement se poursuit, il a connu sa phase maximale entre les recensements de 1975 et de 1982. Ce changement, enlevait une grande partie de sa valeur à une définition des villes fondées sur la continuité du bâti. L’INSEE a proposé pour y remédier la notion d’aire urbaine qui permet de conjuguer deux variables des modes de vie actuels : résidence de plus en plus éloignée principalement pour accéder à la propriété immobilière mais obligation de continuer à se rendre, pour y travailler, dans le cœur des villes.
En 1999, selon l’INSEE, les aires urbaines de l’Aquitaine recouvraient près de 30 % de l’espace régional, soit entre quatre et cinq fois plus qu’en 1968. Si cinq habitants sur dix résidaient dans une aire urbaine en 1968, on en comptait sept sur 10 en 2006. C’est dire le renforcement de l’attractivité des principales villes, mais ce processus demeure moins marqué en Aquitaine que dans le reste du territoire français.
En reconstituant les aires urbaines depuis le recensement de 1968, dans les limites de celles-ci au recensement de 1999 (voir la figure), l’INSEE donne la possibilité d’apprécier l’intense bourgeonnement qui affecte les villes d’Aquitaine, phénomène d’autant plus visible que l’agglomération est très peuplée. En 1968 le périmètre des aires urbaines se superposait à peu de chose près à la proche banlieue. Par la suite, la forte périurbanisation enregistrée au cours des recensements de 1975 et 1982 se traduit par la constitution des auréoles qui encerclent le pôle urbain (commune centre et proche banlieue) où les emplois se maintiennent. Au cours des deux dernières décennies l’étalement urbain se poursuit en incorporant des communes de plus en plus éloignées de telle manière que de nouvelles continuités s’esquissent.

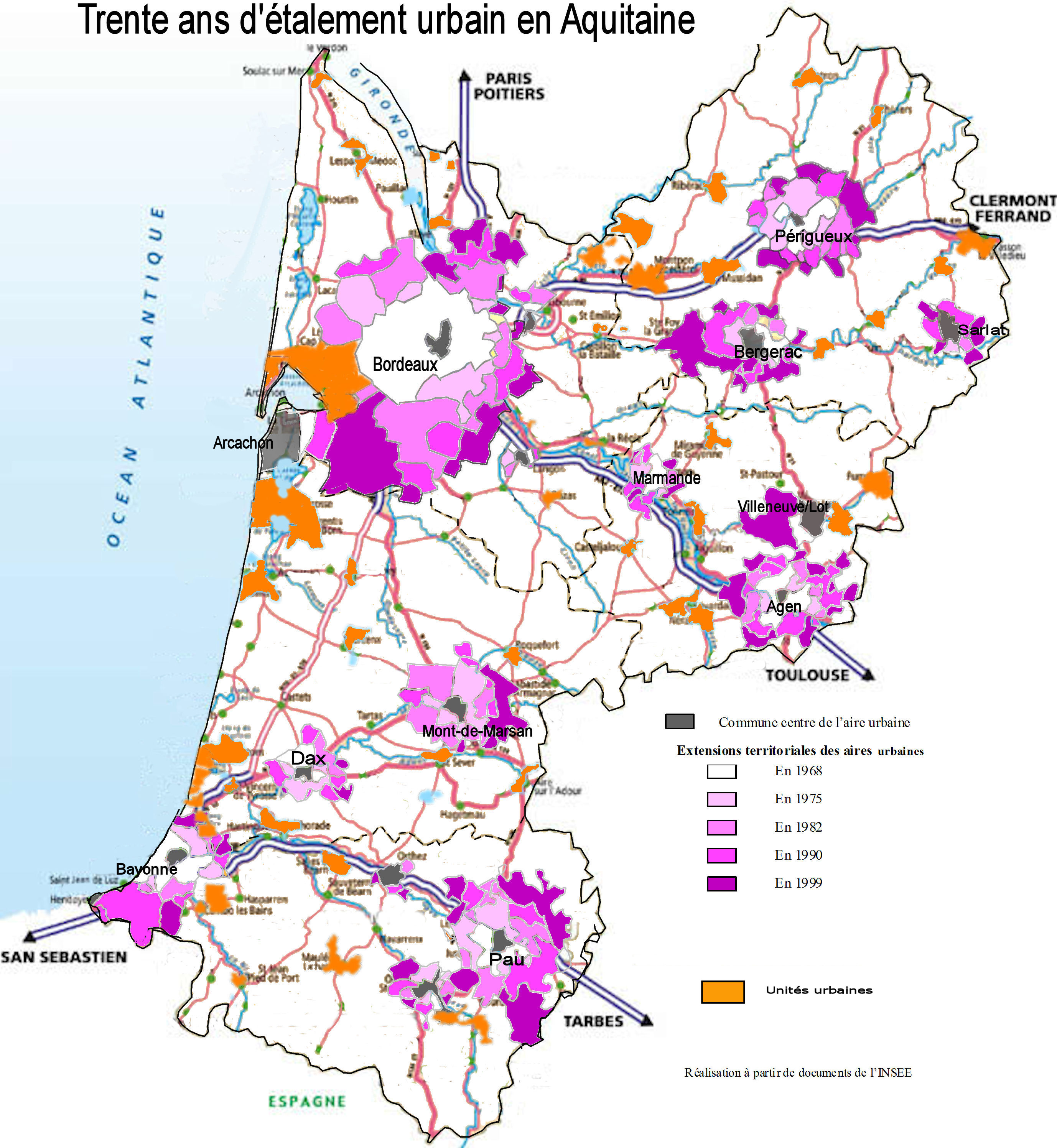
Trente ans d’étalement urbain en Aquitaine.

Ainsi, l’unité urbaine de Terrasson-Lavilledieu en Dordogne jouxte l'aire urbaine de Brive-la-Gaillarde. Les aires urbaines d’Agen et de Villeneuve-sur-Lot se mêlent par poussée de l’urbanisation le long de la RN 21 qui les relie. L’aire urbaine de Pau est de plus en plus étendue, à tel point qu’elle vient se frotter à celle d’Oloron-Sainte-Marie et qu’elle entre en contact avec celle de Tarbes. Plus significatif encore sont les évolutions observées autour des aires urbaines de Bayonne et de Bordeaux. L’aire urbaine d’Hendaye apparaît intégrée dans celle de Bayonne, tandis que vers l’ouest (Cambo-les-Bains) et vers le nord-nord-est, l’aire urbaine de Bayonne se prolonge par toute une série d’unités urbaines dont la population s’accroît en raison justement de la présence de la grande ville. L’interrogation sur la nécessité de considérer une entité bordelaise débordant sur le Libournais et le bassin d’Arcachon est récurrente depuis plusieurs années. Les extensions successives de l’aire urbaine au gré des recensements confirment cette approche, mais la question de la continuité se pose aussi quand on considère les dynamiques récentes vers Biscarrosse au sud du bassin et vers Langon sur l’axe de la Garonne.
Bayonne et Bordeaux sont également les deux agglomérations où la densification compte autant que l’extension de leur périmètre par incorporation de nouvelles communes pour expliquer la croissance démographique de leur aire urbaine respective. Ainsi, pour Bordeaux, l’INSEE propose un comparatif de la variation de la densité de population des ménages au cours des années 1990 (voir figure). Cette représentation, exprimée en habitant par km2 et par an, permet de faire quelques constations importantes. L’étalement urbain s’accompagne d’une densification entre les recensements de 1990 et 1999 à tel point que les auréoles de densification observées entre les recensements de 1990 et 1999 ne dépassent pas l’actuelle zone où la variation de densité actuelle est comprise entre 1,1 et 2,5 par habitant et par an. En outre, cette densification s’avance plus loin encore le long de quelques grands axes comme au sud-est vers Langon et à l’est vers Libourne. Bordeaux et le bassin d’Arcachon ne sont plus séparés que par une forme d’occupation qui privilégie encore les faibles densités. Nul doute que la densification se fera plus forte au cours des prochaines décennies. Notons enfin que la variation de densité demeure la plus forte au cœur des aires urbaines et qu’elle n’est plus limitée dans le cas de Bordeaux à la seule commune centre. Il faut y voir l’effet des politiques de densification sur les territoires urbains les plus anciennement occupés. Les opérations immobilières en cours sur les anciens terrains industriels de la rive droite de la Garonne dans la commune de Bordeaux participent, à titre d’exemple, à cet accroissement de la densification.

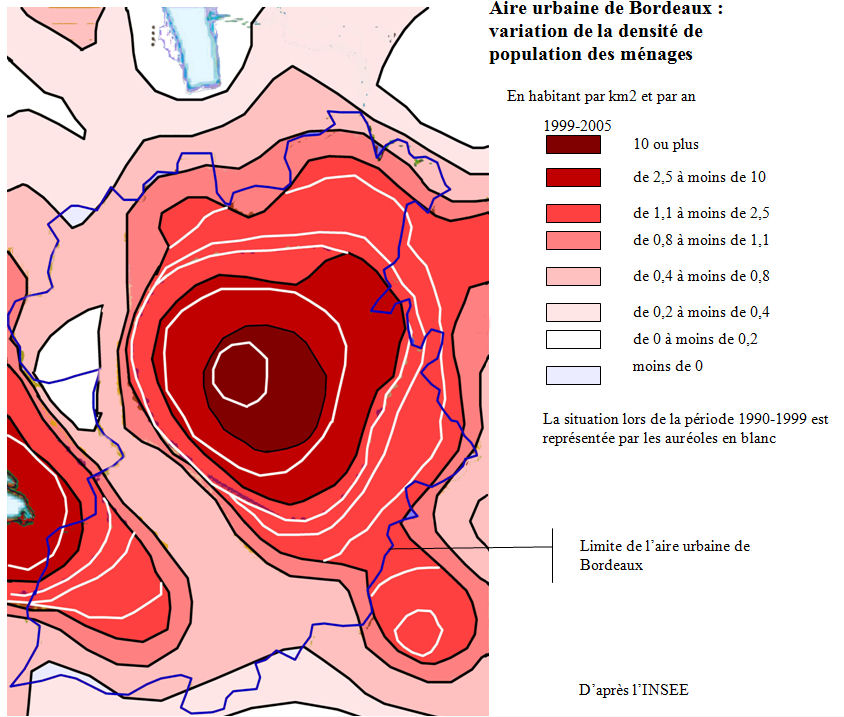
Aire urbaine de Bordeaux : variation de la densité de population des ménages.

#### Le recensement de 2006 conforte l'attractivité de Bordeaux et du littoral
Un peu plus de 2 100 000 personnes résident désormais dans les dix-sept aires urbaines que compte l’Aquitaine, soit de l’ordre de 150 000 citadins supplémentaires par rapport au recensement de 1999. Désormais, sept aquitains sur 10 vivent dans des espaces où l’étalement urbain se développe en fonction de l’importance des emplois offerts dans la commune-centre et sa proche banlieue. Dans cet ensemble de 17 aires urbaines, le poids de celle de Bordeaux est considérable, proche de 50 % et en très légère progression entre les deux derniers recensements. Tout aussi significatif de la place prise par les trois grandes agglomérations de l’Aquitaine, les aires urbaines de Bordeaux, Pau et Bayonne rassemblent plus des 2/3 (69 %) des citadins habitants dans des aires urbaines, un peu plus de 45 % de la population totale de l’Aquitaine.
L’analyse des variations durant la période intercensitaire (1999-2006) fait ressortir trois groupes d’aires urbaines. Un premier ensemble est formé de celles qui enregistrent un taux de croissance, sur la période, inférieur à 5 %, soit six aires urbaines : la plus faible progression concerne les aires urbaines d’Oloron-Sainte-Marie et Orthez, suivent ensuite celles de Sarlat, Villeneuve-sur-Lot, Bergerac et Périgueux. Sept autres aires urbaines connaissent une variation positive comprise entre 5 % et 10 % : c’est notamment le cas des trois villes les plus peuplées, ainsi qu’Agen, Mont-de-Marsan, Libourne et Marmande. La croissance est supérieure à 10 % dans quatre aires urbaines : Arcachon, Dax, Hendaye et Langon. Comment ne pas souligner, dans le cas de ces quatre dernières, que deux d’entre elles sont dans la mouvance de l’agglomération bordelaise tandis que les deux autres sont sous l’influence de Bayonne.
Il n’est pas possible de s’en tenir aux évolutions au sein du groupe des aires urbaines. Des dynamiques démographiques se produisent à leur périphérie comme le montrent les résultats du recensement de 2006, ce qui tend à prouver que les périmètres des aires urbaines ne recouvrent pas très exactement les processus d’étalement urbain. Pour le montrer, on a porté sur une carte les aires urbaines et on observe la croissance urbaine entre 1999 et 2006 en périphérie de ces espaces urbains et périurbains (voir la figure).
De manière générale, toutes les périphéries des aires urbaines bénéficient de la proximité d’une ville importante. Toutefois, cette poussée en périphérie reste modeste dans les aires urbaines de la moitié orientale de l’Aquitaine, principalement pour l’aire urbaine de Pau-Oloron-Sainte-Marie qui compte déjà quelque 170 communes. Observons cependant, dans le cas de Sarlat l’inadéquation entre le périmètre de l’aire urbaine et celui de la zone périphérique concernée par des dynamiques plus récentes.
C’est cependant dans l’orbite des aires urbaines de Bordeaux et de Bayonne que les communes périphériques enregistrent des gains de population significatifs. Quasiment toutes les communes entre l’estuaire de la Gironde et Biscarrosse sont touchées par ces nouvelles dynamiques, l’attrait du littoral étant toujours plus élevé. Si l’immédiat arrière-pays de Bayonne connaît des variations positives, c’est principalement au nord-nord-est de l’agglomération, le long du littoral et en direction de Dax et de Peyrehorade, que la poussée urbaine semble la plus forte.

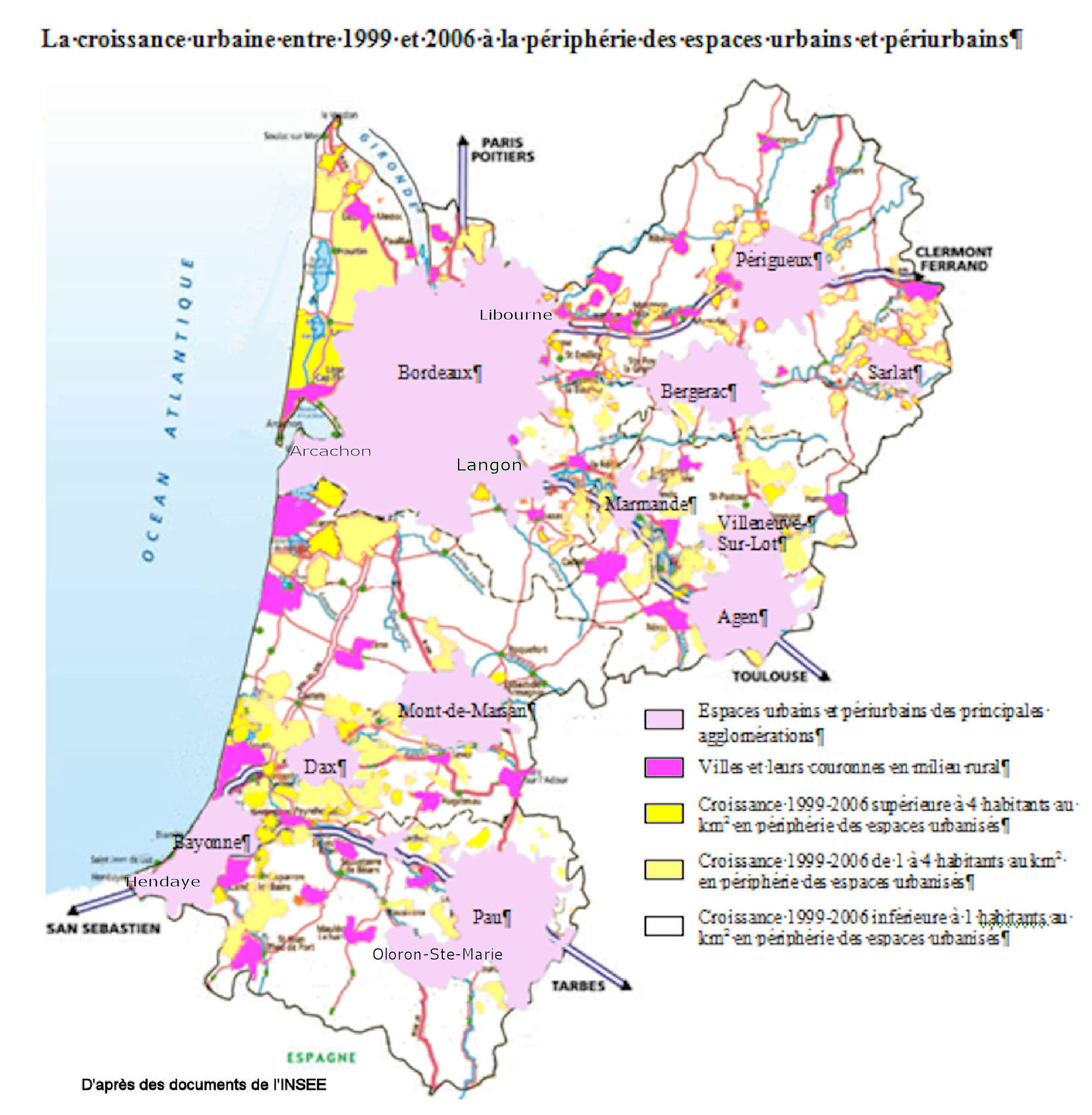
La croissance urbaine en Aquitaine entre 1999 et 2006 à la périphérie des espaces urbains et périurbains.

Il faut relativiser cette avancée de l’urbanisation en dehors du périmètre des aires urbaines ou des unités urbaines, car, le plus souvent, les communes affectées par ces gains sont peu peuplées et, en fin de compte, cela ne modifie pas significativement le poids démographique des aires urbaines. À titre d’exemple, le record de croissance, exprimé en % durant la période intercensitaire est le fait de la commune de Dumes (+80 %) au sud de Saint-Sever car elle passe de 133 à 240 habitants. Les deux communes suivantes ayant un fort taux de croissance, possèdent également de moins de 500 habitants, se situent dans le canton de Tartas ouest, entre Dax et Mont-de-Marsan.
Mais il est des évolutions qui interpellent et permettent de poser la question de la pertinence, dans le futur, des périmètres actuels des espaces urbains et périurbains autour de Bayonne et de Bordeaux. Certes, ces communes ou ces unités urbaines concernées sont des stations touristiques qui profitent de l’engouement pour le littoral. Certes, elles ne satisfont pas au critère de 40 % d’actifs se déplaçant vers le cœur de l’agglomération. Incontestablement, pourtant, elles sont de plus en plus dans la sphère d’influence de Bordeaux ou Bayonne et leur propre extension urbaine peut apparaître comme un prolongement de ces grandes villes si proches.
Si les cités touristiques de la Pointe du Médoc restent un peu à l’écart de ces dynamiques favorables, toutes les autres stations fréquentées par les bordelais enregistrent de fortes croissances. Du nord au sud, on observe les évolutions suivantes : Vendays-Montalivet gagne 300 habitants entre les recensements de 1999 et 2006 (+18 %), Lacanau dépasse désormais 4 000 citadins (+30 %), Carcans atteint 2 000 résidents (+33 %), Le Porge progresse de 1 500 à 2 200 personnes (+45 %), l’unité urbaine d’Arès-Lège-Cap-Ferret approche 15 000 habitants (+15 %). Ces évolutions démographiques amènent à se poser des questions sur la zone urbaine qui encercle le bassin d’Arcachon. Actuellement, elle est partagée entre l’aire urbaine de Bordeaux pour sa partie nord, celle d’Arcachon au sud et l’unité urbaine d’Arès-Lège-Cap-Ferret à l’ouest. Ce découpage reflète-t-il la réalité ?
Ces mouvements démographiques débordent désormais du département de la Gironde pour affecter la partie du département des landes proche du bassin d’Arcachon et de l’agglomération de Bordeaux. À une heure de Bordeaux, Sanguinet enregistre une des plus fortes croissances démographiques au cours de la dernière période intercensitaire : +45 %. La petite cité qui profite de sa position sur le grand lac et de la proximité des stations touristiques en bord de mer, atteint maintenant un peu plus de 2 000 habitants. Si Biscarrosse connaît une progression moins rapide en pourcentage, elle apparaît cependant comme une ville touristique à part entière avec ces 12 000 habitants en 2006, soit près de 3 000 personnes supplémentaires depuis 1999. Et ces gains affectent aussi des petites villes plus éloignées du littoral comme Parentis-en-Born (+11 %) qui compte 5 000 citadins ou Ychoux (+13 %).
En ce qui concerne l’agglomération de Bayonne, la poussée hors de l’aire urbaine se concentre sur la partie nord. Si l’effet tourisme joue, notamment autour de Capbreton, l’attractivité de cette zone tient plus à l’existence de deux autoroutes et de leurs échangeurs, ainsi qu’à la proximité de la ville de Dax. L’aire urbaine de Bayonne incorpore déjà des communes landaises, toutes celles du canton de Tarnos, plus Labenne et Orx dans le canton de Saint-Vincent-de-Tyrosse. Le recensement de 2006 souligne que la progression démographique concerne aujourd’hui des communes bien plus éloignées. Globalement, l’arrondissement de Dax progresse de 12 % et gagne un peu plus de 20 000 habitants. Le canton de Saint-Vincent-de-Tyrosse est toujours le principal bénéficiaire de cette progression démographique, principalement Saint-Jean-de-Marsacq et Saubion (+34 % chacune), la commune de Saint-Vincent-de-Tyrosse (+27 %) qui compte maintenant près de 7 000 citadins. Capbreton est légèrement plus peuplée mais ne progresse que de 13 %.
Tout à fait nouveau est la croissance de la population dans le canton de Peyrehorade ou dans celui de Bidache. Certes les gains de population sont modestes car toutes les communes affectées sont peu peuplées en dehors de Peyrehorade, mais elles enregistrent presque toutes des taux de progression supérieurs à 15 % pour la période 1999-2006 et elles accueillent de nouveaux venus. Au total, le canton de Bidache gagne un peu moins de 800 habitants et celui de Peyrehorade 1 300 et cette petite ville compte désormais 3 500 citadins.
Cette avancée de l’urbanisation au contact de l’aire urbaine de Bayonne est également perceptible dans l’arrière Pays basque. Le canton de Cambo-les-Bains ajoute 2 000 personnes à sa population de 1999, ces nouveaux venus privilégiant l’installation dans le chef-lieu qui totalise maintenant près de 6 000 habitants.

#### Urbanisation, intercommunalité et aménagement de l'espace urbain
La nécessité de considérer aujourd’hui l’urbanisation de l’Aquitaine au prisme des unités urbaines ou des aires urbaines conduit également à observer si ces évolutions interfèrent avec la progression de l’intercommunalité et la manière dont cette dernière a pris en compte le rôle des villes (voir la figure « Aires urbaines et intercommunalité »).
La loi de 1999, dite Chevènement, fixe le rôle des EPCI (Établissement public de coopération intercommunale) à fiscalité propre en reconnaissant trois niveaux : communauté de communes (CDC), communauté d’agglomération (CA) et communauté urbaine (CU). L’Aquitaine compte une communauté urbaine, huit communautés d’agglomération alors qu’il existe 17 aires urbaines. Une très large majorité des unités urbaines d’Aquitaine sont des CDC.

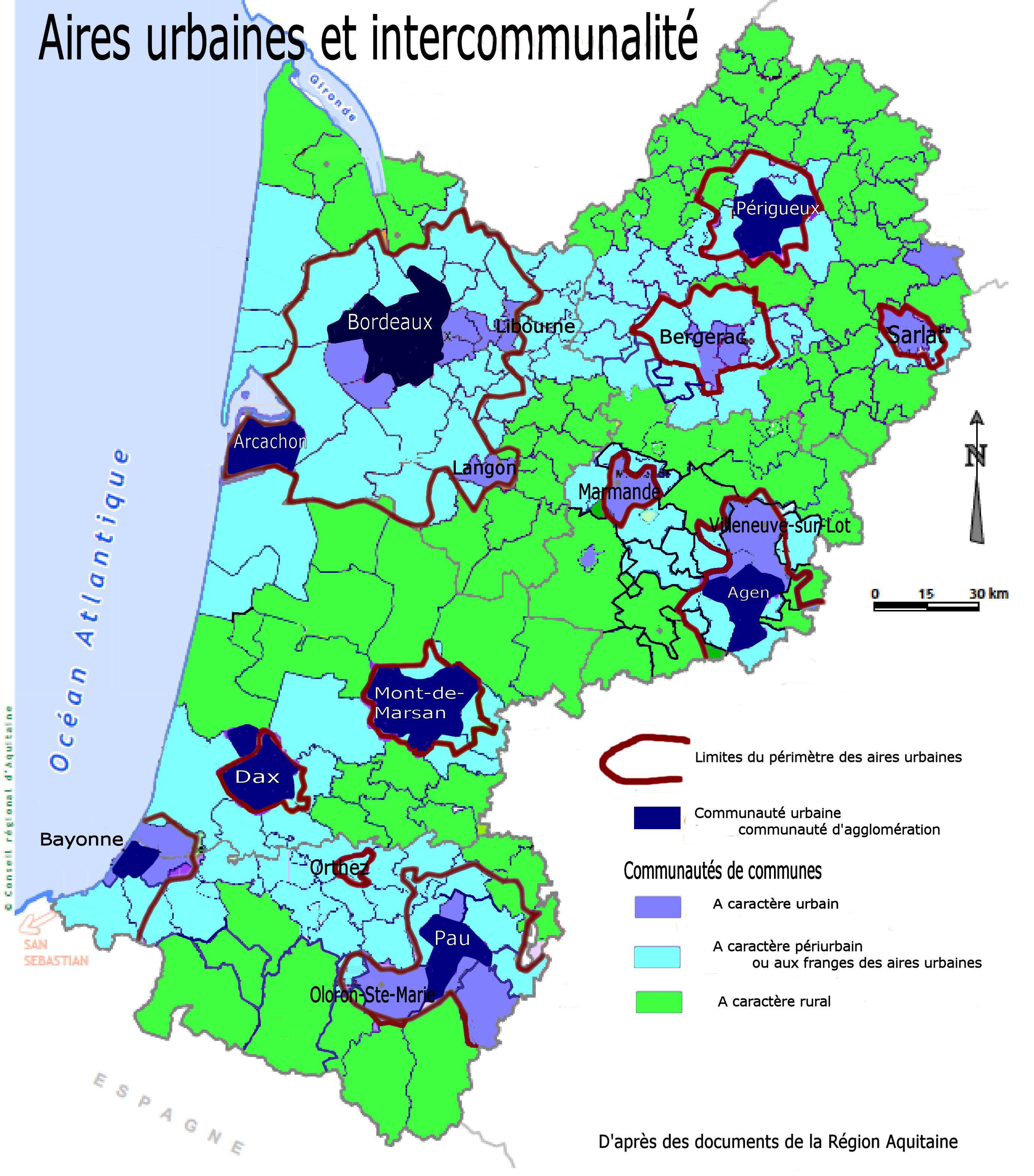
Aires urbaines et intercommunalité en Aquitaine.

Seule l’agglomération de Bordeaux possède les caractéristiques (au moins 500 000 habitants) permettant d’être une communauté urbaine. La CUB (communauté urbaine de Bordeaux) regroupe 27 communes depuis sa création en 1968. Si son périmètre était adapté à la situation démographique des années 1960, il apparaît aujourd’hui, sans même considérer l’aire urbaine, que les 27 communes ne recouvrent qu’une partie de l’unité urbaine. Aucun changement de périmètre ne semble actuellement possible et cela sera d’autant plus difficile que les communes hors CUB, appartenant à l’unité urbaine, s’opposent souvent avec détermination à toute tentative de modification du périmètre de la CUB en dénonçant l’hégémonisme de la ville-centre. De fait, comme le montre la figure, autour du noyau qu’est la CUB, se sont constituées des communautés de communes jalouses de préserver leur autonomie et leur capacité à offrir des terrains aux entreprises et aux particuliers. Il convient de signaler aussi, que ces communautés de communes qui encerclent la CUB comptent presque toujours moins de 10 communes, que ces regroupement sont fondées plus sur des affinités politiques ou de proximité que sur des projets et qu’enfin leur superficie est plus grande à l’ouest parce que les communes landaises sont très vastes comparé à l’extrême morcellement communal de l’Entre-deux-Mers, par exemple.
Pour devenir une communauté d’agglomération, il faut respecter trois critères : rassembler au moins 50 000 habitants, disposer d’une commune ayant au minimum 15 000 habitants et que la nouvelle entité soit géographiquement d’un seul tenant et sans enclave. Quand on observe la situation en Aquitaine, on constate qu’il n’y a que huit CA, que ces dernières sont presque toujours en inadéquation avec le périmètre de l’unité urbaine. Quelques-unes de ces CA sont d’anciens districts ; tels Bayonne et Arcachon. Dans ces deux cas, on s’est contenté de passer du périmètre du district à celui de la communauté d’agglomération. La CA de Bayonne comporte trois communes (Bayonne, Anglet et Biarritz) rassemblant un peu plus de 100 000 personnes quand l’aire urbaine est deux fois plus peuplée. La communauté d'agglomération du Bassin d'Arcachon Sud totalise un peu plus de 50 000 citadins sur quatre communes : Arcachon, La Teste, Gujan-Mestras et Le Teich.
Notons également que la CA de Pau avec ces 14 communes ne coïncide par parfaitement avec l’unité urbaine même si elle compte 150 000 habitants. Situation semblable dans la CA d’Agen qui réunit sept communes seulement et pourtant 62 000 citadins. C’est la situation de l’intercommunalité à Périgueux qui est la plus dommageable pour une meilleure réflexion sur la gestion des territoires urbanisés. En effet, la CA de Périgueux regroupe 13 communes situées à l’ouest, alors que celles de l’est se retrouvent dans une CDC dont toutes les communes appartiennent à l’aire urbaine, dont la plus peuplée, Boulazac, sur laquelle sont installées de nombreuses entreprises industrielles et commerciales, source de recettes fiscales importantes.
Pour toutes les autres CA et celles à venir, il a été ou il sera plus difficile de parvenir à la barre de 50 000 habitants en raison de l’obligation d’incorporer des communes peu peuplées et de connaître le risque de se heurter à la résistance de celles qu’il faudrait inclure dans la périmètre pour qu’il n’y ait pas d’enclave. Si dans ces cas de figure, l’adéquation entre aire de la communauté d’agglomération et l’aire urbaine est proche elle n’est jamais parfaite car comme à Périgueux les oppositions entre élus conduisent à des incohérences. La CA de Mont-de-Marsan a pu être créée en 2002 lorsque l’adhésion de trois communes a permis d’atteindre le seuil de 50 000 habitants. C’est une CA où seules quatre communes sur 18 comptent plus de 1 000 personnes, dont un peu plus de 30 000 pour le chef-lieu des Landes. Il a fallu attendre 2007 pour que naisse la CA du Grand Dax en commençant par la réunion de quatre communes dans une CDC (1993), puis la création d’un SIVOM réunissant 20 communes des cantons sud et nord.
Volontaire pour l’apparition d’une CA de Marmande, son maire n’a pu y parvenir, car dans un périmètre très élargi, prenant en compte l’aire urbaine, rendu nécessaire par la nécessité d’atteindre le seuil de 50 000 habitants, trois communes s’y sont opposées. L’État n’ayant pas tenu compte de leur volonté de ne pas être dans le périmètre, elles ont obtenu gain de cause auprès du tribunal administratif, arguant de leur caractéristique rurale alors même qu’elles développent des zones d’activités en bénéficiant de leur proximité par rapport à Marmande et à Tonneins. Actuellement, le maire de Libourne envisage une CA qui, en raison des oppositions des élus des communes de la partie occidentale du Libournais, devrait se réaliser avec la partie orientale de l’aire urbaine, celle qui est la plus la plus éloignée de Bordeaux. Il a fallu 10 ans de tractation pour que les trois CDC de l’agglomération de Bergerac fusionnent ce qui devrait permettre la naissance d’une CA de 53 000 habitants en 2012.
Face à des constructions intercommunales aussi variées dans les espaces urbains, on imagine sans peine que les approches dans le domaine de la planification urbaine sont peu aisées et différentes selon les grandes zones d’urbanisation. On s'en tient à la seule planification urbaine, mais il conviendrait aussi de regarder comment les EPCI, à partir de leurs compétences, principalement en matière de développement économique et durable, gèrent les espaces urbanisés dont elles sont la charge.
Instauré par les lois SRU de 2000, le schéma de cohérence territoriale (SCoT) est un document d’urbanisme qui détermine, à l’échelle de plusieurs communes ou groupement de communes, l’organisation du territoire, les grandes orientations en matière de politiques publiques (habitat, déplacements, économie). Depuis Grenelle II, ces documents d’urbanisme (ainsi que les PLU) doivent préciser les efforts à réaliser pour réduire la consommation d’espace, les déplacements et assurer un équilibre dans la répartition des activités au sein du territoire concerné.

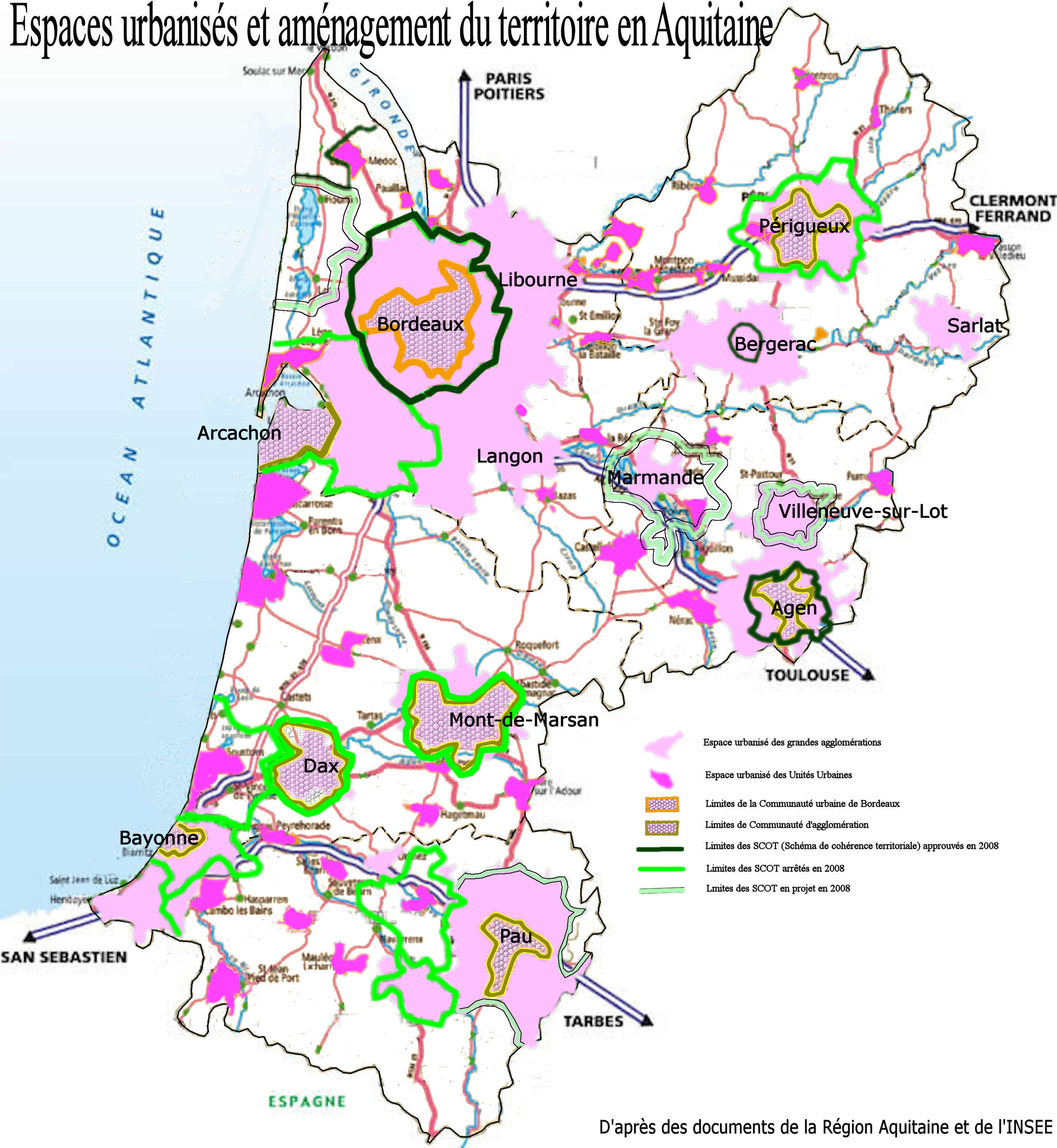
Espaces urbanisés et aménagement du territoire en Aquitaine.

Plus encore que dans le reste du territoire métropolitain, le morcellement intercommunal observé en Aquitaine est à l’origine d’un retard important dans la mise en place des SCoT et ne permet pas dans plusieurs cas d’opter pour les périmètres les plus pertinents pour la meilleure gestion des espaces urbains (voir la figure Espaces urbanises et aménagement du territoire en Aquitaine). La plupart du temps en effet, il a fallu mettre en place des syndicats mixtes à la territorialité plus étendue que les EPCI existantes au sein des aires urbaines, afin de mieux prendre en compte la périurbanisation active sur les franges des agglomérations.
Le retard pris dans l’élaboration des SCoT a peut-être permis de déterminer des périmètres qui sont plus en phases avec l’étalement urbain. Périgueux, Marmande, Villeneuve-sur-Lot, Mont-de-Marsan, Dax et plus récemment Pau (2010) ont opté pour des SCoT qui couvrent de manière assez parfaite leur aire urbaine. Il en sera probablement de même pour Bergerac, mais le syndicat mixte est en cours de constitution.
Comme on peut aisément l’imaginer, c’est dans les espaces urbains sous influence des trois principales villes de l’Aquitaine que la réflexion sur les périmètres a été la plus complexe. Fallait-il dans les vastes espaces d’urbanisation un ou plusieurs SCoT ? L’observation de la situation actuelle (très changeante car des projets de SCoT sont en discussion comme à Libourne, Langon et Bergerac) montre que les élus ont opté pour plusieurs SCoT. Ainsi, alors que les périmètres des SCoT de Oloron-Sainte-Marie et de la région de Lacq ont été arrêtés en 2008, celui de Pau n’a vu le jour qu’en 2010, reste d’ailleurs à confirmer, mais devrait probablement coïncider avec l’aire urbaine de la ville principale du Béarn. Moins vaste, l’aire urbaine de Bayonne est aujourd’hui couverte par trois ou quatre SCoT selon qu’on insère le Grand Dax dans cette dynamique démographique du sud-ouest de l’Aquitaine. Ce choix reflète les découpages intercommunaux et les rivalités entre la partie nord et sud du littoral du Pays basque et les parties landaises de l’agglomération.
Les discussions pour déterminer le périmètre le plus pertinent pour mieux gérer et orienter l’évolution de l’agglomération de Bordeaux ont abouti à la création du Syndicat mixte du schéma directeur de l’aire urbaine bordelaise (Sysdau) en 1996. Son périmètre qui rassemble un peu moins de 100 communes pour 167 000 ha, dont Bordeaux Métropole (Ancienne communauté urbaine de Bordeaux), ne recouvre qu’une partie de l’aire urbaine de Bordeaux (au sens INSEE). De plus, les élus n’ont pas suivi les recommandations des services de l’État qui estimaient que le SCoT devait concerner non pas la seule aire urbaine de Bordeaux, mais également celles d’Arcachon et Libourne, ce qui correspond à l’axe de développement urbain de l’agglomération.
Autour de ce SCoT central, approuvé en 2014, on constate que les communes du littoral ont pris de l’avance sur celles de la partie orientale. Si la Pointe du Médoc dispose d’un SCoT opérationnel, il ne concerne pas la totalité du Médoc. Le SCoT des Lacs Médocains, en projet depuis 2008, ne concerne pas toutes les communes entre ces lacs et le SCoT de l'aire métropolitaine Bordelaise ; de même il ne jouxte pas celui du bassin d’Arcachon. Un autre SCoT est en préparation (SCoT 2033) sur les autres communes du Médoc. La création d'un Parc Naturel Régional sur ce territoire emblématique de la région devrait également changer la donne dans les années à venir. Au moins, le SCoT du bassin d’Arcachon et du Val de Leyre prend en compte la totalité de cet espace très convoité aux portes de Bordeaux. En revanche, ce SCoT s’interrompt sur les limites départementales car les oppositions sont fortes, notamment de la part des départements, d’accepter que des découpages administratifs débordent des limites départementales.
De la même manière, le SCoT du Libournais, inclut le secteur de Sainte-Foy-la-Grande, alors que les services de l’INSEE placent cet ensemble dans l’aire urbaine de Bergerac. Ici aussi, la limite départementale s’impose dans la détermination des espaces soumis à un document d’urbanisme.
Si, dans cette approche de l’urbanisation, on s'en tient aux documents SCoT en raison de leur lien avec la dimension des aires urbaines, il ne faut pas perdre de vue que d’autres analyses sont à effectuer pour articuler les SCoT aux plans locaux d’urbanisme (PLU), sachant que ces derniers sont majoritairement communaux et que les maires conservent une liberté considérable en matière d’aménagement urbain de telle manière que la gestion de l’étalement urbain reste soumise à des décisions communales.

#### Réseaux urbains en Aquitaine et dans sa périphérie
Le premier schéma d’armature urbaine avait été établi en 1965. Il distinguait, en fonction de la population et des services offerts, cinq niveaux : une capitale régionale Bordeaux, une sous-capitale Pau, trois centres principaux (Bayonne, Agen et Périgueux), huit centres secondaires (Mont-de-Marsan et Dax, Arcachon et Libourne, Marmande et Villeneuve-sur-Lot, Bergerac et Sarlat) et enfin neuf centres relais souvent reliés aux précédents (Orthez, Oloron-Sainte-Marie, Aire-sur-Adour, Biscarrosse, Pauillac Blaye Langon, Sainte-Foy-la-Grande, Fumel). Comme on a pu le constater dans les lignes qui précédent, cette organisation urbaine fait preuve d’une très grande stabilité jusqu’à l’orée des années 1980. Mais à partir de cette date, la crise de l’industrie met en difficulté un certain nombre de petites villes, surtout la poussée littorale de l’urbanisation renforce le poids de Bayonne, réduit l’influence d’Agen et plus encore de Périgueux, tandis que la suprématie de la métropole régionale est confortée.

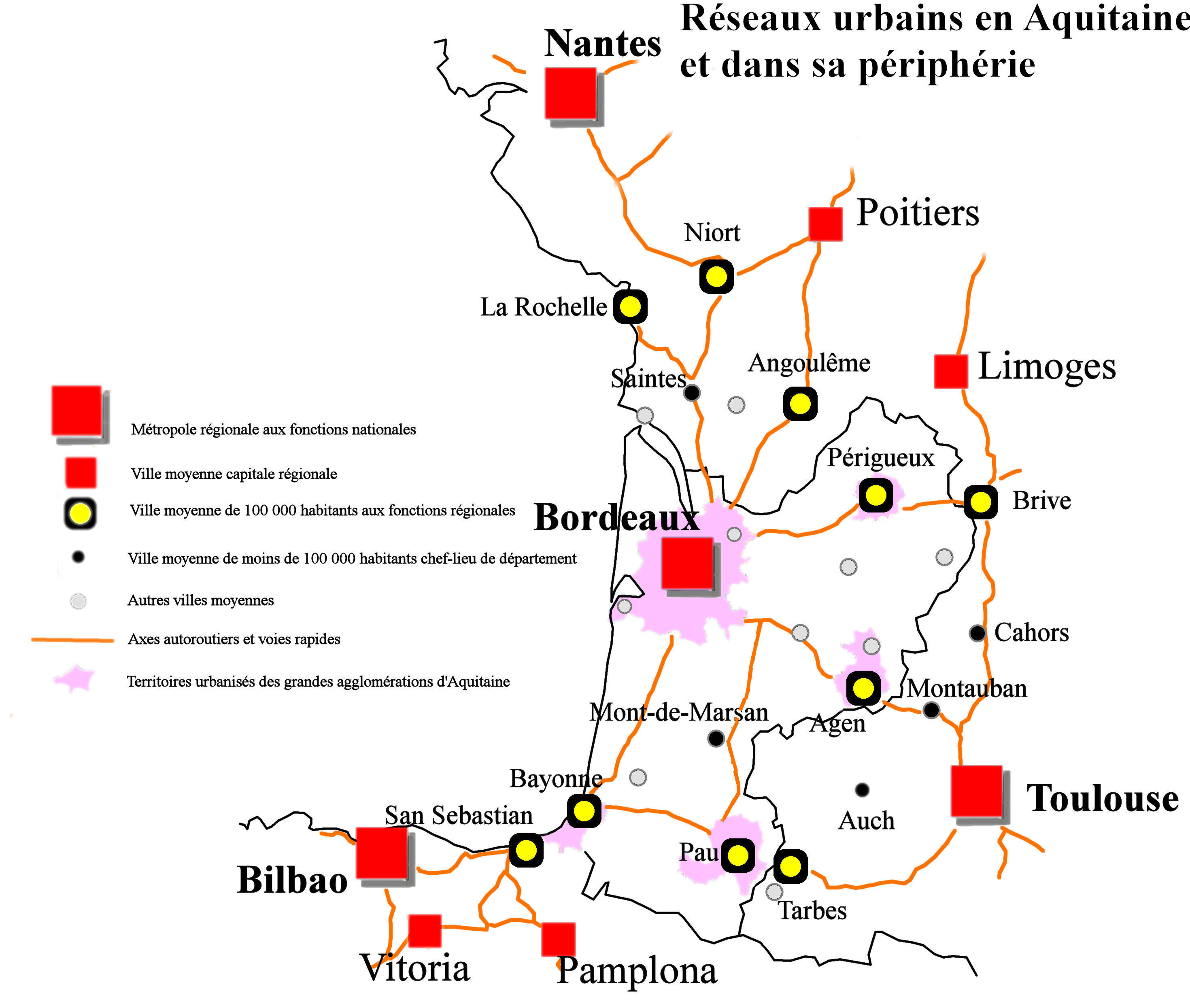
Réseaux urbains en Aquitaine et dans sa périphérie.

La figure correspondante souligne le fonctionnement actuel en réseau plus qu’en niveaux comme cela avait été défini dans les années 1960. L’environnement n’est plus le même : les villes n’ont plus principalement un rapport à leur zone d’influence, elles sont aussi en compétition et les évolutions des plus importantes ont un effet sur celles de rang inférieur. Aborder l’analyse sous l'angle du réseau permet d’expliquer les interactions entre les composantes d’un système urbain dominé par Bordeaux. De plus, il n’est plus possible d’analyser les villes de l’Aquitaine sans se replacer dans un environnement plus large en intégrant la périphérie et sans aborder les perspectives européennes.
Le système urbain aquitain peut être qualifié de « polarisé intégral » assorti de relations linéaires entre la métropole polarisante et les villes qui sont sous son influence. Les villes moyennes de 100 000 habitants et plus sont disposées en auréole à au moins 100 km de Bordeaux. Toutes ces villes sont liées à leur métropole par des autoroutes ou des voies rapides et pour l’agglomération paloise se sera chose faite en décembre 2010. Bien entendu, la domination de Bordeaux sur les chefs-lieux des deux départements charentais n’est pas totale, ne serait-ce que parce qu’elles dépendent administrativement de Poitiers. En outre la situation au sud de l’Aquitaine est un peu plus complexe car les aires urbaines de Pau et de Tarbes se joignent et toutes deux peuvent jouer de leur proximité par rapport à Toulouse.
De fait, si on observe l’Aquitaine et sa périphérie, on constate que le sud-ouest de la France appartient à un système urbain bipolaire dans lequel Bordeaux et Toulouse sont plus rivales que complémentaires. Cette bipolarité pèse sur la réalisation des grandes infrastructures du futur comme la ligne à grande vitesse (LGV). Il est avéré désormais que sa construction doit se poursuivre jusqu’à Toulouse pour assurer la rentabilité.
En ouvrant un peu plus le regard sur la périphérie et en se limitant à la façade atlantique, on note que si Bordeaux est bien au centre, elle n’est qu’une des quatre métropoles qui maillent ce territoire. C’est un autre élément du réseau à l’échelle de la France, cette fois-ci, chacune de ces villes millionnaires ou presque, se positionnant à au moins 200 km. Dans ce schéma, Nantes a peu de liens avec Bordeaux et Toulouse tant est grande la proximité de Paris, place incontournable dans l’organisation urbaine de la France, ce qui justifie pour les présidents de Région que Bordeaux et Toulouse disposent rapidement d’une LGV vers Paris et les pays du nord de l’Europe. Pour autant, Toulouse joue d’autres cartes comme une liaison plus directe vers Lyon et l’espace rhénan ou en direction de Barcelone.
Or, aux portes sud de l’Aquitaine, se trouve la conurbation du Pays basque dont Bilbao est la capitale économique incontestable. Malgré quelques relations politiques et économiques entre Bordeaux et Bilbao, malgré quelques tentatives pour fédérer les politiques publiques entre Bayonne et Saint-Sébastien, la frontière continue de freiner toute réflexion sur la situation urbaine de cette partie du littoral atlantique. Or, on est droit de s’interroger sur l’évolution future de l’aire urbaine de Bayonne prise au sens le plus large possible, c'est-à-dire en incorporant les avancées de l’urbanisation vers Dax. On pourrait en effet, sous cet angle, considérer que Bayonne est une composante septentrionale de la conurbation dont Bilbao est le leader incontesté. Ce qui reste purement théorique pour des raisons politiques, peut le devenir dans le futur et cela devrait conduire dès maintenant à réfléchir aux impacts possibles en ce qui concerne le développement et l'aménagement.
Plus globalement encore, Bordeaux, au même titre que les autres métropoles de cette façade atlantique, n’a pas une dimension européenne satisfaisante tant sur le plan de la population de spécificités économiques que des capacités à consolider sa place dans la compétition que se livrent les grandes villes. Le schéma plaçant Bordeaux dans la marge du cœur dynamique de l’Union européenne reste d’actualité.

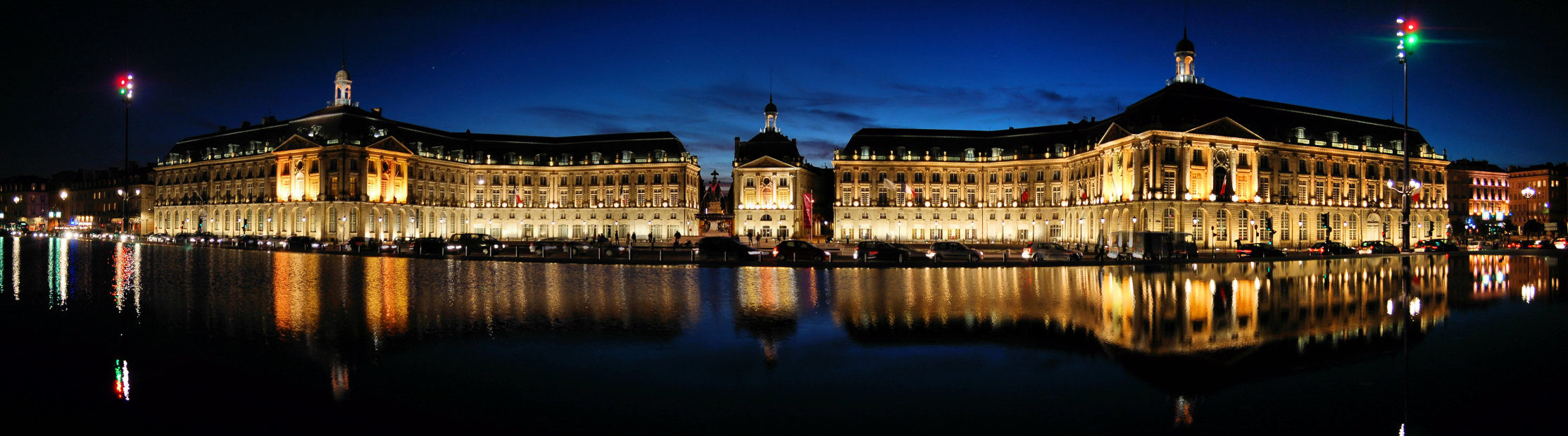
Place de la Bourse et miroir d'eau à Bordeaux.

### Résidences secondaires
Ce tableau indique les communes d’Aquitaine qui comptaient en 2008 plus de 3 000 résidences secondaires.
| Ville                  | Département          | Rés. secondaires |
| ---------------------- | -------------------- | ---------------- |
| Biarritz               | Pyrénées-Atlantiques | 9 409            |
| Arcachon               | Gironde              | 9 213            |
| Lège-Cap-Ferret        | Gironde              | 7 013            |
| Lacanau                | Gironde              | 6 525            |
| Biscarrosse            | Landes               | 5 930            |
| Capbreton              | Landes               | 5 635            |
| Saint-Jean-de-Luz      | Pyrénées-Atlantiques | 5 579            |
| Seignosse              | Landes               | 4 972            |
| Hendaye                | Pyrénées-Atlantiques | 5 332            |
| Mimizan                | Landes               | 3 886            |
| La Teste-de-Buch       | Gironde              | 3 517            |
| Soulac-sur-Mer         | Gironde              | 3 499            |
| Soorts-Hossegor        | Landes               | 3 232            |
| Vendays-Montalivet     | Gironde              | 3 223            |
| Bordeaux               | Gironde              | 3 168            |
| Vieux-Boucau-les-Bains | Landes               | 3 013            |

## Culture

### Langues

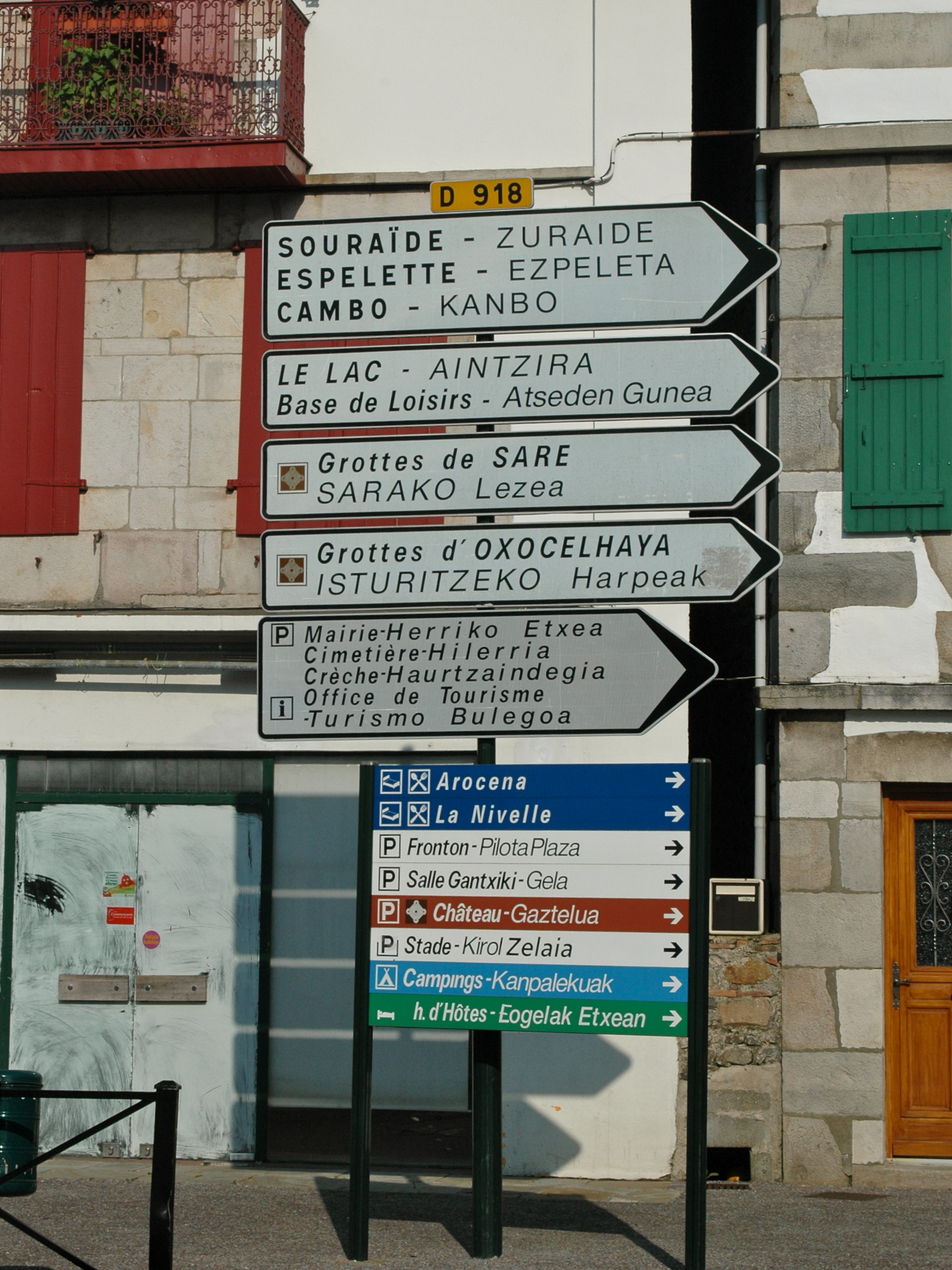
Signalisation bilingue en français et en basque à Saint-Pée-sur-Nivelle.

Les langues régionales parlées en Aquitaine sont au nombre de trois : l'occitan, le basque et le saintongeais.
Les dialectes occitans parlés en Aquitaine sont :
- le gascon parlé dans la Gironde, le sud du Lot-et-Garonne, les Landes, y compris le béarnais parlé dans le Béarn (Pyrénées-Atlantiques). Sa spécificité est telle qu'il est souvent considéré comme une langue à part entière au sein de l'ensemble linguistique d'oc ;
- le languedocien du sud de la Dordogne au nord du Lot-et-Garonne en passant par l'extrême est de la Gironde ;
- le limousin parlé dans le centre et le nord de la Dordogne.

Leurs locuteurs sont en Aquitaine 160 600 selon une étude de l'INSEE de 1999. Ils se retrouvent pour l’essentiel dans le monde rural : un quart sont agriculteurs ou anciens agriculteurs. Le monde agricole et rural reste en quelque sorte le gardien de l'occitan : c’est en Dordogne qu’il est relativement le plus répandu, puis dans les Landes et les Pyrénées-Atlantiques.
- le basque parlé traditionnellement au Pays basque (la partie occidentale des Pyrénées-Atlantiques) : les provinces basques de Basse-Navarre, de Soule et du Labourd. Au Pays basque, on compte 63 000 adultes bascophones. Dans le reste de l’Aquitaine, il y en a 11 000.

De façon plus confidentielle, le saintongeais (variété du poitevin-saintongeais, dialecte de langue d'oïl) est parlé dans quelques secteurs. On distingue principalement le Pays Gabay (dans la partie septentrionale du département de la Gironde), la Petite Gavacherie (enclave dans la zone occitanophone, à l'extrême-ouest de la Gironde), la commune du Verdon-sur-Mer (au nord du Médoc) et quelques localités à l'extrême-nord du Périgord. Contrairement à l'occitan et au basque, il ne bénéficie pas du soutien du conseil régional.
Enfin, parmi les langues parlées dans la région par un nombre significatif de locuteurs, il faut aussi mentionner les langues des immigrations plus ou moins récentes (espagnol, italien, portugais ou encore arabe - dans ses différentes formes dialectales - et d'autres langues indo-européennes ou non).

### Gastronomie
- Première région viticole de France, l’Aquitaine génère le quart de la production viticole de l’Hexagone, la France étant le premier pays producteur au monde.

La Guyenne girondine, les Landes de Gascogne, le Béarn, le Pays basque et l’Agenais offrent toutes les spécialités gastronomiques du Sud-Ouest :
- Huîtres d'Arcachon
- Lamproie à la bordelaise
- Écrevisse à la bordelaise
- Cèpes, dont le cèpe de Bordeaux
- Bœuf de Chalosse
- Bœuf de Bazas (IGP)
- Foie de veau à la bordelaise
- Agneau de Pauillac
- Volailles des Landes
- Salmis de palombe

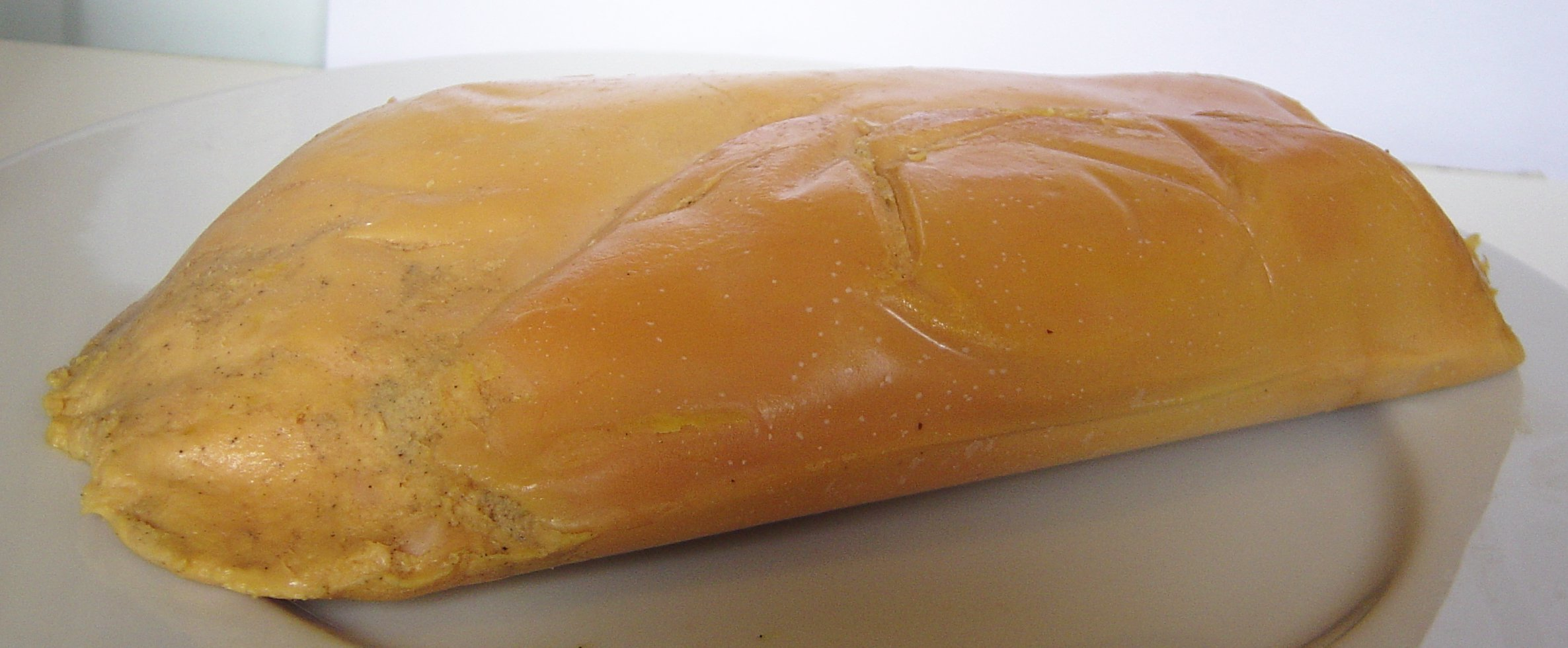
Un foie gras entier (partiellement préparé en vue de cuisson en terrine).

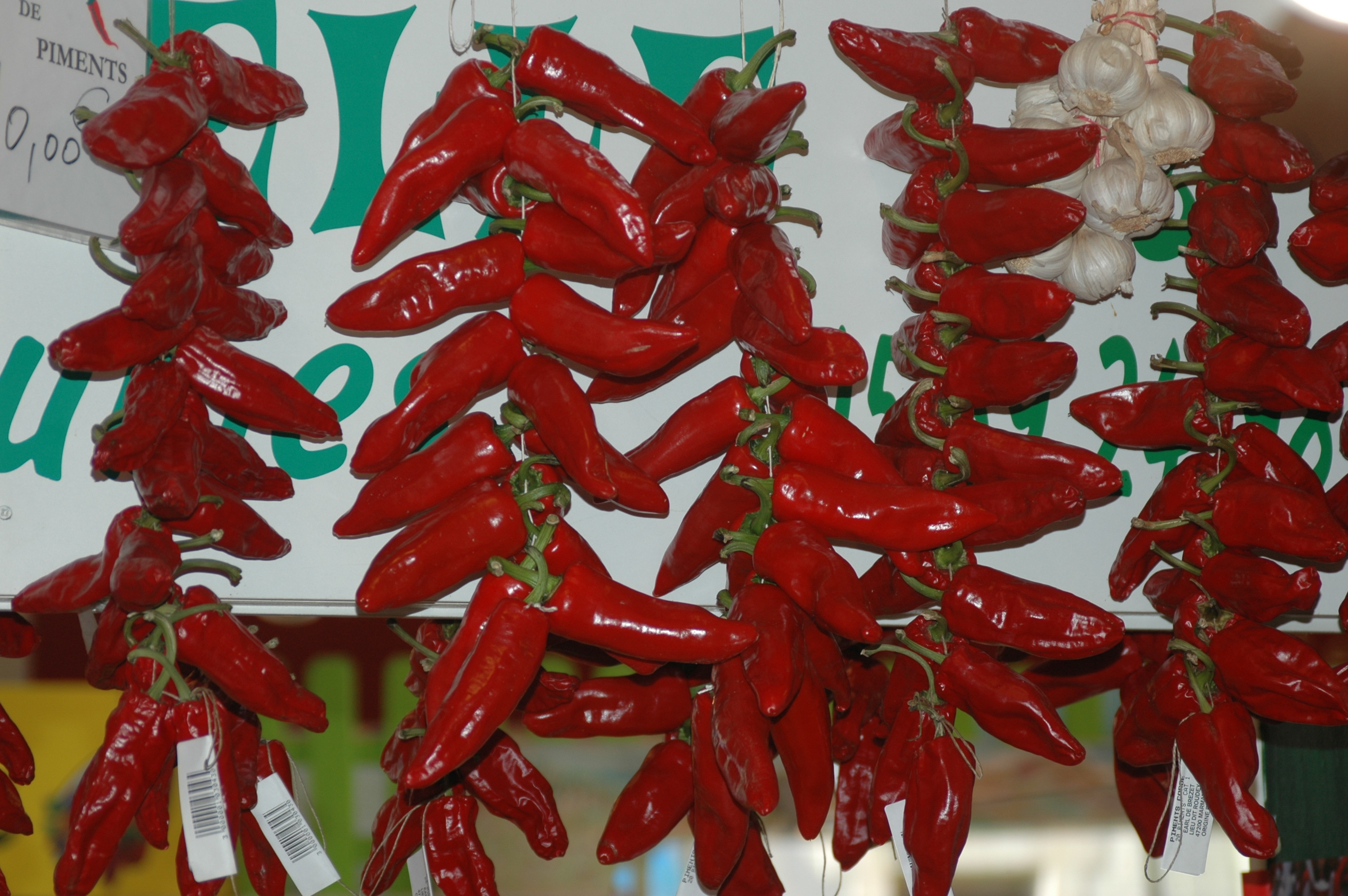
Piments au marché de Biarritz.

- Foie gras, confit, magret et autres plats dérivés du canard et de l’oie (terrine de foie gras au sauternes…)
- Piperade dans le Béarn et le Pays basque
- Garbure
- Tourtière et croustade
- Pacherenc
- Truffes de Sorges dans le Périgord
- Salade landaise (ou assiette landaise)
- Tomate de Marmande
- Pruneaux d'Agen en Lot-et-Garonne
- Canelé
- « Merveilles » (beignets)
- Vin : la partie viticole de la Gironde, appelée en termes œnologiques le Bordelais (vignoble de Bordeaux), est donc la première région viticole tant en quantité qu'en renommée.
- Madiran (AOC), vin à caractère produit dans les Hautes-Pyrénées, le Béarn et le Gers.

Le Béarn a développé quelques spécialités :
- Poule au pot
- Jurançon, vin blanc sec ou moelleux
- Boudin béarnais
- Sauce bordelaise (ou sauce marchand de vin)

Note : la sauce béarnaise n’a rien de béarnais puisqu’elle a été inventée en région parisienne.
Le Pays basque a aussi ses spécialités :
- Axoa
- Piment d'Espelette
- Poulet basquaise
- Gâteau basque
- Jambon de Bayonne
- Irouléguy (AOC)

Voir aussi Cuisine occitane.

### Architecture

#### Habitations traditionnelles
- L’échoppe bordelaise
- La villa d'Arcachon
- La maison landaise (l’oustaou)

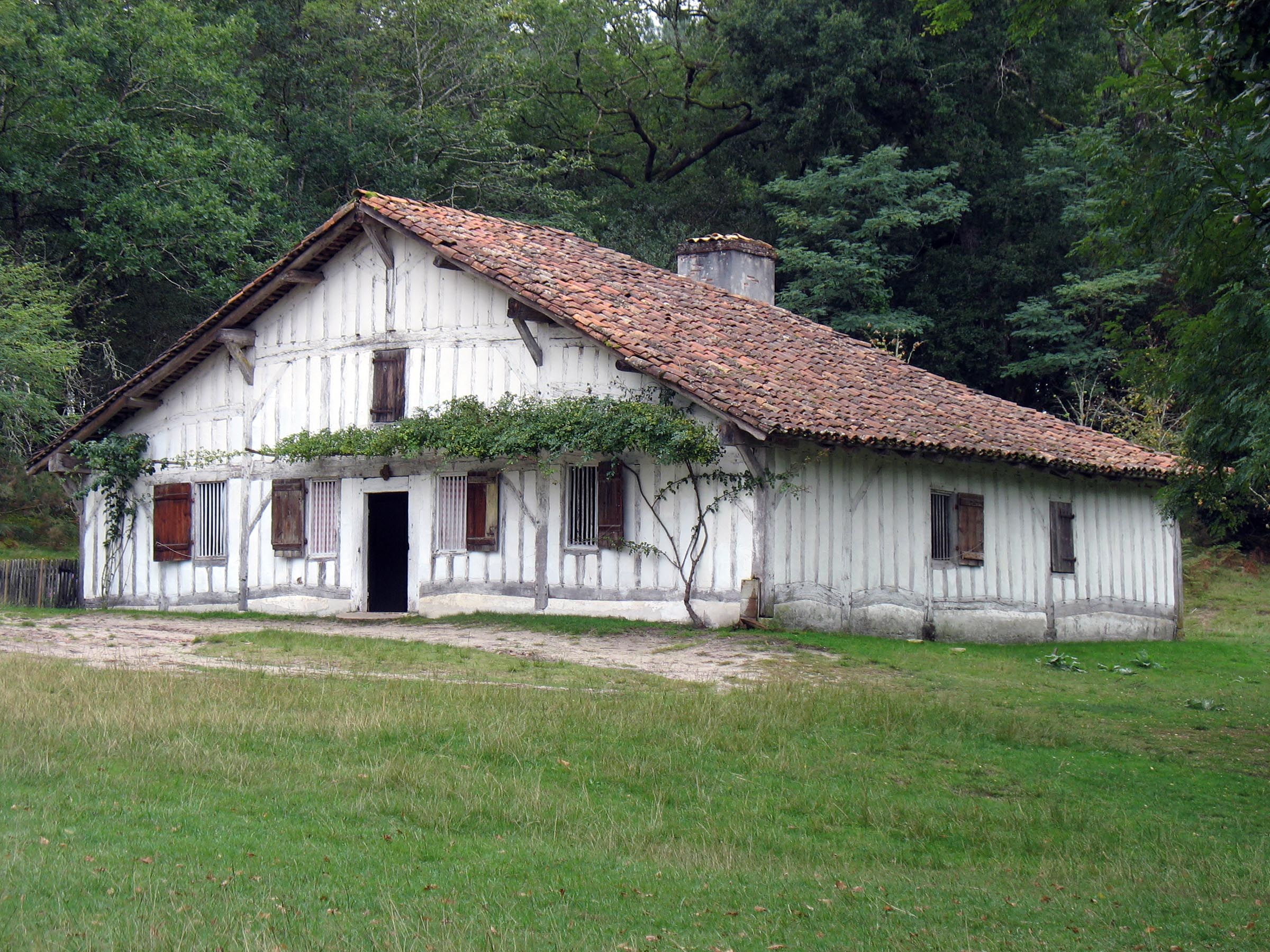
Maison du meunier à l’écomusée de la Grande Lande à Marquèze.

- La maison basque (etxea ou etchea)

Elle était l’élément central de la vie sociale et politique des Basques, car seuls les chefs de famille propriétaires d’une maison assistaient aux assemblées du village.
Seul l’aîné de la famille héritait de la maison.
- La maison béarnaise (la case)

Pierre angulaire de l’identité de la famille, la hiérarchie sociale s'établissait sur la base de la « case » transmise avec l’ensemble des terres à l’aîné.
La maison béarnaise est bâtie avec des galets du gave gris dans le mortier. Des tuiles plates ou plus fréquemment des ardoises sont présentes sur les toits.
L’une des caractéristiques essentielles de la maison béarnaise est ainsi sa toiture : la pente peut atteindre 50°, ou même plus.
Au Pays basque comme dans le Béarn, les maisons varient selon les vallées, selon les aires géographiques.

### Patrimoine

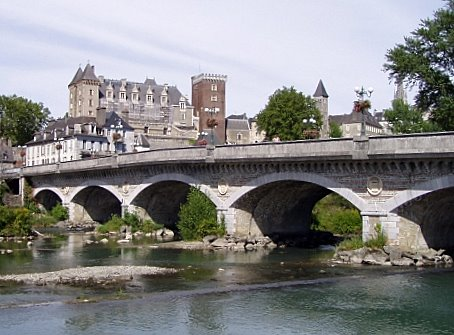
Le château de Pau vu des berges du Gave de Pau.

### Patrimoine humain
Il y aurait plus de mille châteaux et manoirs ; voici les plus connus :
- Dordogne :

Hautefort, Castelnaud, Commarque, Monbazillac, Beynac, Herm, Bourdeilles, Biron, Milandes (propriété de Joséphine Baker), Montfort, Puymartin.
La vallée de la Vézère avec les grottes de Lascaux, les grottes des Eyzies, La Roque Saint-Christophe, la grotte de Rouffignac et le célèbre abri de Cro-Magnon.
Les villes fameuses de Sarlat, Bergerac, Nontron et sa mascarade des Soufflaculs, ses jardins des arts, son Pôle des Métiers d'Arts, sa coutellerie « Le Périgord », Périgueux et ses ruines gallo-romaines.
Le parc du Bournat, l'abbaye de Brantôme (XIe siècle), le parc archéologique de Beynac.
On trouve également de nombreuses bastides, notamment à Monpazier, Francescas, Villefranche-du-Périgord, Domme et ses remparts, et Eymet et son château.
- Gironde :

Château de Roquetaillade, château de Langoiran, château de Villandraut, Malle, Cazaneuve, Cadillac, Château Beychevelle.
- Lot-et-Garonne :

Château de Bonaguil, château de Duras, château de Gavaudun, château des Rois ducs, bastides de Villeneuve-sur-Lot, Monflanquin, Vianne et Tournon-d'Agenais, Pont-canal d'Agen.
- Pyrénées-Atlantiques :

Le château de Pau.
Le département de la Dordogne compte dix villages faisant partie de l’association des plus beaux villages de France.

### Patrimoine naturel
- Réserve naturelle régionale du Marais de Groléjac

## Personnalités connues

### Arts et littérature
- Francois Mauriac (1885-1970), écrivain
- Michel de Montaigne (1533-1592), penseur et homme politique
- Montesquieu (1689-1755), écrivain, auteur de De l'esprit des lois (1748)
- Edmond Rostand, écrivain et dramaturge, auteur de Cyrano de Bergerac (1897)
- Jean Anouilh (1910-1987), écrivain et dramaturge, auteur de la pièce de théâtre remaniée Antigone (1944)

### Cinéma, théâtre et musique
- Kendji Girac, né en 1996 à Périgueux
- Hortense Schneider, cantatrice
- Maurice Ravel (1875-1937), compositeur
- Francis Cabrel (1953-), chanteur
- Pascal Obispo (1965-), chanteur
- Noir Désir, groupe de rock
- Gojira, groupe de heavy metal
- Chimène Badi, chanteuse
- Joël Dupuch, ostréiculteur, comédien
- Pierre Bellemare, né le 21 octobre 1929 à Boulogne-Billancourt, écrivain, homme de radio, animateur et producteur de télévision français.

### Économie et industrie
- Jacques Valade (1930-), homme politique, ingénieur chimiste et président de l'ADISCO

### Histoire et militaires
- Jaufré Rudel, né à Blaye vers 1113, célèbre troubadour.
- Aliénor d'Aquitaine, née vers 1122.
- Clément V (1264-1314), archevêque de Bordeaux puis Pape d’Avignon.
- Gaston Fébus (1331-1391), seigneur féodal.
- Pey Berland, archevêque de Bordeaux de 1430 à 1458.
- Henri IV (1553-1610), roi de France.
- Jean-Baptiste Bernadotte (1763-1844), roi de Suède sous le nom de Charles XIV Jean de Suède.

### Politique
- Montesquieu (1689-1755), moraliste, penseur et philosophe.
- Armand Fallières (1841-1931), homme politique, président de la République française.
- Jacques Chaban-Delmas (1915-2000), homme politique, Premier ministre, maire de Bordeaux.
- Alain Juppé (1945-), homme politique, Premier ministre, maire de Bordeaux.
- François Bayrou (1951-), homme politique, ministre, député.
- La Famille Guadet vieille famille de Saint-Émilion dont le plus célèbre de ses membres, Élie Guadet, le Girondin était déjà le descendant de maires et jurats, d’une famille connue dans l’Aquitaine, depuis le XVIe siècle.
- André Labarrère (1928-2006), homme politique, sénateur, ministre, maire de Pau.
- Henri Emmanuelli (1945-2017), homme politique, député, président de l'Assemblée nationale, secrétaire d'état, président du conseil général des Landes.
- Geneviève Darrieussecq (1956-), femme politique maire de Mont-de-Marsan (2008-2017).

### Sciences et techniques
- Frédéric Bastiat (1801-1850), économiste
- Jean-Pierre Bouchard, psychologue et criminologue.
- Commandant Jacques-Yves Cousteau (1910-1997), né à Saint-André-de-Cubzac en Gironde
- Pierre Bourdieu (1930-2002), sociologue

### Sport
- René Lacoste (1904-1996), joueur de tennis (naissance à Paris, fin de vie à Saint-Jean-de-Luz)
- Louison Bobet (1925-1983), cycliste
- Robert Paparemborde (1948-2001), joueur de rugby à XV
- Didier Deschamps (né en 1968), ancien footballeur (vainqueur de la Ligue des Champions en 1993 avec Marseille, et de la Coupe du monde 1998 avec la France), entraîneur (champion 2009-2010 avec Marseille), journaliste sportif
- Tony Estanguet (canoë-kayak : champion olympique 2000, 2004 et 2012)
- Bixente Lizarazu, ancien footballeur, journaliste sportif (champion du monde avec l'équipe de France en 1998)
- Christophe Dugarry, ancien footballeur, journaliste sportif
- Jean-Michel Larqué, ancien footballeur, journaliste sportif
- Alain Giresse, ancien footballeur, entraîneur
- Marouane Chamakh, footballeur
- Patrick Battiston, ancien footballeur, entraîneur
- Lilian Laslandes, ancien footballeur
- Nicolas Escudé, joueur de tennis
- Julien Escudé, footballeur
- Édouard Cissé, footballeur
- Raphaël Ibañez, joueur de rugby à XV (talonneur)
- Fabien Pelous, joueur de rugby à XV (2e ligne)
- Serge Betsen, joueur de rugby à XV (3e ligne aile)
- Myriam Borg-Korfanty, ancienne joueuse de handball (championne du monde 2003)
- FC Girondins de Bordeaux, club de football évoluant en Ligue 1
- Biarritz olympique, club de rugby à XV évoluant dans le Top 14 Orange
- Aviron bayonnais rugby pro, club de rugby à XV évoluant dans le Top 14 Orange
- SU Agen, club de rugby à XV évoluant dans le Top 14 Orange
- US Dax, club de rugby à XV évoluant en Pro D2
- Stade montois, club de rugby à XV évoluant en Pro D2 ayant battu Pau à la finale de Pro D2 2012, promu en Top 14 Orange
- Union Bordeaux Bègles, club de rugby à XV évoluant dans le Top 14 Orange
- Section paloise, club de rugby à XV évoluant en Pro D2 vaincu face à Mont-de-Marsan en finale de Pro D2 2012 au stade Jacques-Chaban-Delmas à Bordeaux
- Élan béarnais Pau-Lacq-Orthez, club de basket évoluant en Pro A
- Boulazac Basket Dordogne, club de basket évoluant en Pro B

## Média

### Films tournés en Aquitaine
- Les Couloirs du temps : Les Visiteurs 2, réalisé par Jean-Marie Poiré en 1998, en partie tourné au château de Beynac.
- Vilaine, réalisé par Jean-Patrick Benes et Allan Mauduit, sorti le 12 novembre 2008.
- Les Petits Mouchoirs, de Guillaume Canet, sorti en 2010, avec François Cluzet, Benoît Magimel, Gilles Lellouche, Marion Cotillard et Jean Dujardin.

### Séries télévisées
- La Rivière Espérance, réalisé par Josée Dayan en 1995 pour France 2.
- Section de recherches, créé par Steven Bawol et Dominique Lancelot en 2006 (toujours en production) pour TF1. L'unité spéciale de Gendarmerie nationale était basée à Bordeaux pour les sept premières saisons mais, depuis 2014, elle est basée à Nice.
- Famille d'accueil, créé par Stéphane Kaminka (toujours en production) pour France 3.